# Cantabria
Cantabria es una comunidad autónoma española de carácter uniprovincial, reconocida como comunidad histórica en su Estatuto de Autonomía. Limita al este con la provincia de Vizcaya (País Vasco), al sur con las provincias de Burgos, León y Palencia (Castilla y León), al oeste con el Principado de Asturias y al norte con el mar Cantábrico. La ciudad de Santander es su capital y municipio más poblado, seguido por Torrelavega y Castro-Urdiales. Tiene una fuerte vinculación histórica con la antigua Cantabria prerromana, la Cantabria romana, el ducado de Cantabria, las Asturias de Santillana, la hermandad de las Cuatro Villas y la provincia de los Nueve Valles.
Cantabria está situada en la cornisa cantábrica, nombre dado a la franja de tierra existente entre el mar Cantábrico y la cordillera Cantábrica, en el norte de la península ibérica. Posee un clima oceánico húmedo y de temperaturas moderadas, fuertemente influenciado por los vientos del océano Atlántico que chocan contra las montañas. La precipitación media es de 1200 mm, lo que permite el crecimiento de frondosa vegetación. Su mayor elevación se localiza en el pico de Torre Blanca (2619 metros). La comunidad está compuesta por una sola provincia, también llamada Cantabria, y por 102 municipios; uno de ellos, Valle de Villaverde, es un exclave en Vizcaya. Tradicionalmente, su territorio se divide también en diez comarcas no oficiales. Parte de la comarca de Liébana, en el extremo occidental de la comunidad, está integrada en el parque nacional de los Picos de Europa.
Su marco geográfico queda encuadrado en buena parte del extenso territorio que correspondió a la antigua Cantabria prerromana, principal escenario de las guerras cántabras frente a Roma entre los años 29 a. C. y 19 a. C. Cantabria es una comunidad rica en yacimientos arqueológicos del Paleolítico superior, aunque los primeros signos de ocupación humana datan del Paleolítico inferior. Resaltan en este aspecto las pinturas de la cueva de Altamira, datadas en el 37 000 a. C. y declaradas patrimonio de la humanidad por la Unesco en 1985. Esta catalogación fue ampliada en 2008 a otras nueve cavidades cántabras, entre las que destacan las cuatro cuevas situadas en el monte Castillo de Puente Viesgo. En 2015, también fueron reconocidos como patrimonio mundial el Camino de Santiago de la Costa y el Camino de Liébana, en una categoría que también incluye como bienes individuales la iglesia de Santa María de la Asunción en Castro-Urdiales, la colegiata de Santa Juliana y su claustro en Santillana del Mar y el monasterio de Santo Toribio de Liébana en Camaleño. Este último, lugar santo del cristianismo, es el centro de peregrinación del año jubilar lebaniego debido a la bula papal que recibió en el año 1512. En total, la comunidad cuenta con quince bienes inscritos por la Unesco, desglosados en diez cavidades, tres templos y dos caminos.
La moderna provincia de Cantabria se constituyó el 28 de julio de 1778 en la casa de juntas de Puente San Miguel, motivo que da lugar a la celebración de la festividad anual conocida como Día de las Instituciones; aunque la presente articulación territorial de la comunidad se corresponde con la de la extinta provincia de Santander, establecida en 1833 a través del real decreto de 30 de noviembre. La ley orgánica del Estatuto de Autonomía de Cantabria fue aprobada el 30 de diciembre de 1981 y entró en vigor el 1 de febrero de 1982, con lo que se dotó de este modo a la comunidad autónoma de organismos e instituciones de autogobierno. Posee una asamblea legislativa denominada Parlamento de Cantabria. La actual presidenta del Gobierno de Cantabria es María José Sáenz de Buruaga, del Partido Popular, tras obtener el respaldo de su partido y la abstención del PRC, como consecuencia de los resultados electorales de 2023.

## Toponimia

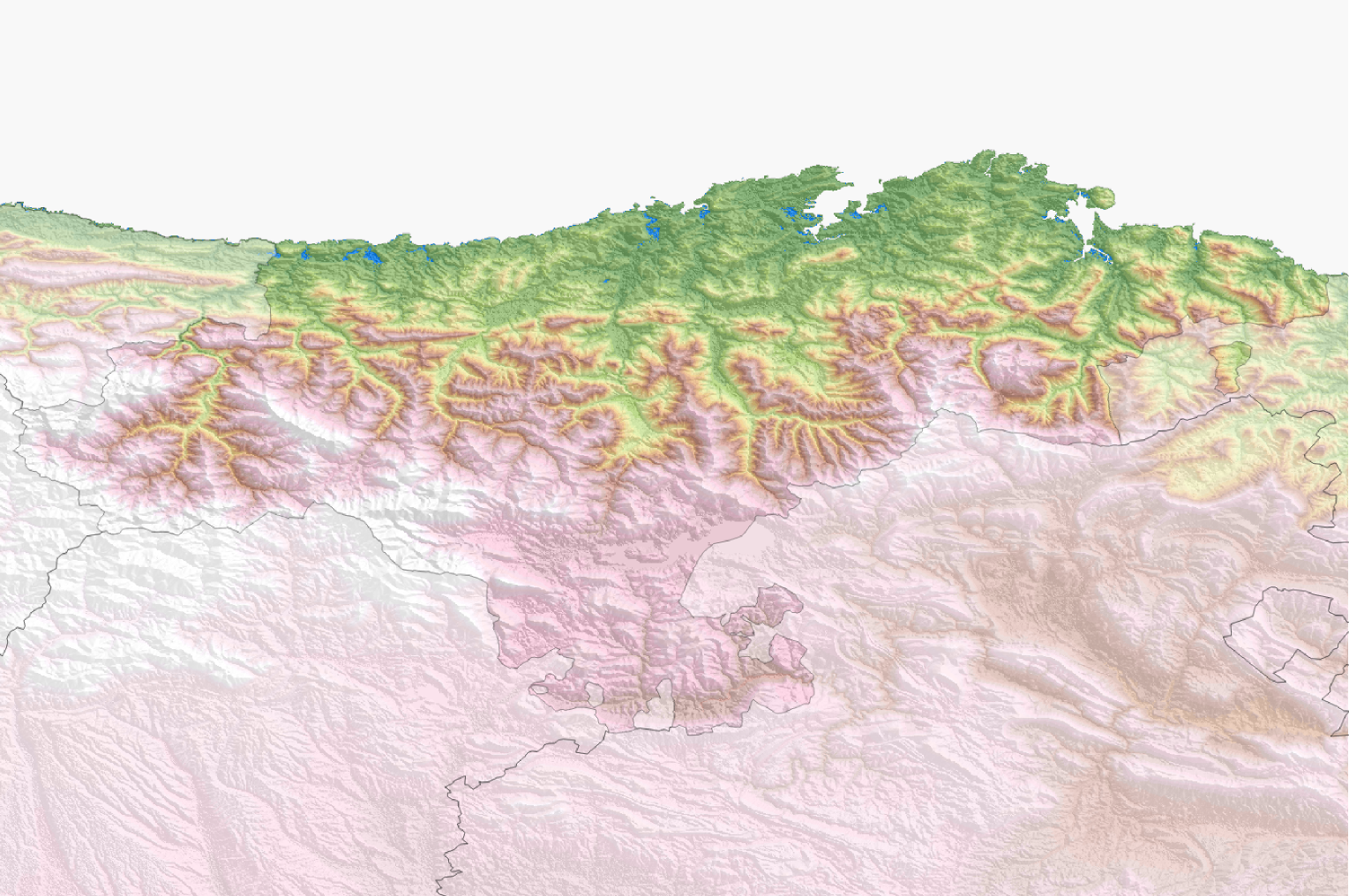
Mapa físico

Diversos han sido los autores que han tratado el origen etimológico del nombre de Cantabria (san Isidoro de Sevilla, Julio Caro Baroja, Aureliano Fernández Guerra, Joaquín González Echegaray o Adolf Schulten, entre otros). Aunque no es segura su procedencia, la opinión más aceptada por los expertos es que deriva de la raíz «cant-», de origen celta o ligur antiguo y que significa «roca» o «piedra», y el sufijo «-abr», frecuente en las regiones celtas. De todo esto se deduce que «cántabro» vendría a significar «pueblo que habita en las peñas» o «montañés», en clara referencia al territorio abrupto y montañoso de Cantabria. Es una de las comunidades autónomas españolas con la toponimia más antigua, ya que el término «cántabros» aparece por primera vez reflejado en las fuentes romanas en el siglo II a. C. por el autor Catón el Viejo, aunque aún no existía una entidad política unida, sino que en su territorio habitaban diversos pueblos. En su obra Orígenes (c. 195 a. C.) habla del nacimiento del río Ebro en «tierra de cántabros»:

[...] fluvium Hiberum: is oritur ex Cantabris, magnus atque pulcher, pisculentus.
[...] el río Ebro: nace en tierra de cántabros, grande y hermoso, abundante en peces.
Marco Porcio Catón, «el Viejo». Orígenes (VII), 195 a. C.

Popularmente, Cantabria recibe también otros nombres como La Montaña y La Tierruca.

## Símbolos
- Bandera de Cantabria
- Lábaro cántabro
- Escudo de Cantabria
- Himno de Cantabria

## Geografía

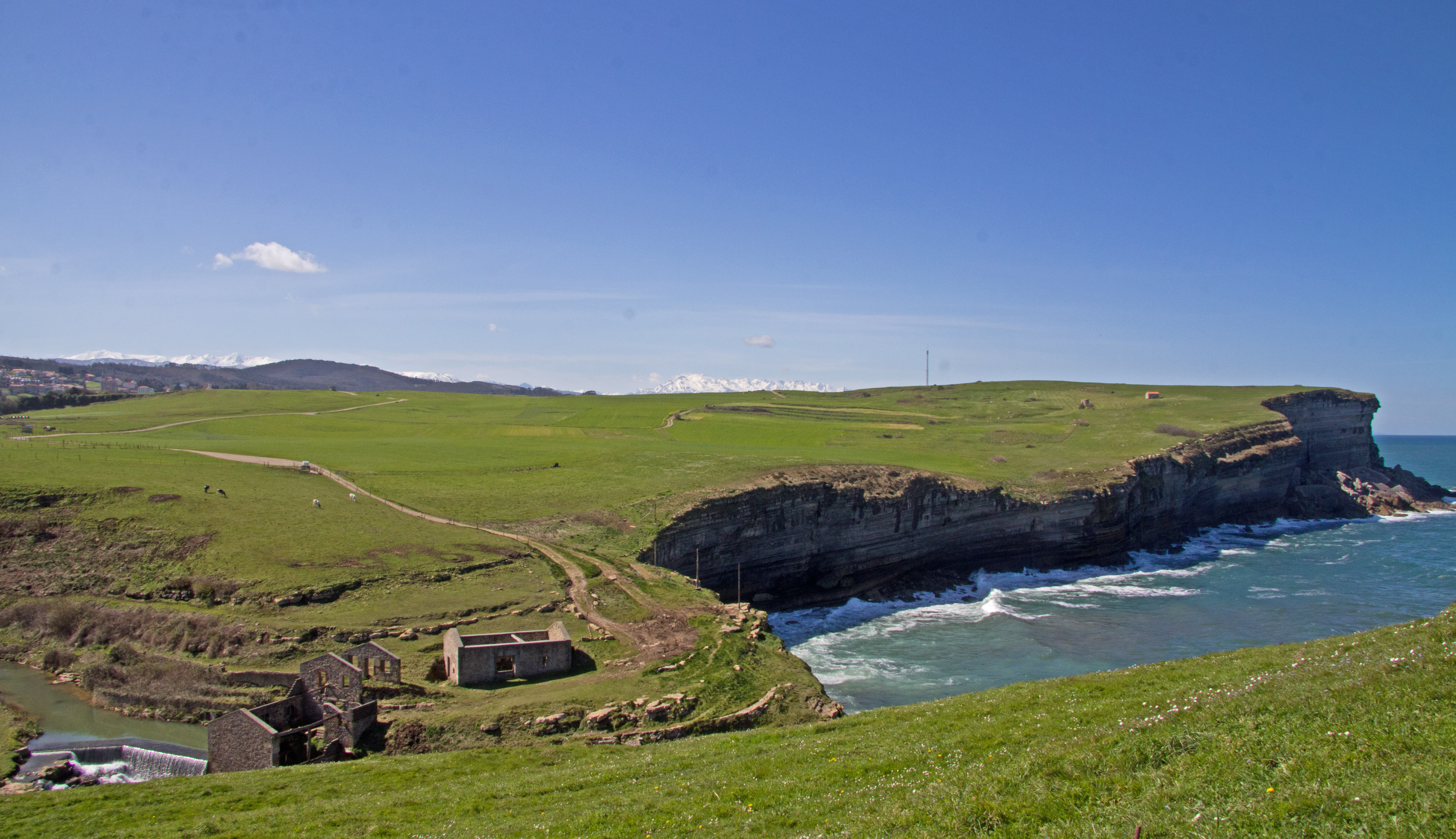
Acantilados de Toñanes

La comunidad posee una superficie de 5326 km² y sus costas tienen una longitud total de 284 kilómetros. Su cabo más sobresaliente es el cabo de Ajo. En la comunidad existen tres ámbitos geográficos bien diferenciados: La Marina, La Montaña y Campoo, pertenecientes a las cuencas del río Ebro y del Duero. La presencia predominante de la montaña y la difícil orografía del terreno explican que históricamente se conozca a la comunidad entera como La Montaña.

### Relieve

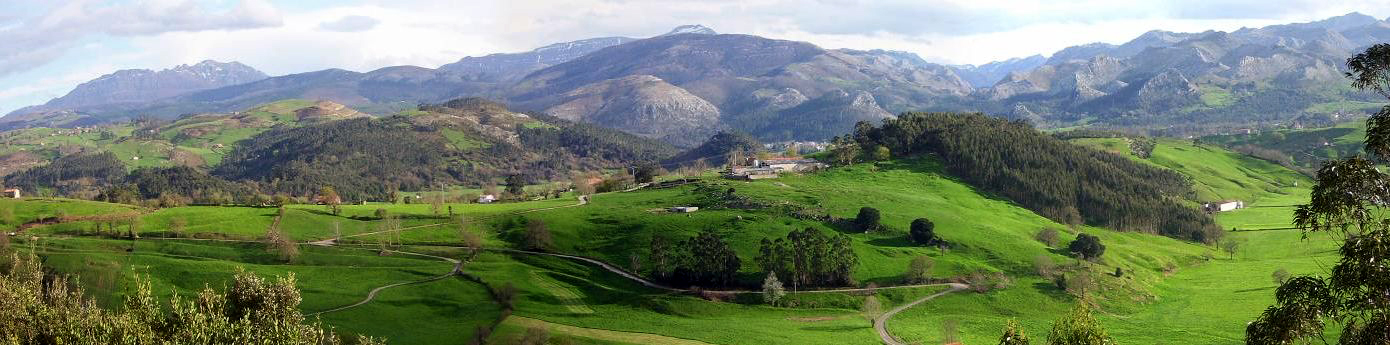
Hacia el sur de la región el relieve suave de La Marina se torna abrupto, hasta alcanzar las montañas de la cordillera Cantábrica que dan paso a la meseta Norte

Cantabria es una comunidad de carácter montañoso y costero y con un importante patrimonio natural. Su enérgico relieve hace que el 40 % de su superficie se sitúe por encima de los 700 metros de altitud y un tercio de la comunidad presenta pendientes de más del 30 % de inclinación. Es la cuarta provincia más montañosa de España atendiendo al desnivel del terreno. En ella se distinguen tres áreas morfológicamente bien diferenciadas:

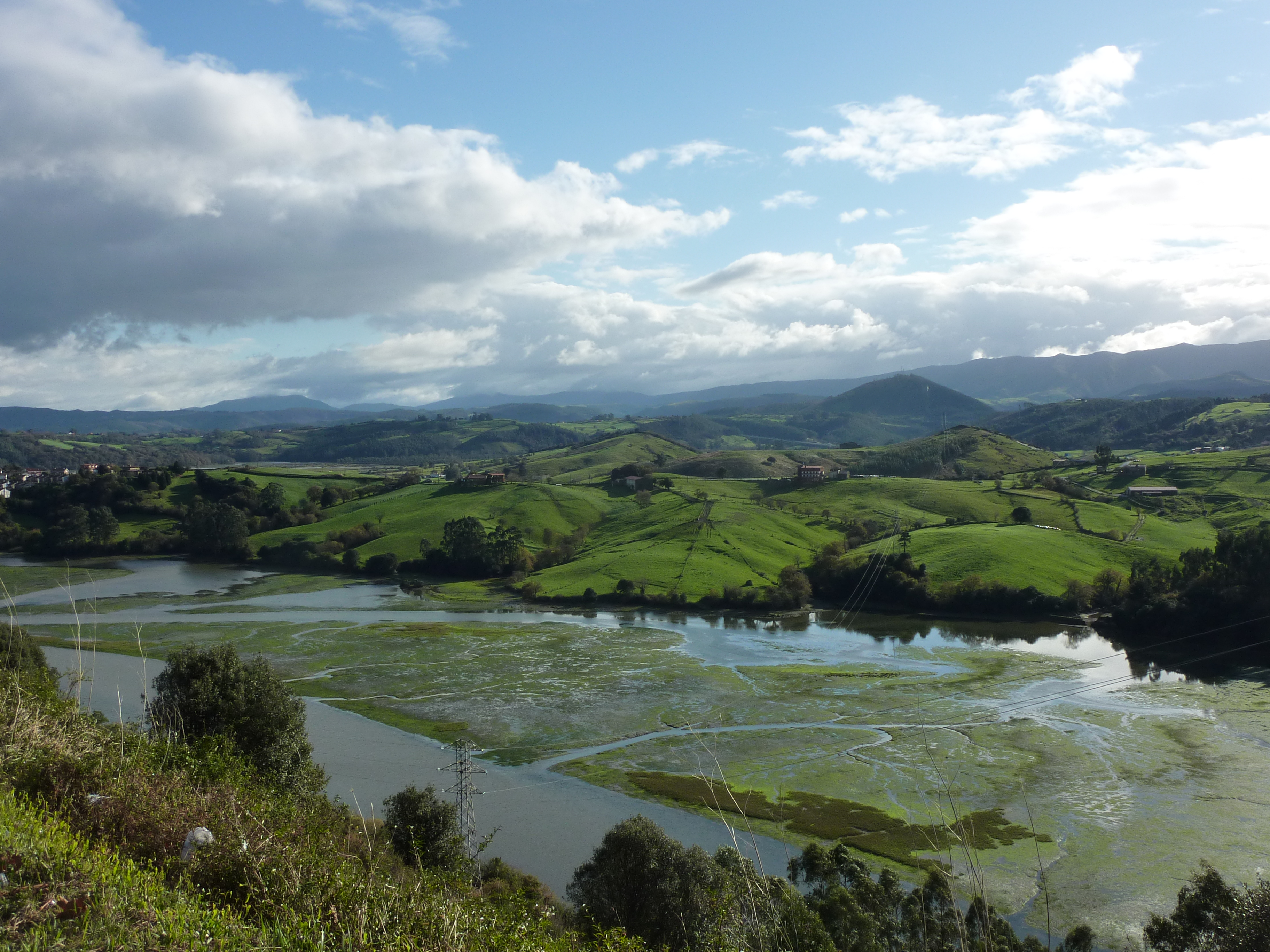
Paisaje de La Marina con valles bajos, ría en el primer plano

- La Marina. Una franja costera de valles bajos, amplios y de formas suaves de unos 10 km de ancho cuya altitud no suele superar los 500 m s. n. m. y que limita con el mar por medio de una línea de rasas litorales, configurando abruptos acantilados que son rotos por la aparición de desembocaduras de ríos generando rías y playas. En el litoral de la comunidad destaca la bahía de Santander. Por el sur La Marina limita con La Montaña, fijándose la divisoria tradicionalmente en la sierra del Escudo de Cabuérniga.

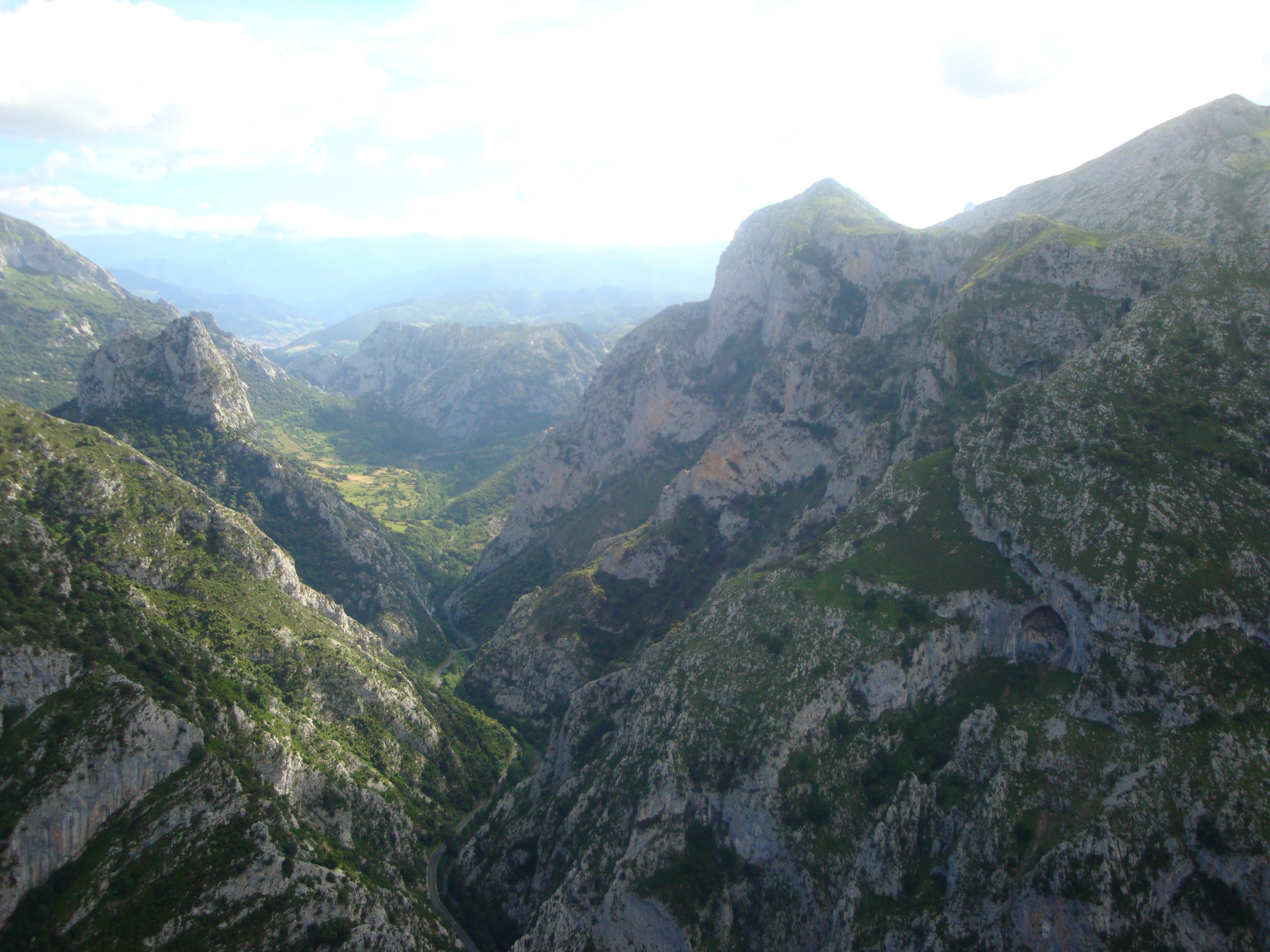
Desfiladero de La Hermida

- La Montaña. Es una larga barrera de montañas abruptas paralela al mar que componen parte de la cordillera Cantábrica. En su mayoría de roca calcárea afectada por fenómenos kársticos y que cubren la mayor parte de Cantabria. Forman valles profundos en disposición norte-sur con fuertes pendientes horadadas por ríos de carácter torrencial, de gran poder erosivo y cortos por la poca distancia entre su nacimiento y su desembocadura. Los valles configuran diferentes comarcas naturales de la región bien delimitadas físicamente por los cordales montañosos: Liébana, Nansa, Saja, Besaya, Pas-Pisueña, Miera, Asón-Gándara, Campoo. A la montaña pertenece la sierra del Escudo, cordón montañoso de entre 600 y 1000 m s. n. m. y que a lo largo de la zona occidental de Cantabria sigue paralela a unos 15 o 20 km de la costa. Montañas más altas nos encontramos a medida que nos desplazamos al sur, con una alineación de crestas que limitan los valles y las cuencas hidrográficas de los ríos Ebro, Duero y aquellos que desembocan en el mar Cantábrico. Por lo general superan los 1500 metros de altitud, desde el puerto de San Glorio en el oeste hasta el de Los Tornos en la parte oriental: Peña Labra, puerto de Sejos, puerto del Escudo, Castro Valnera y La Sía. También destacan los grandes macizos calcáreos de los Picos de Europa en la zona sur occidental de la región, cuyas cumbres sobrepasan la mayoría 2500 metros y donde es amplia la presencia del modelado glaciar en su geomorfología. La mayor elevación de Cantabria se localiza en el pico de Torre Blanca (2619 metros), en la divisoria entre Cantabria y la provincia de León, aunque de forma tradicional se ha asignado este honor a Peña Vieja (2617 metros) por encontrarse totalmente dentro del territorio cántabro.
- Campoo y los valles del sur. La otra comarca que se diferencia es Campoo, en el extremo sur de Cantabria. Con un clima más continentalizado, presentan un desarrollo óptimo de masas forestales de rebollo (Quercus pyrenaica) y que se encuentra en un periodo expansivo por el abandono de las tierras agrarias. También existen grandes repoblaciones de coníferas (Pinus sylvestris) en las suaves pendientes de la comarca.

### Clima
Debido a la corriente del Golfo Cantabria, al igual que el resto de la región Cantábrica, tiene unas temperaturas mucho más suaves que las que les correspondería por su latitud, similar a la de Nueva Escocia en Norteamérica. La comunidad está afectada por un clima templado oceánico húmedo, con veranos e inviernos suaves. Las precipitaciones se sitúan en torno a 1200 mm anuales en la costa, aumentando los valores en las zonas montañosas hasta los 2400 mm, lo que la sitúa en la denominada España húmeda (o España verde).

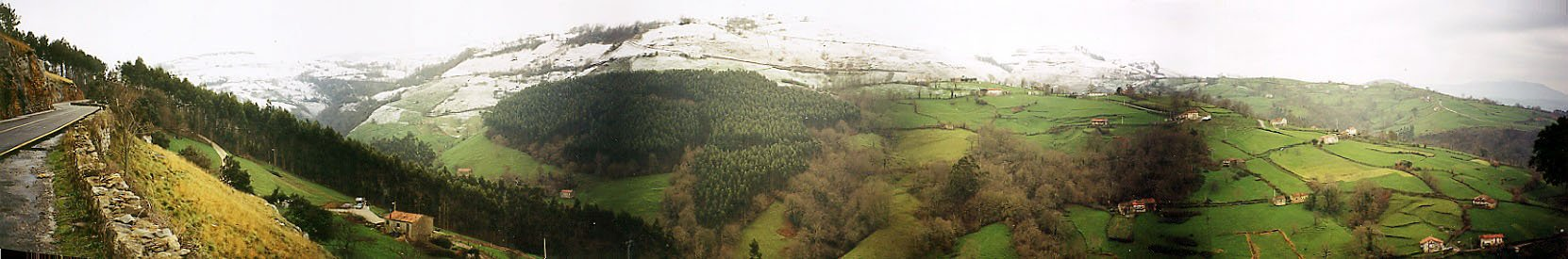
Panorámica del puerto de Alisas con las cumbres nevadas

La temperatura media se sitúa alrededor de los 14 °C. La nieve es frecuente en las partes altas de Cantabria entre los meses de noviembre y marzo. Los meses más secos son: julio y agosto, aunque generalmente no existe sequía propiamente dicha, ya que por una parte siempre existe un mínimo de precipitación, y por otra las temperaturas no son muy elevadas (Exceptuando las zonas de clima mediterráneo o templado submediterráneo). En algunas zonas de los Picos de Europa con clima de alta montaña, por encima de los 2500 m s. n. m. se mantienen los bancos de nieve durante todo el año.
No obstante las diferencias entre comarcas pueden llegar a ser importantes. Así las más alejadas del litoral, como Liébana y Campoo, presentan un clima mediterráneo continentalizado, en el primer caso por el mesoclima especial de la zona y en el segundo por su proximidad a la meseta central.

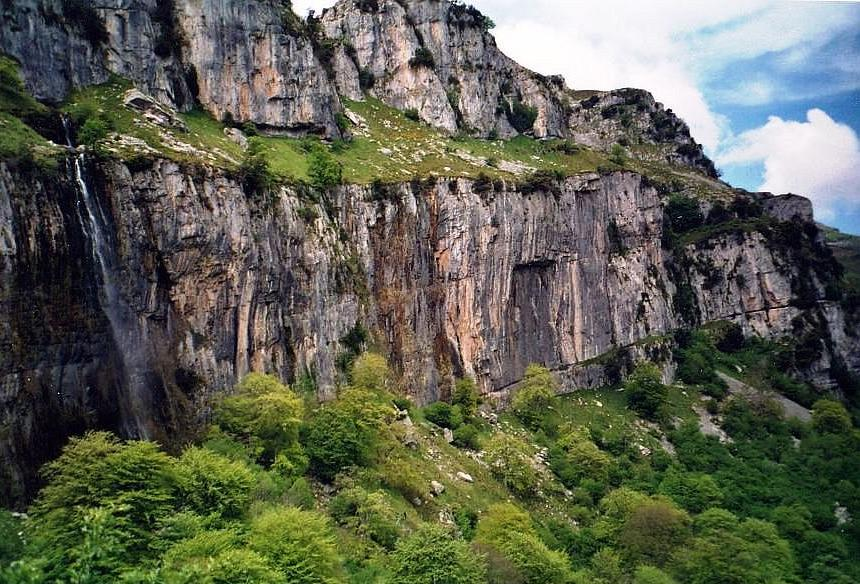
Nacimiento del río Asón

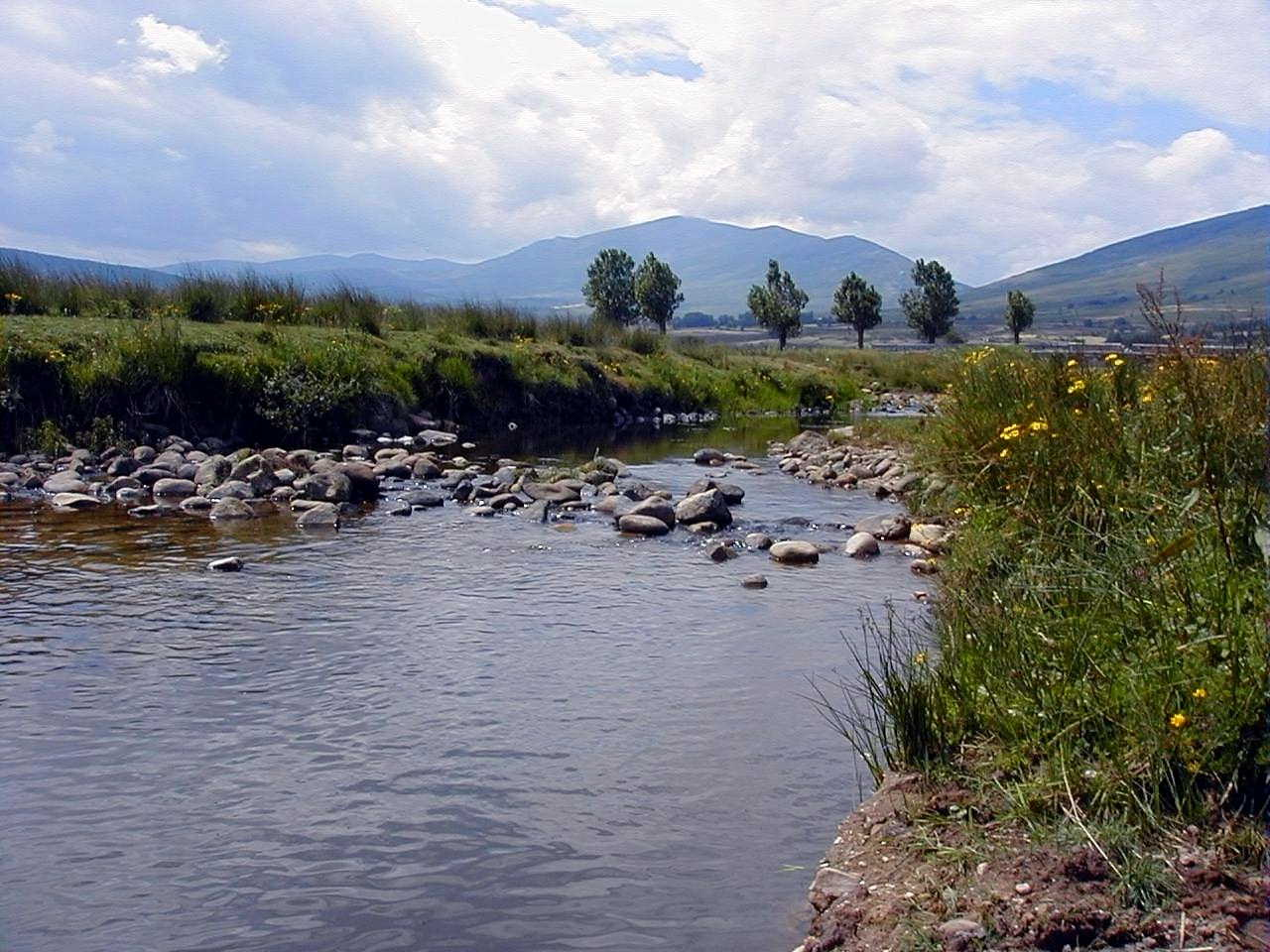
Río Camesa en Santa Olalla

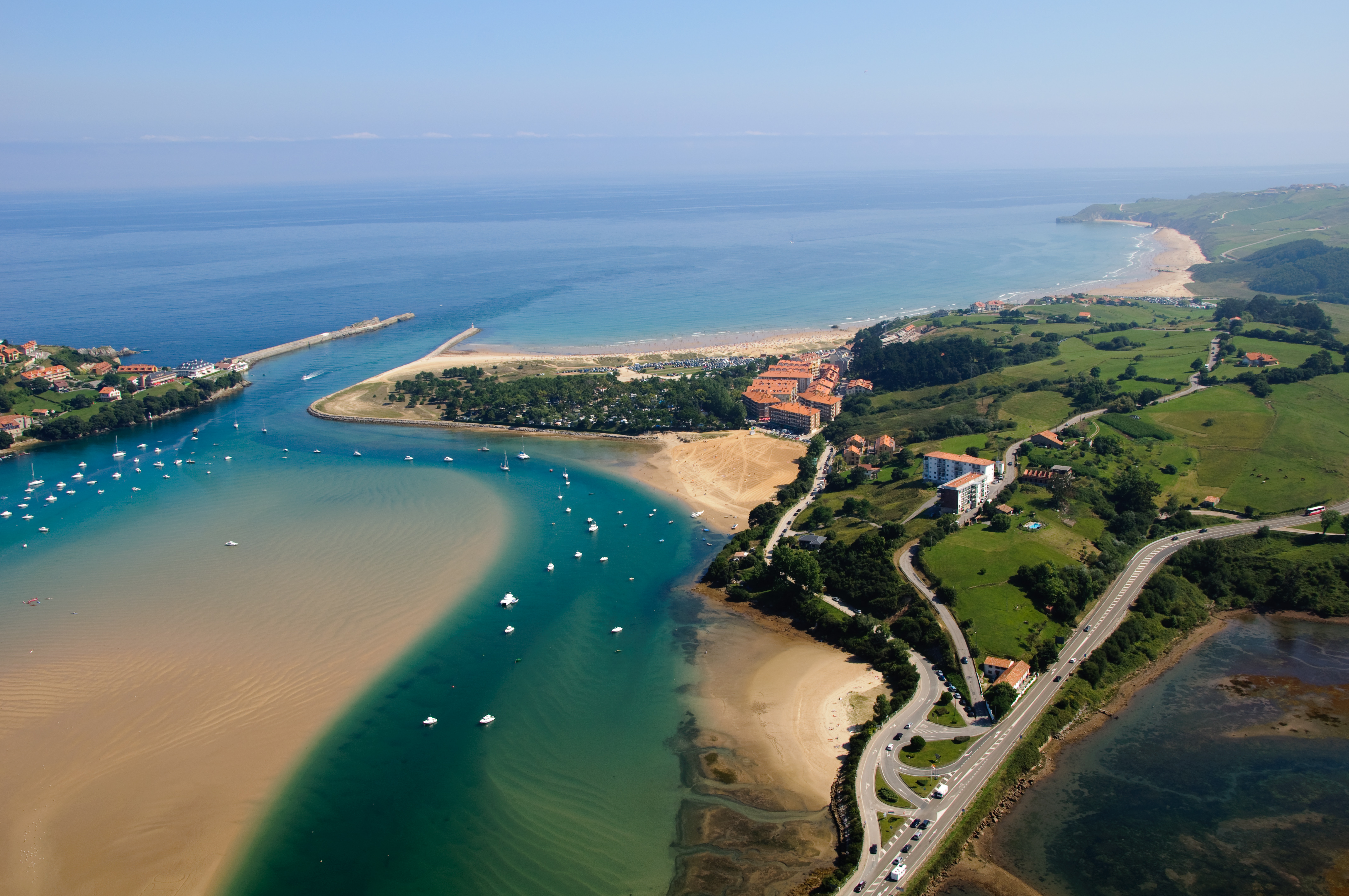
Estuario del río Gandarilla en San Vicente de la Barquera

La influencia del relieve montañoso de Cantabria es destacable sobre su clima, siendo la causa principal de fenómenos atmosféricos peculiares como son las llamadas suradas, propiciadas por el efecto Foehn. El viento del sur sopla fuerte y seco, aumentando la temperatura a medida que nos acercamos a la costa. Esto provoca una llamativa disminución de la humedad relativa del aire y la ausencia de precipitaciones. Condiciones que contrastan con las de la vertiente sur de la cordillera donde el viento es más fresco y húmedo y puede estar lloviendo. Estas situaciones son más frecuentes en otoño e invierno, registrándose unas temperaturas anormalmente altas de más de 28 °C. No son inusuales los incendios avivados por este viento, como el que arrasó la ciudad de Santander en el invierno de 1941.
Por otro lado, las zonas costeras suelen estar sometidas a vientos constantes provenientes del océano Atlántico, que frecuentemente llegan a ser fuertes. En condiciones muy particulares, más propicias en los meses de abril-mayo y septiembre-octubre, los vientos del oeste pueden alcanzar magnitudes de galerna.

### Hidrografía
Los ríos cántabros son cortos, rápidos y poco caudalosos; salvan unas considerables pendientes al estar el mar próximo a su nacimiento en la cordillera Cantábrica. Sus recorridos suelen ser perpendiculares a la costa, si exceptuamos el río Ebro, y poseen un caudal más o menos persistente a lo largo de todo el año motivado por unas precipitaciones por lo general constantes. Aun así, este es escaso (20 m³/s anualmente) en comparación con otros ríos de la península ibérica. La rapidez de sus aguas, motivado por las considerables pendientes de los recorridos, hacen que tengan un gran poder erosivo, formando los encajados valles en forma de V característicos de la cornisa Cantábrica. La actividad humana, cada vez más abundante en ellos por el aumento y concentración constante de la población en los valles, está ejerciendo una fuerte presión sobre estos ríos.
Los principales ríos que dividen la región en otras tantas cuencas hidrográficas son:
- Cuenca Norte (desembocan en el mar Cantábrico).

- Agüera
- Asón
- Besaya
- Deva
- Escudo
- Miera
- Nansa
- Pas
- Pisueña
- Saja

- Cuenca del Ebro (desembocan en el mar Mediterráneo).

- Híjar
- Ebro

- Cuenca del Duero (desemboca en el océano Atlántico).

- Camesa

El Pico Tres Mares (2175 m s. n. m.), en la comarca de Campoo-Los Valles, en el límite con Palencia, separa las tres cuencas hidrográficas; en sus faldas nacen los ríos Híjar, Pisuerga y Nansa que vierten respectivamente al Mediterráneo, Atlántico y Cantábrico. Cantabria es, junto con Castilla y León, la única comunidad autónoma cuyos ríos desembocan en cada uno de los tres mares que rodean la península ibérica.
| Río     | km   | Nacimiento                    | Desembocadura                     | Localidades destacadas a su paso por Cantabria                               |
| ------- | ---- | ----------------------------- | --------------------------------- | ---------------------------------------------------------------------------- |
| Asón    | 39   | Collados del Asón, en Soba    | Ría de Limpias, bahía de Santoña  | Arredondo, Ruesga, Ramales de la Victoria, Ampuero, Colindres                |
| Agüera  | 21   | Estribaciones del Burgueño    | Ría de Oriñón                     | La Matanza, El Puente, Oriñón                                                |
| Besaya  | 58   | Cueto Ropero, en Aradillos    | Ría de San Martín, en Suances     | Corrales de Buelna, Puente San Miguel, Torrelavega, Bárcena de Pie de Concha |
| Camesa  | 17,9 | Sierra de Híjar, en Brañosera | R. Pisuerga en Aguilar de Campoo  | Mataporquera                                                                 |
| Deva    | 64   | Circo glaciar de Fuente Dé    | Ría de Tina Mayor, en Unquera     | Potes, Tama, La Hermida, Unquera                                             |
| Ebro    | 930  | Fuentes del Híjar, Fontibre   | Delta del Ebro, en Deltebre       | Fontibre, Reinosa, Polientes                                                 |
| Escudo  | 20,5 | S.ª del Escudo de Cabuérniga  | Ría de San Vicente de la Barquera | Roiz, San Vicente de la Barquera                                             |
| Híjar   | 20   | Pico Tres Mares               | Río Ebro en Reinosa               | Brañavieja, Espinilla                                                        |
| Miera   | 41   | Portillo de Lunada            | Ría de Cubas, bahía de Santander  | San Roque de Riomiera, Liérganes, La Cavada, Ceceñas Solares                 |
| Nansa   | 46   | S.ª de Peña Labra, Polaciones | Ría de Tina Menor, en Pesués      | Lombraña, Santotís, Puentenansa, Pesués                                      |
| Pas     | 57   | Estrib. de Castro Valnera     | Ría de Mogro, Valdearenas         | Vega de Pas, Ontaneda, Puente Viesgo, Vargas, Oruña                          |
| Pisueña | 36,2 | Pisueña (Selaya).             | Río Pas en Vargas                 | Selaya, Villacarriedo, Pomaluengo, Vargas                                    |
| Saja    | 67   | Norte de la sierra del Cordel | Ría de San Martín, en Suances     | Cabezón de la Sal, Torrelavega, Requejada, Suances                           |

### Flora

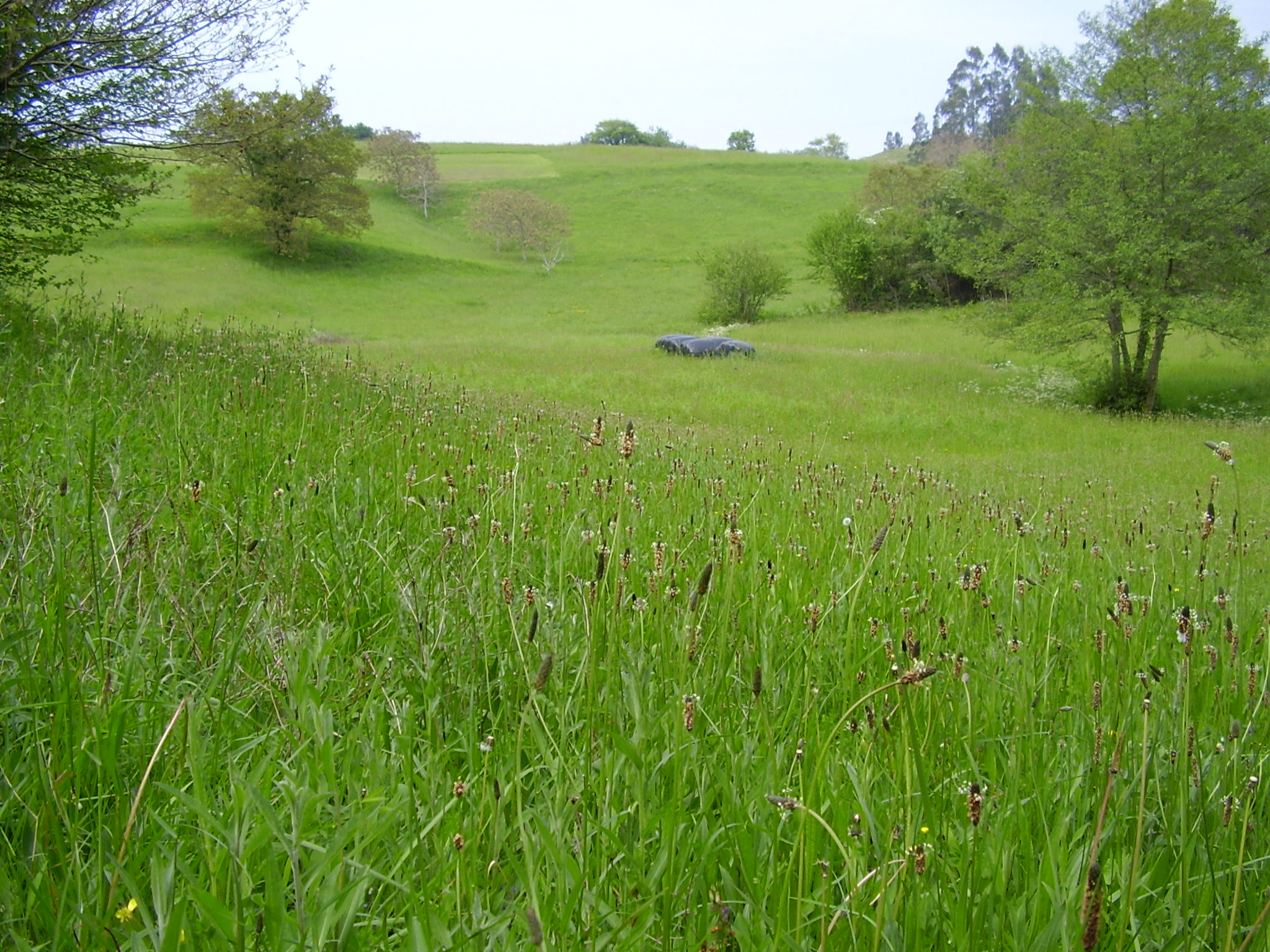
Prado de siega en Valdáliga

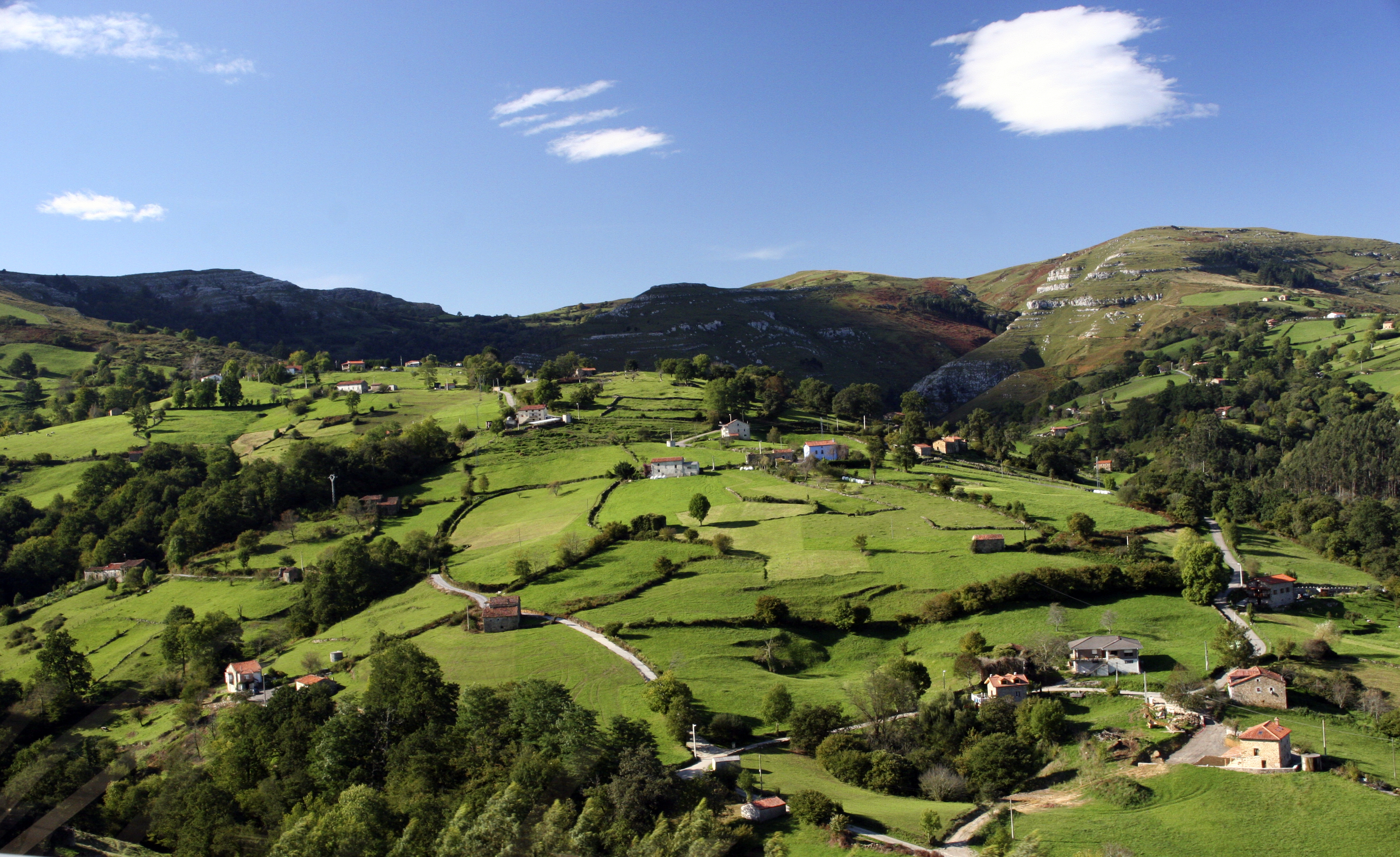
Paisaje mosaico en el municipio de Riotuerto. La complejidad de este tipo de paisajes, derivados de un agroecosistema tradicional y característico de amplias zonas de Cantabria, beneficia a muchas especies de insectos y vertebrados al proporcionar diferentes nichos ecológicos y configurar corredores de biodiversidad.

Cantabria se localiza entre dos regiones biogeográficas. La mayoría del territorio pertenece a la región Eurosiberiana, pero el extremo meridional forma parte de la región Mediterránea. Esta situación fronteriza tiene un efecto directo en las características del paisaje vegetal de la región, en el que se entremezclan especies mediterráneas y especies atlánticas, que enriquecen la composición botánica de los distintos ecosistemas existentes.
La variabilidad altitudinal de Cantabria, que va en poca distancia del nivel del mar a los 2600 m s. n. m. de La Montaña, hacen que la diversidad vegetal sea grande y exista un amplio número de biotopos. Cantabria posee una vegetación eurosiberiana, dentro de la provincia Atlántica. Se caracteriza por tener bosques de especies frondosas y caducifolias, como son el roble y el haya. No obstante la acción humana desde tiempos remotos ha favorecido la creación de pastos, propiciando grandes superficies de pastizales y praderías que alimentan al ganado vacuno.
El resultado de esta interacción de las actividades agrícolas y ganaderas con el espacio natural ha generado un paisaje agrario denominado bocage, propio de las regiones atlánticas europeas del subdominio climático oceánico. Este paisaje de campos cerrados está conformado por pequeñas parcelas asociadas al minifundio, conformando un mosaico reticulado por una trama de muros de piedra seca y setos vivos. Las diferentes secciones de esta red de setos, compuesta principalmente de fresnos o especies que permitan configurar una orla espinosa, constituyen el linde entre una propiedad y otra, reforzando a su vez la conexión ecológica de todo el paisaje.
La parte meridional de Cantabria, ya dentro de la comarca de Campoo y limitando con la meseta castellana, se caracteriza por tener un paisaje de transición hacia una vegetación seca, conviviendo variedades bioclimáticas atlánticas y mediterráneas. Su diversidad vegetal está propiciada por localizarse en el límite del dominio biogeográfico mediterráneo, lo que hace que existan especies propias de este bioclima, como son la encina o el madroño, localizados en suelos calizos poco desarrollados y de escasa humedad.
En Cantabria se pueden diferenciar varios niveles florísticos:
- La franja litoral, representada por arenales y dunas con una vegetación reducida. Junto a ellos los acantilados con vegetación herbácea exclusiva de estas zonas.

- La marina, franja costera que llega hasta los 500 metros de altitud y que originalmente lo constituían bosques caducifolios con especies mixtas: fresno, tilo, laurel, avellano, arce, roble, álamo, abedul, encina, etc. Los márgenes fluviales estaban poblados por bosques de ribera de alisos y sauces. Hoy en día estos bosques primitivos han desaparecido casi en su totalidad, dejando masas forestales autóctonas de carácter residual en zonas de difícil cultivo. En su sustitución aparecen las praderías, zonas de pasto muy productivas por el benigno clima y que sustentan la economía rural de Cantabria. Junto a ellos aparecen grandes repoblaciones monoespecíficas de eucalipto blanco destinadas a la industria papelera y que desde algunos ambientes empiezan a ser cuestionadas.

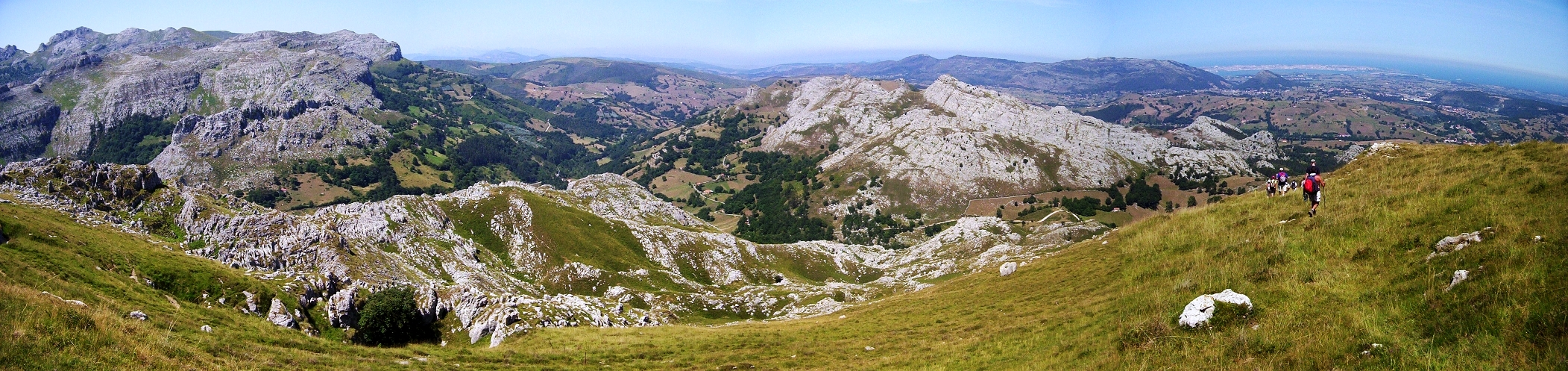
Estribaciones de la cordillera Cantábrica (izquierda) y La Marina con la ciudad de Santander (al fondo a la derecha) visto desde el alto de Brenas (579 metros). Riotuerto. El clima húmedo, las calizas puras y los desniveles pronunciados esculpen en Cantabria un paisaje kárstico notable.

- Los niveles medios de montaña, de 500 a 1100 m s. n. m. están colonizados por bosques monoespecíficos de roble (Quercus robur y Quercus petraea) en aquellas laderas con mayor insolación. En las zonas de umbría y sobre todo a partir de los 800 m s. n. m., destacan los bosques de haya y donde suelen aparecer el acebo que produce frutos comestibles en época invernal y que son casi el único sustento para muchas especies animales.

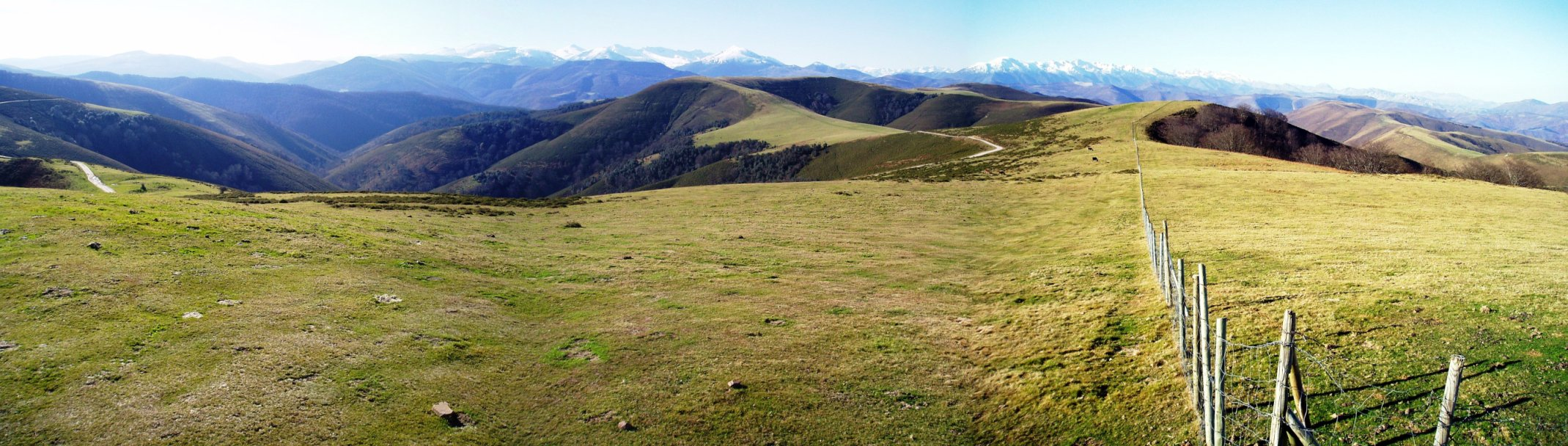
Brañas o praderas de montaña desde el Pico Tordías (968 m). Arenas de Iguña.

- En el piso subalpino, en cotas ya muy altas, la vegetación está compuesta por abedules, matorrales y plantas herbáceas como las gramíneas, que son de especial importancia en la economía ganadera durante el verano pues funcionan como pastizales de puerto (llamadas en la región brañas o branizas) para la alimentación vacuna y caballar.

Junto a estas características habría también que citar las peculiaridades de la comarca de Liébana, que al poseer un mesoclima particular cercano al mediterráneo también crecen alcornocales, viñedos y olivos, y cuyo grado de degradación por la actividad humana es muy escaso.

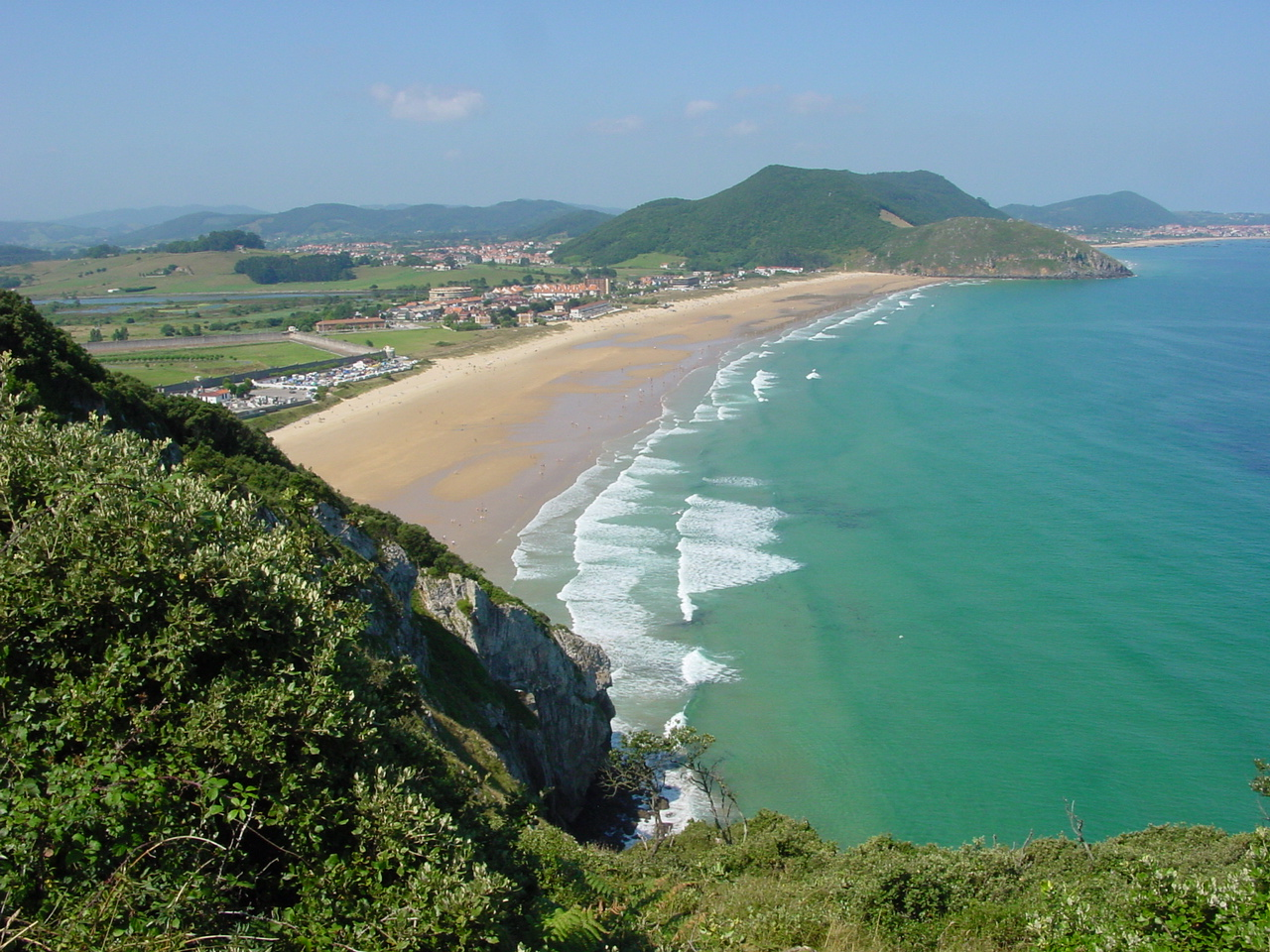
Playa de Berria en Santoña

En Cantabria los espacios naturales y forestales tienen una enorme importancia, no solo cuantitativa, la superficie forestal de Cantabria ocupa más de las dos terceras partes (67,5 %) del territorio de la comunidad autónoma, sino también cualitativa, son fundamentales para la conservación de la biodiversidad, albergan hábitats representativos de flora y fauna silvestre, contribuyen al mantenimiento de procesos ecológicos esenciales para la vida y el medio natural, forman parte sustancial del paisaje rural y suministran productos naturales renovables indispensables para el desarrollo socioeconómico del medio rural cántabro.

### Fauna
La fauna de Cantabria posee una riqueza que se puede considerar elevada, tanto en número de especies como en la importancia y singularidad de algunas de ellas, debido a su todavía elevado grado de naturalidad, variedad de medios y a su situación geográfica. La mayoría del territorio pertenece a la región Eurosiberiana, pero el extremo meridional forma parte de la región Mediterránea. Esta situación fronteriza tiene un efecto directo en las características de la fauna de la región y hace que coincidan especies mediterráneas y especies atlánticas.

### Espacios naturales protegidos

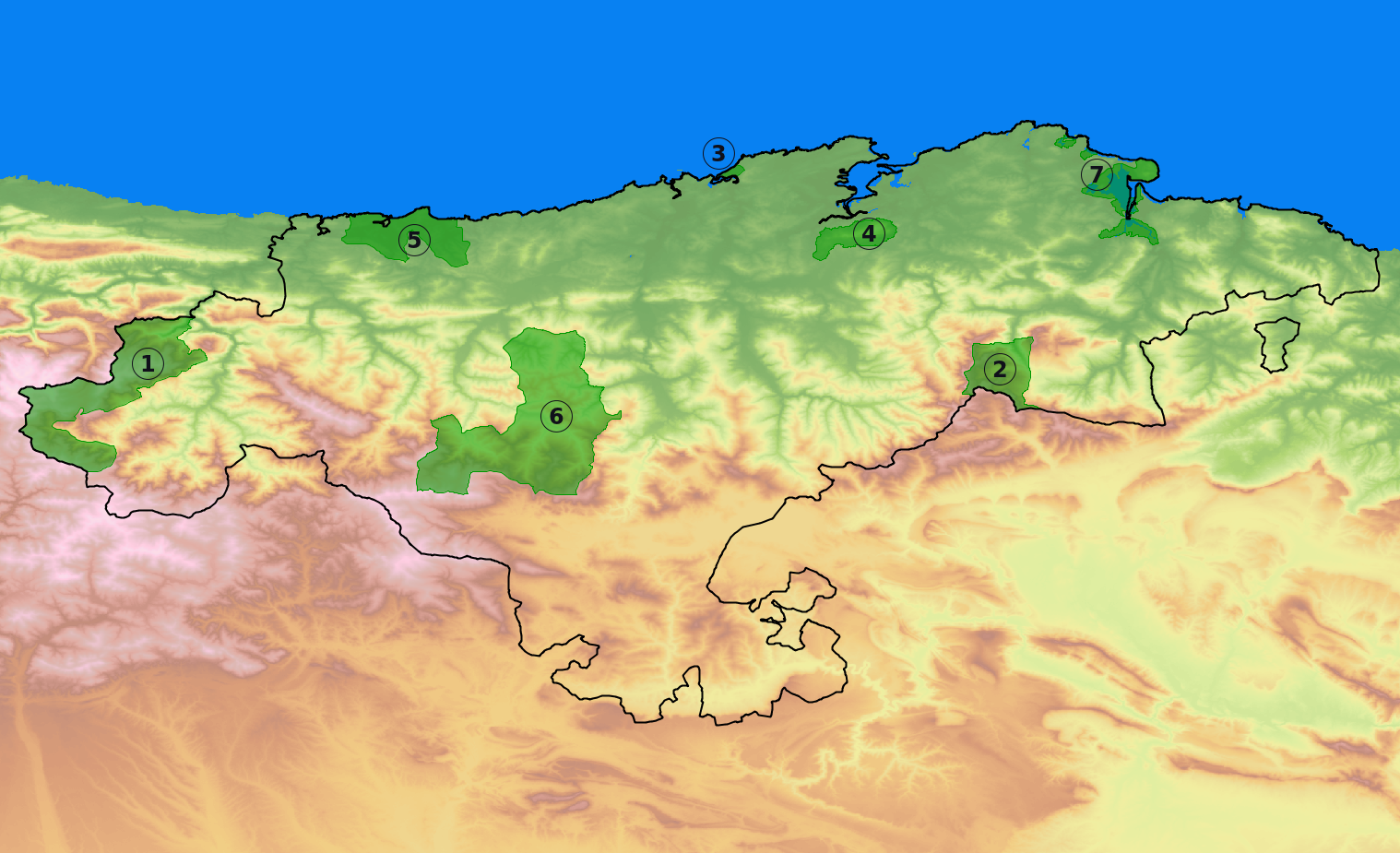
Mapa de parques naturales y nacionales en Cantabria:
1. Parque nacional de los Picos de Europa
2. Parque natural Collados del Asón
3. Parque natural de las Dunas de Liencres
4. Parque natural Macizo de Peña Cabarga
5. Parque natural de Oyambre
6. Parque natural de Saja-Besaya
7. Parque natural de las Marismas de Santoña, Victoria y Joyel

A pesar de su escaso tamaño, Cantabria posee un buen número de espacios protegidos. Integran la Red de Espacios Protegidos de Cantabria:
- Parque nacional de los Picos de Europa
- Parque natural Collados del Asón
- Parque natural de las Marismas de Santoña, Victoria y Joyel
- Parque natural Macizo de Peña Cabarga
- Parque natural de Oyambre
- Parque natural del Saja-Besaya
- Parque natural de las Dunas de Liencres
- Monumento natural de las Secuoyas del Monte Cabezón

El más importante de ellos es el Parque nacional de los Picos de Europa, que se extiende, además de Cantabria, por Castilla y León y Asturias y cuya gestión comparten las tres comunidades autónomas.
Por otra parte Cantabria cuenta con ocho Zonas de Especial Protección para Aves (ZEPAS): marismas de Santoña, Victoria y Joyel y ría de Ajo, Liébana, desfiladero de La Hermida, sierra de Peña Sagra, sierra de Híjar, sierra del Cordel y cabeceras del Nansa y Saja, embalse del Ebro y hoces del Ebro.
Además existen 21 Lugares de Importancia Comunitaria (LIC): Liébana, Montaña Oriental, Rías occidentales y Duna de Oyambre, Dunas de Liencres y Estuario del Pas, Dunas del Puntal y Estuario del Miera, Costa Central y Ría de Ajo, marismas de Santoña, Victoria y Joyel, Sierra del Escudo de Cabuérniga, Valles altos del Nansa y Saja y Alto Campoo, Sierra del Escudo, Río Deva, Río Nansa, Río Saja, Río Pas, Río Miera, Río Asón, Río Agüera, Río y Embalse del Ebro, Río Camesa y dos cavidades con importantes colonias de quirópteros.

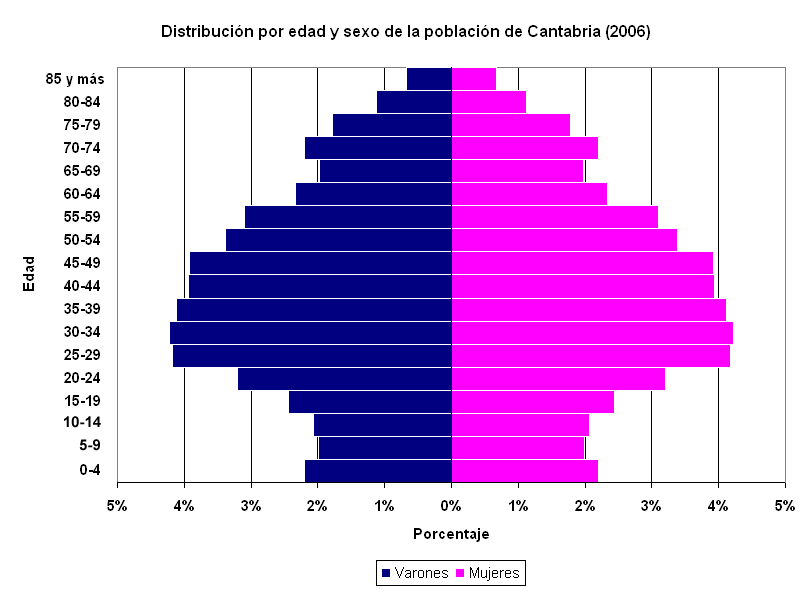
Pirámide demográfica de Cantabria según el Padrón municipal de habitantes de 2006

Mapa demográfico de Cantabria. Habitantes por núcleos de población en el año 2023. Se aprecia la alta concentración de la población en la zona costera y el despoblamiento en las zonas interiores

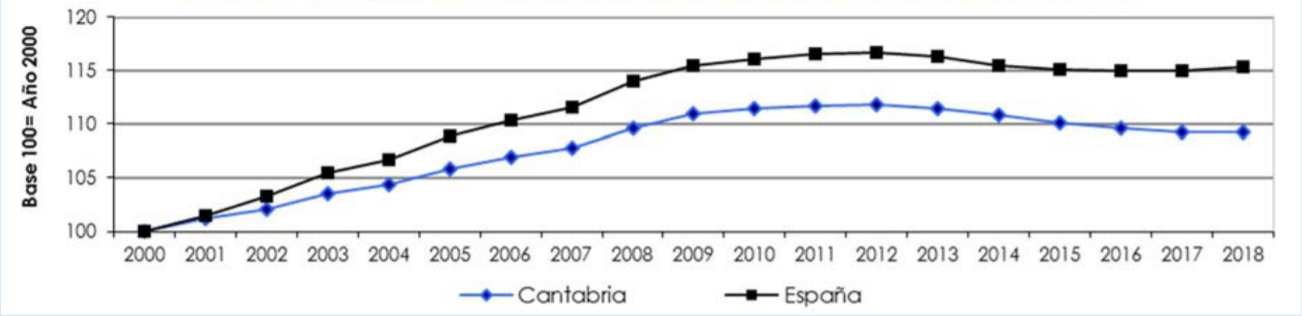
Evolución de la población de Cantabria según el Instituto Cántabro de Estadística

## Demografía
En 2024 Cantabria contaba con una población de 590 851 habitantes según datos del Instituto Nacional de Estadística (representa el 1,22 % de la población de España).
Cantabria solo supera, demográficamente hablando, a una comunidad autónoma, La Rioja (324 184) y a las dos ciudades autonómicas Ceuta (83 179) y Melilla (85 985). En cuanto a provincias, ocupa el puesto 28.º de 50 provincias que hay en España.
Tiene una densidad de población de 110,57 habitantes/km² y una esperanza de vida de 80 años para los varones y 87 años para las mujeres. Según la OMS (Organización Mundial de la Salud), en España (en el año 2005) la esperanza de vida es de 80,3 años de media: 76,9 para los hombres y 83,6 para las mujeres.
Comparada con otras regiones españolas, Cantabria no ha experimentado altas tasas de inmigración, puesto que en 2017 un 4,99 % de la población de Cantabria era inmigrante mientras que en el mismo año en el total de la población española el 9,79 % era inmigrante. Las nacionalidades predominantes son Rumania, Moldavia, Marruecos, Colombia, Perú, República Dominicana, Ecuador y Brasil por este orden.
Las principales poblaciones cántabras se encuentran en la zona litoral. Así, la zona costera ha sufrido una importante urbanización y poblamiento, mientras que las zonas interiores de la Comunidad sufren un elevado despoblamiento. Destacan tres ciudades, la capital cántabra, Santander, con 172 044 habitantes, Torrelavega, como segundo núcleo urbano e industrial de Cantabria, con una población de 51 687 habitantes y Castro-Urdiales con 31 977 habitantes (INE 2018). Las dos primeras son los núcleos de una conurbación denominada área metropolitana de Santander-Torrelavega.
Los municipios más importantes desde el punto de vista demográfico (más de 10 000 habitantes; datos INE 2018) son los siguientes:
1. Santander (172 044 habitantes).
2. Torrelavega (51 687 habitantes).
3. Castro-Urdiales (31 977 habitantes).
4. Camargo (30 263 habitantes).
5. Piélagos (25 223 habitantes).
6. El Astillero (18 108 habitantes).
7. Santa Cruz de Bezana (12 964 habitantes).
8. Laredo (11 148 habitantes).
9. Santoña (11 050 habitantes).
10. Los Corrales de Buelna (10 910 habitantes).

La provincia de Cantabria es la 23.ª de España en que existe un mayor porcentaje de habitantes concentrados en su capital (29,56 %, frente al 31,96 % del conjunto de España).
La delincuencia se situó en 2011 en niveles muy bajos con respecto a la media de España, con una tasa de delitos de 29,5 infracciones penales por cada mil habitantes (la media española se sitúa en 45,1 y en torno a 70 la de la UE).

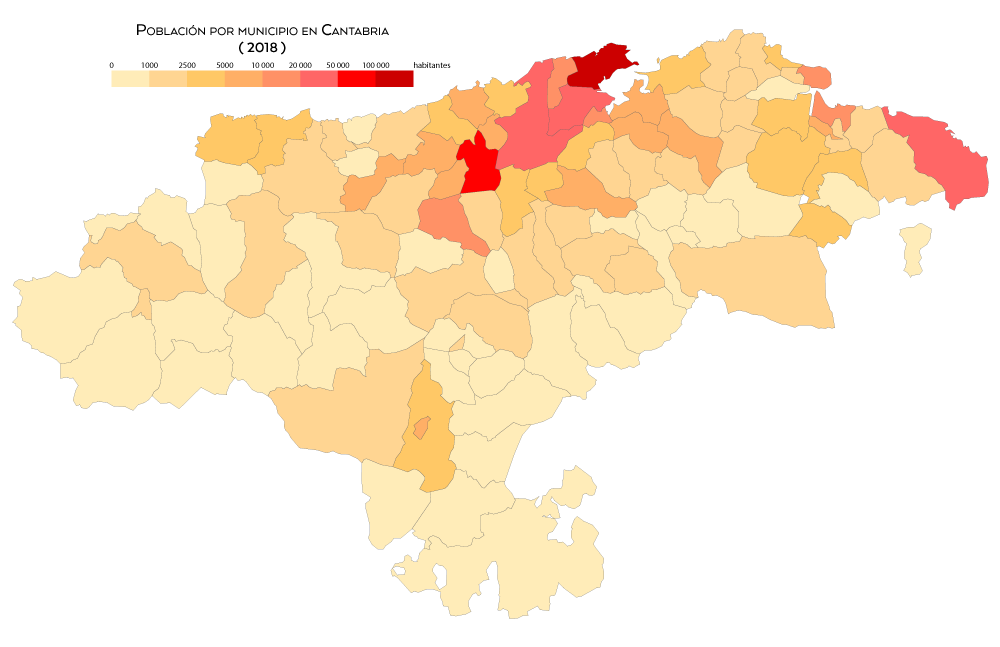
Población por municipio (2018)
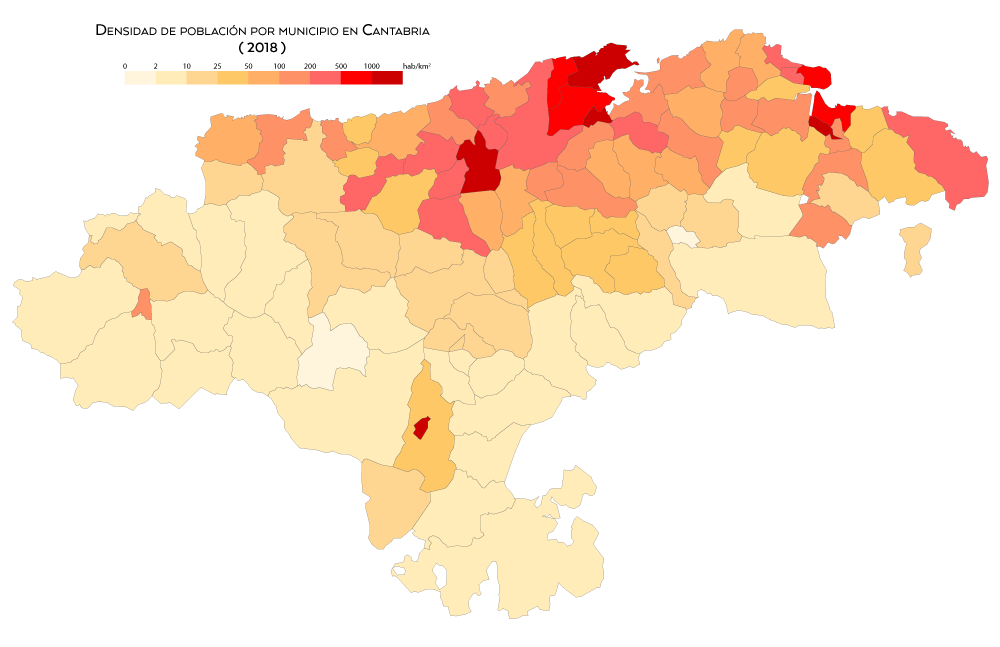
Densidad de población por municipio (2018)
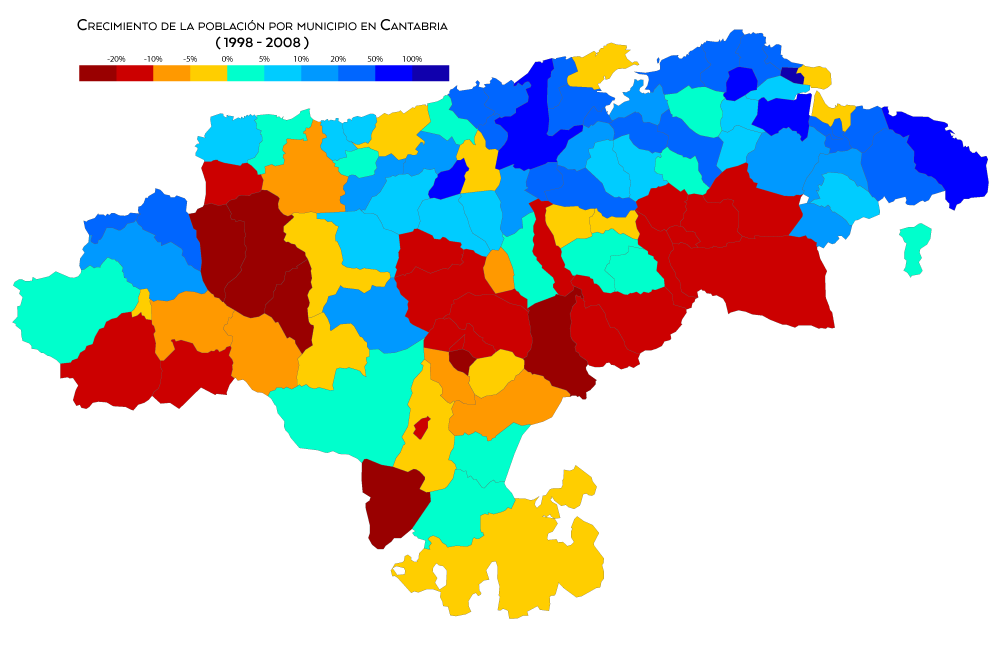
Crecimiento de población por municipio entre 1998 y 2008
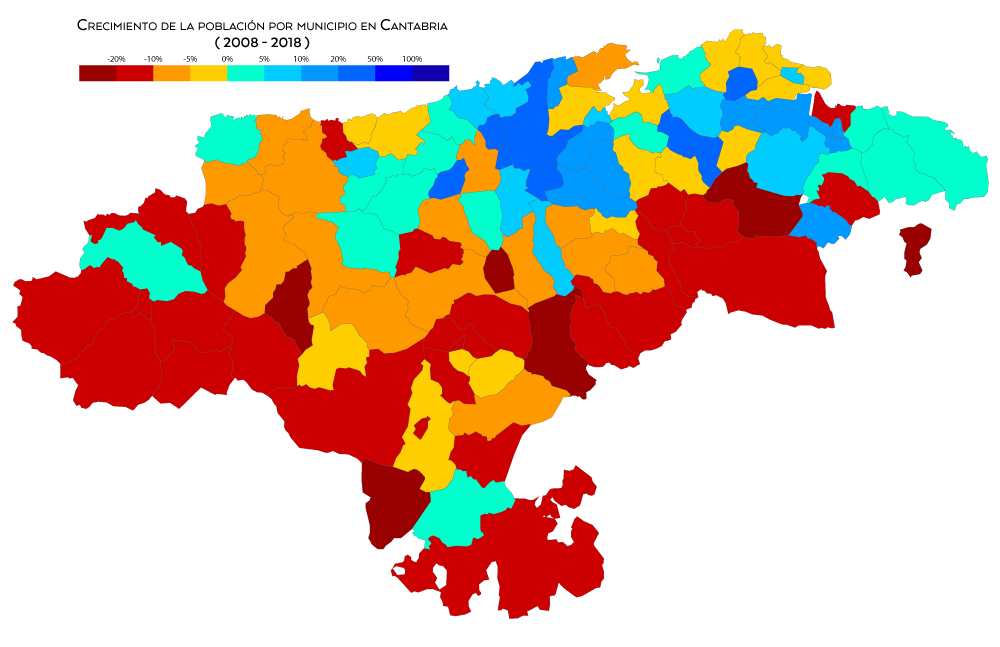
Crecimiento de población por municipio entre 2008 y 2018

## Historia

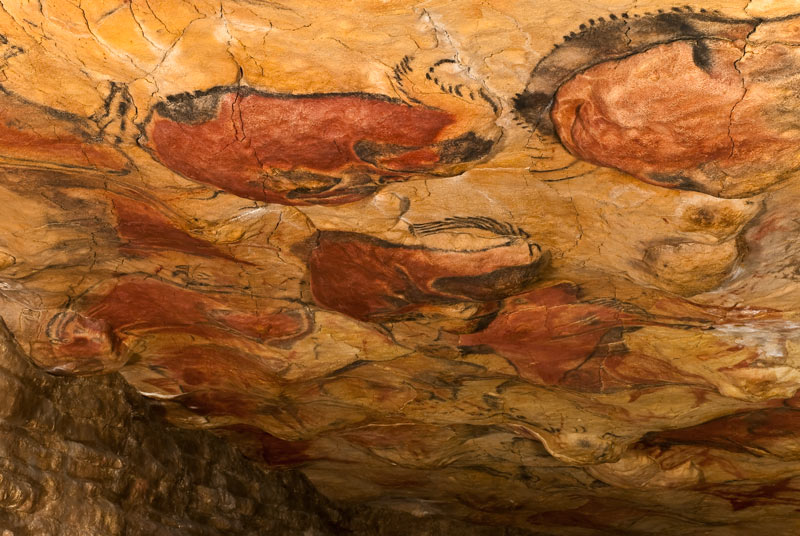
Vista general del techo de polícromos de la Gran Sala de la cueva de Altamira

### Prehistoria

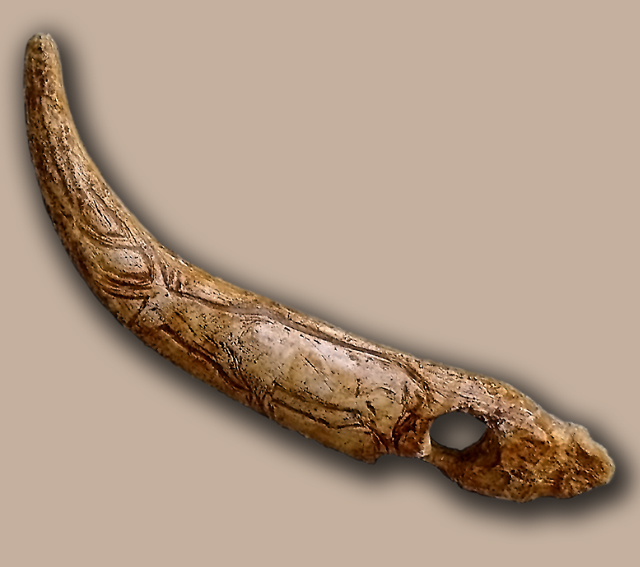
Bastón perforado adornado con el grabado de un ciervo hallado en la cueva de El Castillo

La primera presencia humana en la cornisa cantábrica data de hace 200 000 años (Paleolítico). Los Homo erectus, asentados durante un período interglaciar, se organizaban en clanes seminómadas dedicados a la caza y la recolección, y fabricaban bifaces. Durante la glaciación de Würm el hombre de Neanderthal ocupó las cuevas y desarrolló una importante industria lítica (puntas, raederas, raspadores, denticulados) que será llevada a su cenit (azagayas, bastones perforados) por el Homo sapiens durante el Paleolítico Superior.
El arte que desarrolló aquel hombre de las cavernas, rupestre y mobiliar, se encuentra a lo largo de una extensa nómina de cuevas cántabras (Altamira, El Castillo, La Pasiega, Las Monedas, Covalanas, Hornos de la Peña, El Pendo). Practicaban grabado, pintura y ciertos atisbos de escultura, representando sus presas de caza (ciervo, caballo, bisonte, reno), motivos geométricos y simbólicos, pero rara vez la figura humana y nunca sus enemigos depredadores.
La revolución neolítica —aparición de sociedades productoras—, iniciada en el Mediterráneo, llega al Cantábrico con un importante desfase cronológico, convirtiéndolo en una región marginal en la que durante mucho tiempo coexistirán sociedades cazadoras-recolectoras y productoras (agrícolas-ganaderas). Culturalmente destaca el megalitismo, vinculado a la ganadería trashumante.

### Guerras cántabras y romanización

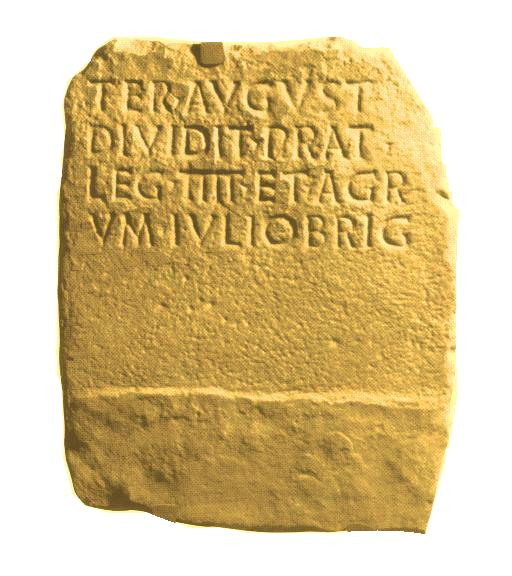
Término augustal encontrado en el municipio de Valdeolea. Fijaba el límite entre el territorio dependiente de la ciudad romana de Julióbriga, sujeto a tributación, y los pastos adscritos a la Legio IV Macedonica, libres de tributos por su carácter militar

Los romanos se encontraron en Cantabria con una sociedad clánica sin unidad política que habitaba en castros (poblados fortificados) y practicaba el pillaje en la Meseta para equilibrar su frágil economía. Ello, los recursos mineros, la voluntad de cerrar las fronteras del Imperio y la búsqueda de laureles de victoria llevaron a Octavio Augusto a iniciar la invasión de la región en 29 a. C. La romanización en Cantabria fue tardía, centrada en la explotación minera y ganadera, la cual marcó la disposición de las comunicaciones, dispuestas para el transporte de las mercaderías y mercancías. Como urbes solo destacan Julióbriga y Flavióbriga.

### Alta Edad Media

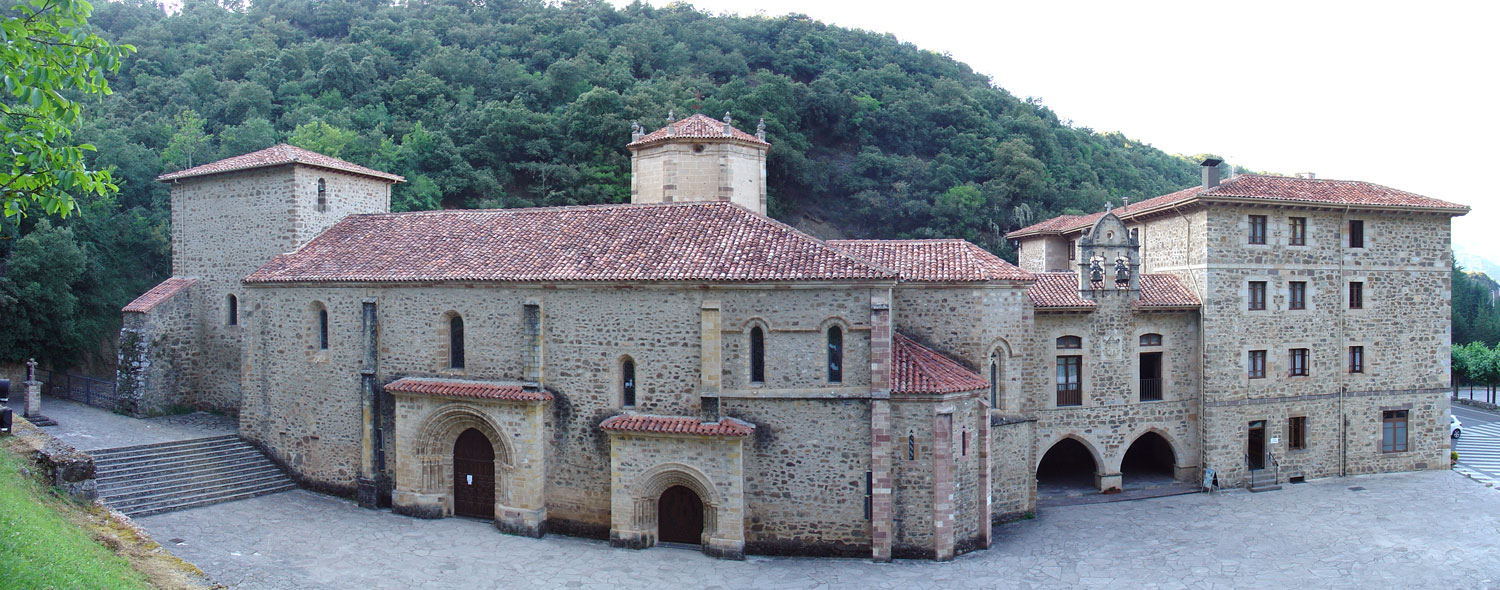
El monasterio de Santo Toribio de Liébana, importante centro de peregrinación cristiana desde la Edad Media, guarda el Lignum Crucis y en él el Beato de Liébana redactó en el el Comentario al Apocalipsis

La sociedad visigoda sucedió a la romana, y en 574 Leovigildo estableció su dominio en la Cordillera, fundando el Ducado de Cantabria como marca defensiva con capital en Amaya. A comienzos del siglo VIII la conquista islámica alcanza Peña Amaya, empujando al norte una importante inmigración hispanogoda.
En 722 la victoria de Pelayo en Covadonga permitió la constitución del Reino de Asturias, núcleo político dentro del cual se configurará la sociedad cántabra medieval: asentamiento de aldeas en los valles, implantación de una economía agraria asentada en el cereal, la vid y las frutas y triunfo del cristianismo introducirán el feudalismo en la región, con el desarrollo de señoríos religiosos vinculados a los primeros monasterios (arte de repoblación): Santo Toribio, Santa María de Piasca, Santa Juliana, Emeterio y Celedonio, San Pedro de Cervatos, San Martín de Elines.

### Baja Edad Media

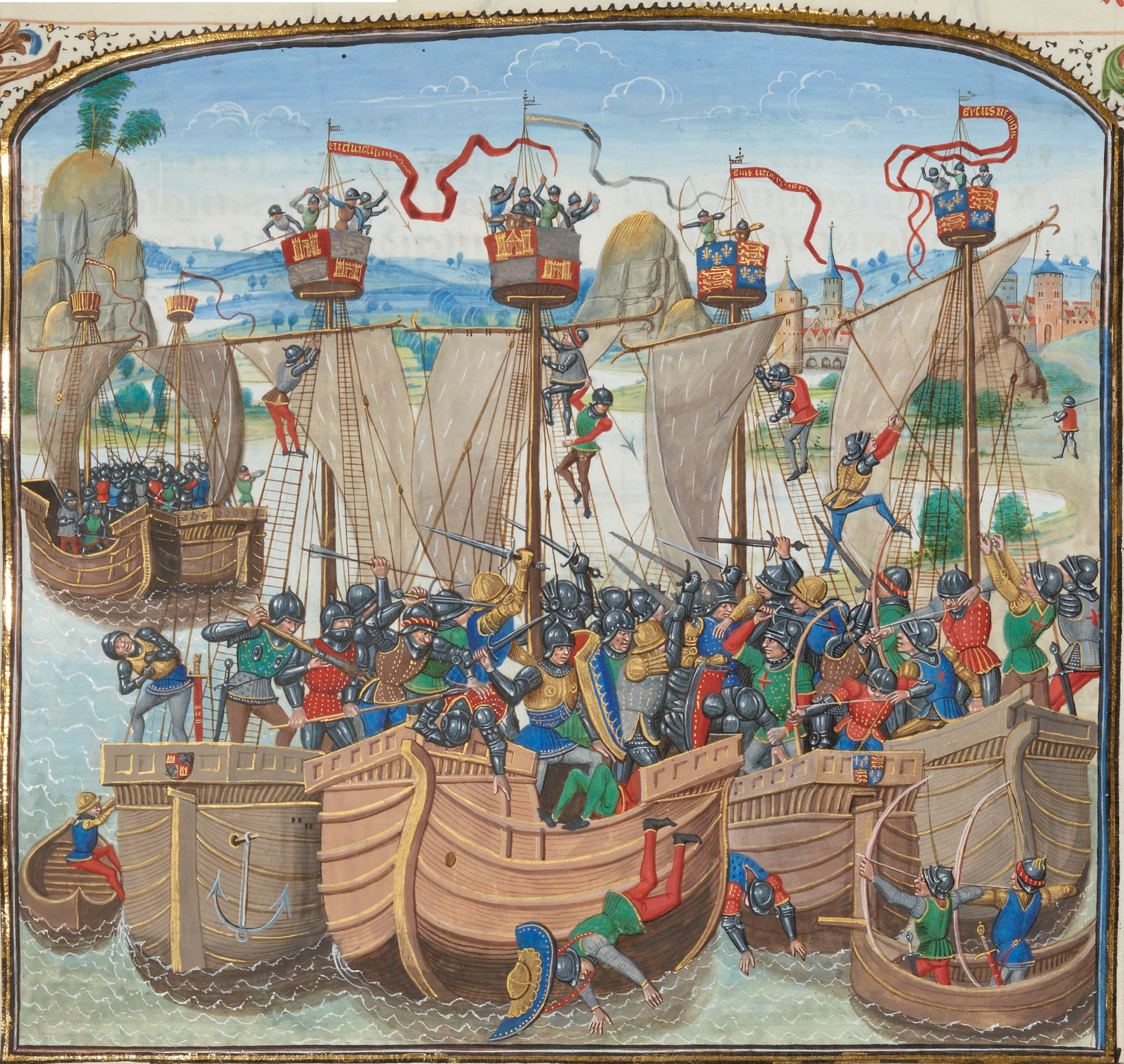
Batalla naval de La Rochelle (miniatura francesa del). En ella la flota de la marina castellana, formada por naves cántabras, obtiene una victoria contundente frente a la armada inglesa, pasando el control del canal de la Mancha a manos de la Corona de Castilla

El avance de la Reconquista hacia el sur marginó de nuevo la región cantábrica, que solo alcanzará un nuevo y relevante papel a partir del siglo XII, con la concesión de fueros a las villas marineras (San Vicente de la Barquera, Santander, Laredo y Castro-Urdiales) por parte de la Corona castellana para impulsar el comercio de las lanas con el norte de Europa y asegurar las fronteras del reino. Las villas experimentan así un notable crecimiento demográfico y un desarrollo urbano alrededor de la pesca y el comercio, introduciendo el Gótico en la región (destacan las cuatro grandes catedrales). Su prosperidad los lleva a confederarse en la Hermandad de las Cuatro Villas primero y en la Hermandad de las Marismas (1296) con otros puertos del Cantábrico después, sirviendo militarmente al reino en la conquista de las ciudades andaluzas durante el siglo XIII.
La crisis del siglo XIV tiene su reflejo en las guerras de banderizas provocadas por los diferentes linajes que tejían la estructura señorial en Cantabria en pos de la extensión de sus patrimonios (La Vega, Manrique, Velasco). Esta ofensiva señorial desangrará el territorio cántabro (en villas y valles) hasta la imposición de la autoridad real durante el reinado de los Reyes Católicos.
Durante la Edad Media se articuló la estructura administrativa cántabra a través de concejos, juntas (o valles) y merindades (Becerro de las Behetrías, 1352), con la posterior implantación de los corregimientos como instituciones de control estatal: uno para Asturias de Santillana, Campoo y Liébana y otro para las Cuatro Villas y Trasmiera.

### Edad Moderna

Rutas comerciales y pesquerías de la Hermandad de las Cuatro Villas

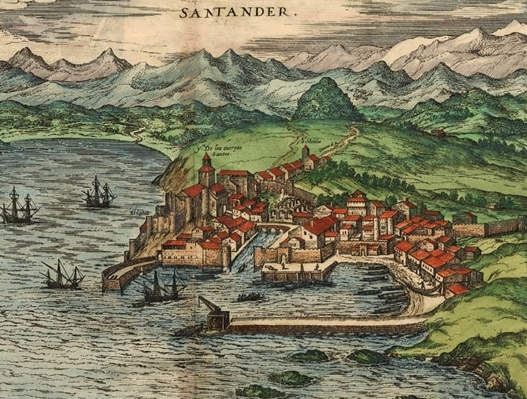
Santander vista por Joris Hoefnagel a finales del. Este grabado es la imagen más antigua existente de la ciudad

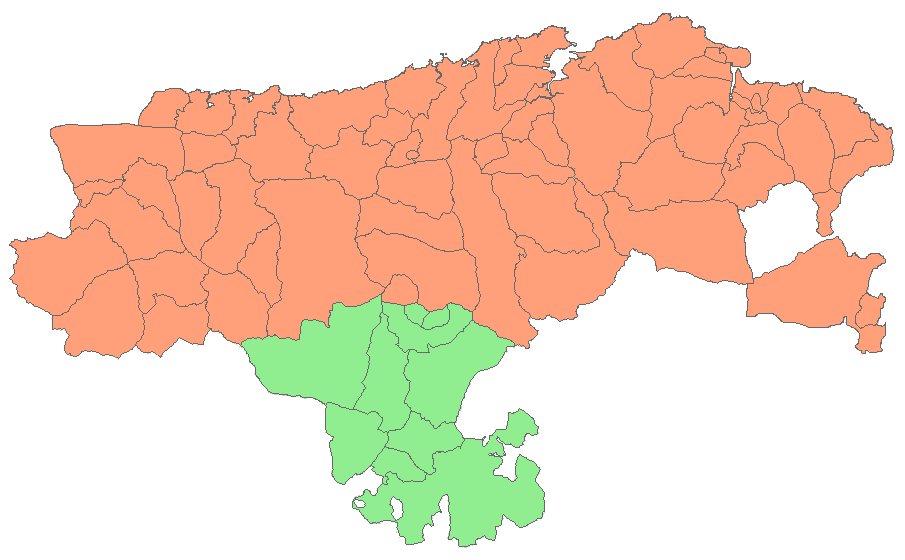
Partido del Bastón de Laredo
(provincia de Cantabria)
Merindad de Campoo
(provincia de Toro)

El fin de la Edad Media en el siglo XV no alterará la situación de desvertebración política y administrativa de Cantabria, compartimentada en villas y valles, realengo y señoríos, costa e interior. El siglo XVI marcará, además, la crisis de las villas marineras, afectadas por las distorsiones económicas provocadas por las guerras de hegemonía de los Austrias y por la sucesión de hambrunas y plagas entre finales de la centuria y la primera mitad del siglo XVII. Por otro lado la introducción desde América de nuevos productos agrícolas, especialmente el maíz, mejorará la precaria dieta posibilitando una recuperación demográfica que se sostendrá a lo largo del siglo XVIII. A partir de la apertura del Camino de las Harinas en 1753 Santander, convertida en el puerto de Castilla hacia América (Reales Decretos de 1765 y 1778), experimentará un fuerte desarrollo alrededor de las actividades comerciales: creación del Obispado en 1754, concesión del título de ciudad en 1755, creación del Consulado del Mar en 1785.
Los proyectos de unidad de las comarcas cántabras toman fuerza según se aproxima el final de la Edad Moderna, partiendo de dos ámbitos. Uno, tradicional, desde el Partido de las Cuatro Villas (buscando la defensa de sus exenciones fiscales) o desde la provincia de los Nueve Valles que daría lugar a la provincia de Cantabria de 1778. Otro, vinculado a la burguesía santanderina, será el que triunfe con la creación de la provincia de Santander en 1801 y su restauración definitiva en 1833 dentro del esquema territorial implantado por Javier de Burgos.

### SigloXIX

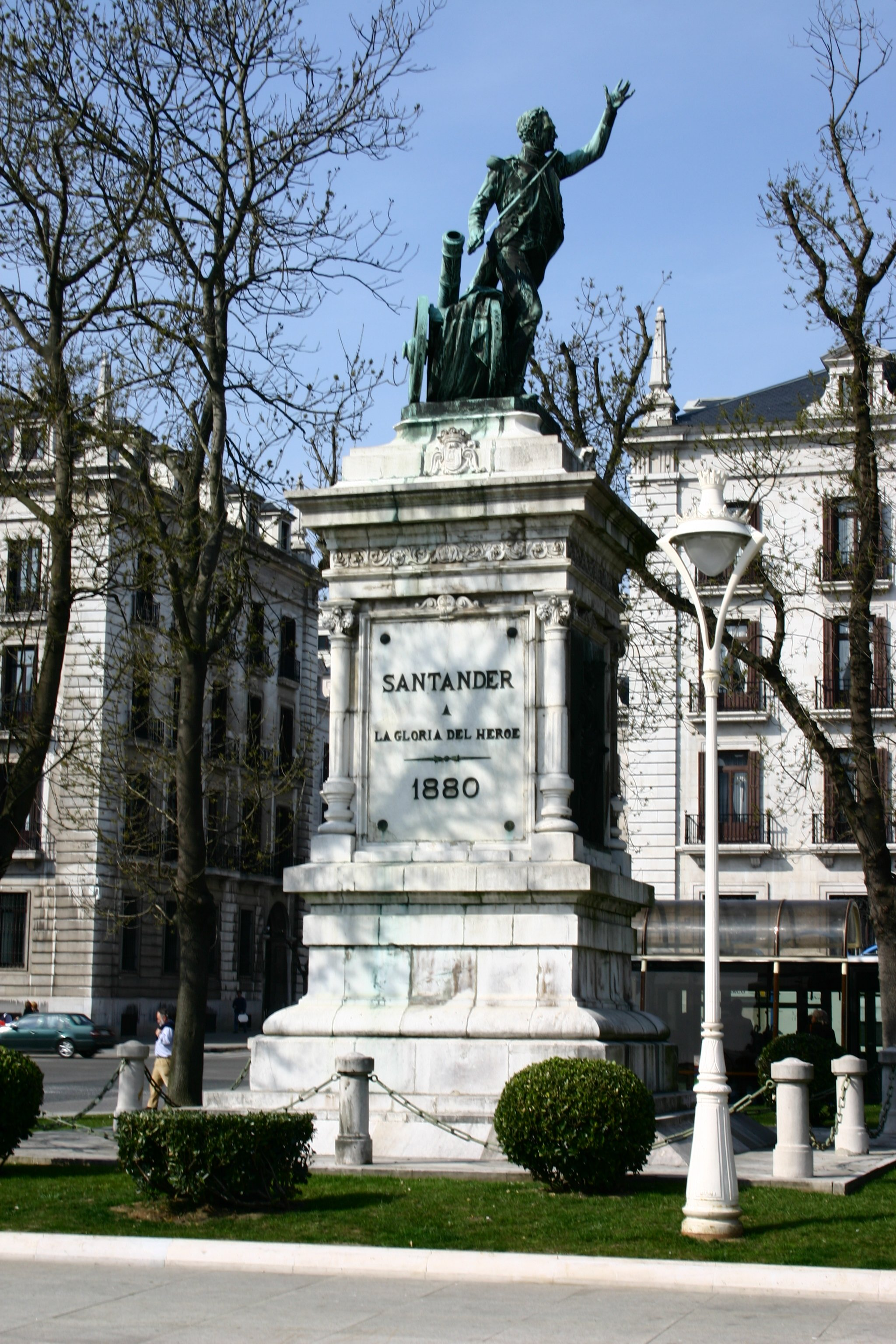
Estatua erigida en Santander a la memoria del capitán de artillería Pedro Velarde Santillán, héroe cántabro de la guerra de la Independencia española muerto durante el levantamiento del 2 de mayo de 1808 en Madrid

Durante el siglo XIX se inician y desarrollan procesos que configurarán la Cantabria contemporánea.
- Administrativamente se logra la unidad territorial con la formación de la provincia de Santander. Ello, no obstante, no acabará con los problemas de desvertebración e incomunicación que afecta a gran parte del territorio.
- Económicamente triunfa la economía mercantil santanderina hasta que, en la segunda mitad de la centuria, el declive del comercio antillano lleve a una reorientación productiva: la producción vacuna y la minería antecederán al notable crecimiento industrial del siglo XX.
- Socialmente es el siglo de la hegemonía burguesa, que verá aparecer a una nueva clase media y a una incipiente clase obrera con la progresiva introducción de las actividades industriales. Se inicia, además, el despoblamiento de los valles interiores, emigrando la población hacia la costa y los núcleos urbano-industriales (bahía de Santander, cuenca del Besaya, desembocadura del Asón, Castro-Urdiales) y hacia el exterior (indianos y jándalos).
- Políticamente se impone el liberalismo dinástico con la consolidación de la provincia, que logrará un estable funcionamiento del turnismo durante la Restauración (1874), gracias a las redes clientelares tejidas por un caciquismo que encuentra un hábitat propicio en el rural y compartimentado espacio cántabro. En los núcleos urbanos se desarrollará un pujante republicanismo y finalizando el siglo aparecen las primeras organizaciones obreras.

### SigloXX

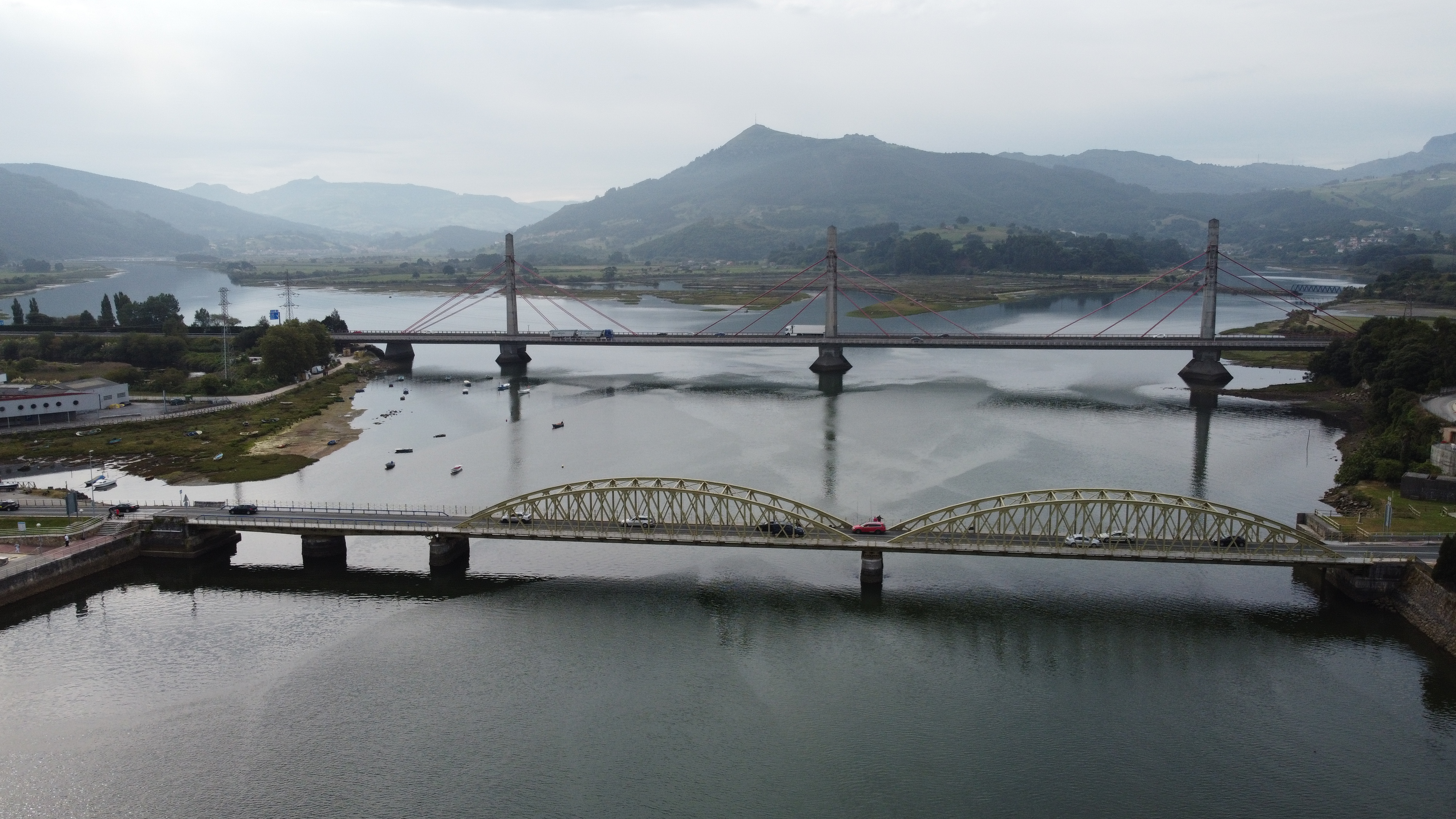
El puente de Treto une la localidad de Adal y Treto (Bárcena de Cicero) con Colindres. La polémica que rodeó su construcción provocó la pérdida de la hegemonía política del distrito de Laredo-Castro por parte del Partido Liberal

Los cambios iniciados en la anterior centuria se aceleran y profundizan, evolucionando la provincia hacia lo que será la comunidad autónoma creada en 1981.
- Demográficamente se certifica el virtual despoblamiento de los valles y montañas del interior alejadas de los principales núcleos y de las vías de comunicación, concentrándose la población en la costa en y las áreas urbanas.
- Económicamente se consolida el desarrollo industrial basado en la producción láctea, la transformación pesquera, la química y la metalurgia, que alcanza su máxima expresión mediada la centuria, iniciando entonces un lento declive que desemboca en la fuerte crisis y reconversión de los años setenta y ochenta. Prolongado período crítico que influirá en la compleja estabilización de la Autonomía.
- Socialmente se experimenta una notable proletarización, creándose un fuerte contraste entre áreas industriales y zonas agrarias que en los años treinta alimentó los enfrentamientos derivados en la Guerra Civil. La desindustrialización del último tercio de siglo alteró el perfil socioprofesional de la región, menguando considerablemente la población agraria, reduciendo la obrera e impulsando los sectores terciarios. Desde los años sesenta, además, se potencia una actividad turística marcada en exceso por la estacionalidad.
- Políticamente arrancan los impulsos democratizadores en el primer tercio de siglo, consolidándose durante la II República, período de intensa actividad política. La imposición de la dictadura franquista eliminó las organizaciones democráticas y obras, sustentándose el régimen sobre unas remozadas redes caciquiles. La recuperación de la democracia a partir de 1975 —inseparable en Cantabria de la consecución de la Autonomía— hubo de pervivir, empero, con ese viejo caciquismo envuelto ahora en el discurso de un indeterminado regionalismo y sustentado en los vínculos entre clase política y promoción inmobiliaria, forjador de nuevas redes clientelares. Política marcada, además, por las tendencias conservadoras reforzadas tras el largo y traumático proceso de desindustrialización.

Tras la aprobación de la Constitución española de 1978 se abre la puerta al camino de las autonomías para las regiones españolas. La incipiente comunidad de Castilla y León pretendió en un primer momento integrar a la antigua provincia de Santander dentro de su proyecto estatutario, pero las presiones de los municipios y las autoridades cántabras impulsaron un proyecto de Estatuto para la región que fue apoyado por la Asamblea regional, así como por 87 de los 102 municipios cántabros. Al igual que Madrid y La Rioja, Cantabria no tuvo la concesión de la llamada preautonomía por decreto ley.
En 1979 se inicia la redacción del Estatuto, que sería aprobado por las Cortes Generales en 1981. Finalmente, el 1 de febrero de 1982 entra en vigor el Estatuto de Autonomía de Cantabria que convierte oficialmente a la antigua provincia de Santander en la comunidad autónoma de Cantabria.
En 1998 se reforma el Estatuto de Cantabria suprimiéndose la posibilidad de incorporación de Cantabria en Castilla y León (artículo 58) y Cantabria pasa a denominarse comunidad histórica; "al eliminar el antiguo artículo 58 que regulaba, mediante un procedimiento especial, la incorporación de la Comunidad Autónoma de Cantabria a otra limítrofe, a la que le unan lazos históricos y culturales, refiriéndose con ello a la posible integración de Cantabria a Castilla y León, cuyo Estatuto, en su disposición transitoria 8ª, también contemplaba un mecanismo de integración. Por otra parte, el Estatuto deja de referirse a Cantabria como entidad regional histórica, expresión empleada por la propia Constitución para permitir la existencia de comunidades uniprovinciales, para ser sustituida por la expresión comunidad histórica".

## Gobierno y política
El Estatuto de Autonomía de Cantabria del 30 de diciembre de 1981 establece que Cantabria encuentra en sus instituciones la voluntad de respetar los derechos fundamentales y libertades públicas, a la vez que se afianza e impulsa el desarrollo regional sobre la base de unas relaciones democráticas. En este documento se recogen las competencias de la comunidad autónoma que han sido transferidas desde el Gobierno de España, cabe destacar que aún quedan algunas no transferidas, al igual que en otras Comunidades.
El Parlamento de Cantabria es la principal institución de autogobierno de la comunidad autónoma, siendo el órgano representativo del pueblo cántabro. En la actualidad está constituido por treinta y cinco diputados elegidos por sufragio universal, igual, libre, directo y secreto.
Las funciones principales del Parlamento son: ejercer la potestad legislativa, aprobar los presupuestos de la comunidad autónoma, impulsar y controlar la acción del gobierno y desarrollar las demás competencias que le confiere la Constitución española, el Estatuto de Autonomía para Cantabria y las demás normas del ordenamiento jurídico. Igualmente, el Parlamento elige a su Presidente.
El presidente de la comunidad autónoma ostenta la más alta representación de la misma y la ordinaria del Estado en Cantabria y preside, dirige y coordina su actuación. Será elegido por el Parlamento de entre sus miembros, previa consulta con las fuerzas políticas representadas en el mismo, y nombrado por el rey. Presentará su programa al Pleno de la Cámara y, deberá contar con la mayoría absoluta o simple en segunda votación.
El Gobierno de Cantabria es el órgano encargado de dirigir la acción política y ejerce la función ejecutiva y la potestad reglamentaria de acuerdo con la Constitución, el Estatuto y las leyes. El Gobierno estará compuesto por el presidente, el vicepresidente, en quien podrá delegar temporalmente sus funciones ejecutivas y de representación el presidente, y los consejeros, que serán nombrados y cesados por el presidente.

### Elecciones
Las elecciones autonómicas son cada cuatro años coincidiendo con las elecciones municipales. De esta forma, en las elecciones autonómicas se eligen los diputados del Parlamento de Cantabria. Los 39 diputados que constituyen el Parlamento de Cantabria actualmente son elegidos por sufragio universal, igual, libre, directo y secreto. Las primeras elecciones al Parlamento de Cantabria se celebraron el 8 de mayo de 1983.
Tras varias legislaturas presididas por el Partido Popular de Cantabria o por la UPCA de Juan Hormaechea, el Gobierno de Cantabria estuvo entre las elecciones autonómicas del año 2003 y las de 2011 dirigido por una coalición entre el Partido Regionalista de Cantabria y el Partido Socialista de Cantabria-PSOE. En este periodo, el presidente de Cantabria fue Miguel Ángel Revilla (PRC) y su vicepresidenta, Dolores Gorostiaga (PSC-PSOE). Tras las elecciones autonómicas del año 2011, en las que por primera vez el PP consiguió una mayoría absoluta en la cámara, con 20 diputados, su candidato Ignacio Diego fue nombrado presidente de Cantabria. El pacto PRC-PSOE se reeditó en 2015, otorgando de nuevo la presidencia a Miguel Ángel Revilla.
Ideológicamente, Cantabria es en conjunto una comunidad conservadora si se compara con otras zonas de España. En el presente período democrático, los partidos conservadores (Coalición Popular/Partido Popular) han sido casi siempre la lista más votada, a pesar de que se han dado pactos entre otros partidos que han permitidos otros gobiernos. En esta tendencia resulta clave el peso de la capital, Santander, tradicionalmente muy conservadora. Las zonas industriales de la comunidad como Torrelavega o Reinosa, así como algunas localidades costeras con población más joven es en general donde los partidos progresistas logran más votos.
Las siguientes tablas muestran los resultados de las elecciones al Parlamento de Cantabria de 2003, 2007, 2011, 2015, 2019 y 2023.
| Partido  | Votos   | %       | Diputados |
| -------- | ------- | ------- | --------- |
| PP       | 146 012 | 42,43 % | 18        |
| PSC-PSOE | 102 918 | 29,91 % | 13        |
| PRC      | 67 003  | 19,47 % | 8         |

| Partido  | Votos   | %       | Diputados |
| -------- | ------- | ------- | --------- |
| PP       | 141 926 | 41,52 % | 17        |
| PRC      | 98 702  | 28,87 % | 12        |
| PSC-PSOE | 83 163  | 24,33 % | 10        |

| Partido  | Votos   | %       | Diputados |
| -------- | ------- | ------- | --------- |
| PP       | 156 199 | 46,12 % | 20        |
| PRC      | 98 731  | 29,15 % | 12        |
| PSC-PSOE | 55 220  | 16,31 % | 7         |

| Partido    | Votos   | %       | Diputados |
| ---------- | ------- | ------- | --------- |
| PP         | 105 944 | 32,58 % | 13        |
| PRC        | 97 185  | 29,89 % | 12        |
| PSC-PSOE   | 45 653  | 14,04 % | 5         |
| Podemos    | 28 895  | 8,89 %  | 3         |
| Ciudadanos | 22 552  | 6,94 %  | 2         |

| Partido    | Votos   | %       | Diputados |
| ---------- | ------- | ------- | --------- |
| PRC        | 122 479 | 37,74 % | 14        |
| PP         | 78 039  | 24,05 % | 9         |
| PSC-PSOE   | 57 098  | 17,60 % | 7         |
| Ciudadanos | 25 952  | 8 %     | 3         |
| Vox        | 16 392  | 5,05 %  | 2         |

| Partido  | Votos   | %       | Diputados |
| -------- | ------- | ------- | --------- |
| PP       | 115 168 | 35,8 %  | 15        |
| PRC      | 67 106  | 20,86 % | 8         |
| PSC-PSOE | 66 250  | 20,59 % | 8         |
| Vox      | 35 625  | 11,07 % | 4         |

### Organización territorial
Comarcas tradicionales

Mapa municipal y comarcal de Cantabria
Asón-Agüera.
Besaya.
Campoo-Los Valles.
Costa Occidental.
Costa Oriental.
Liébana.
Saja-Nansa.
Santander.
Trasmiera.
Valles Pasiegos.

La ley 8/1999 de Comarcas de la comunidad autónoma de Cantabria del 28 de abril de 1999 establece que la comarca es una entidad necesaria integrante de la organización territorial de la comunidad. Con esta ley se abre el desarrollo a la comarcalización en Cantabria fomentándose la creación de entidades comarcales, proceso el cual apenas se ha desarrollado. Asimismo, señala que la creación de las comarcas no exigirá su generalización a todo el territorio de la comunidad autónoma mientras no se haya producido la comarcalización del 70 % del territorio de la comunidad. De igual forma dilucida que la ciudad de Santander no se regirá por dicha ley de comarcalización, teniendo en cambio que establecer su propia área metropolitana.
Actualmente las comarcas en Cantabria no tienen un carácter administrativo y apenas si están definidas. Únicamente Liébana (por su condición geográfica en los Picos de Europa), Trasmiera y Campoo (en el valle del Ebro) se establecen como comarcas claramente definidas en la comunidad. No obstante se pueden establecer diferencias funcionales en el territorio que dividen Cantabria a modo de comarcas:
- La comarca de Asón-Agüera: situada en la parte oriental de la Comunidad, tene fundamentalmente un carácter rural. En ella se encuentran los cursos altos de los ríos Asón y Agüera, muy cerca del límite con Vizcaya. Su cabecera comarcal es Ramales de la Victoria.
- La comarca del Besaya: situada en el centro de la Comunidad, tiene su cabecera comarcal en la ciudad de Torrelavega y se extiende a lo largo del río Besaya, que funciona como eje articulador o corredor por el que circulan las principales vías de comunicación. Es una de las zonas más industrializada de Cantabria.

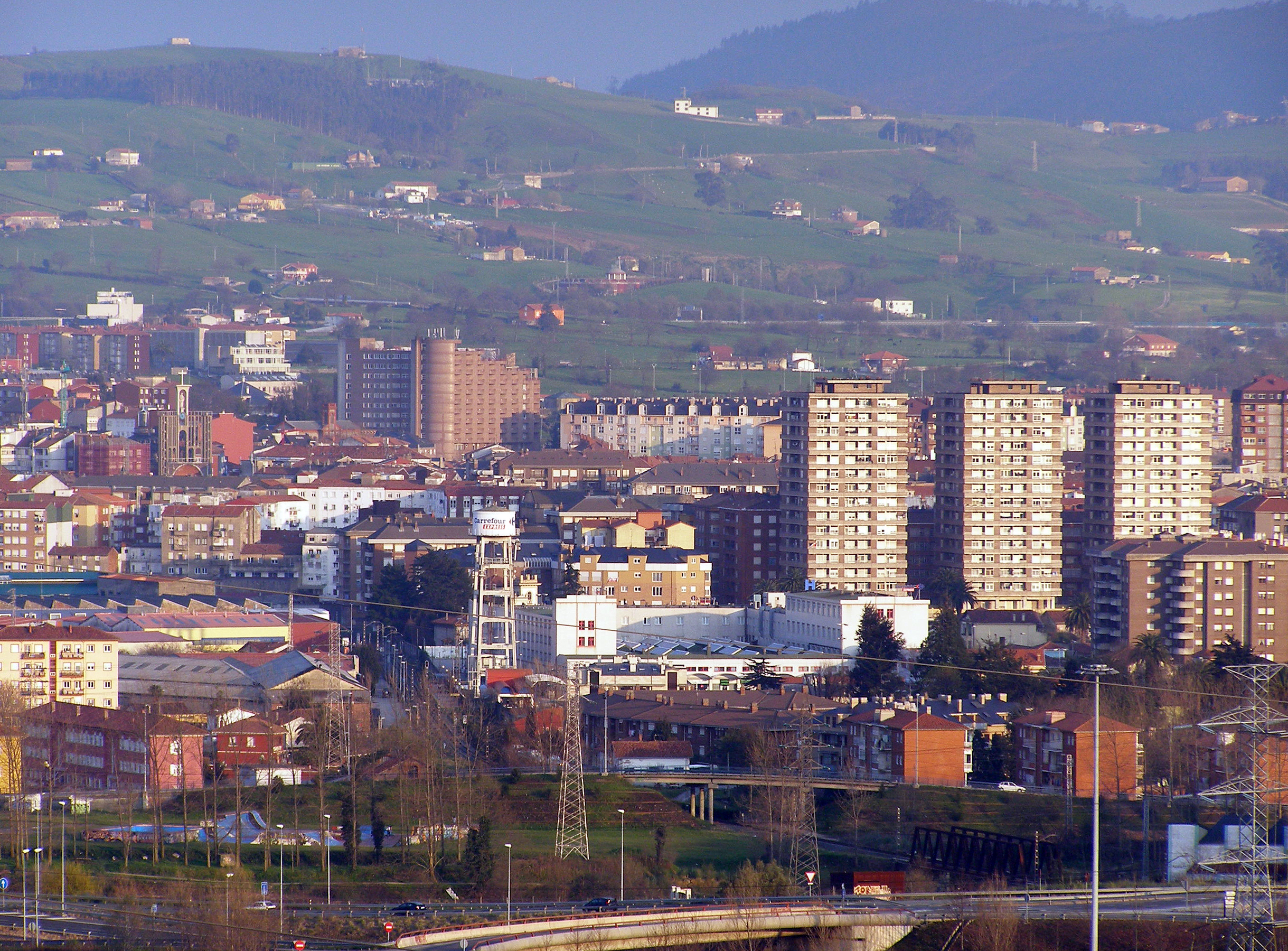
Vista del centro de Torrelavega, capital de la Comarca del Besaya

- La comarca de Campoo-Los Valles: situada en el sur de la Comunidad, abarca toda la cabecera del valle del Ebro y tiene como núcleo de servicios a la población de Reinosa. Tiene un marcado carácter rural, si exceptuamos los focos industriales de Reinosa y Mataporquera, y sufre en los últimos años un importante proceso de despoblamiento y desindustrialización.
- La comarca de la Costa Occidental: tiene un carácter urbano y un gran atractivo turístico. Se extiende desde Santillana del Mar hasta el límite con Asturias. Su cabecera comarcal es San Vicente de la Barquera.
- La comarca de la Costa Oriental: de tendencia urbana y turística, abarcaría desde Colindres hasta el límite con Vizcaya, llegando por el sur hasta las montañas prelitorales.
- La comarca de Liébana: es la zona más occidental de Cantabria y se encuentra enclavada entre los Picos de Europa y la sierra de Peña Sagra. Su orografía a modo de gran hoya entre murallones de piedra caliza han hecho de ella la mejor definida de Cantabria. Tradicionalmente aislada, se trata de una comarca rural cuya cabecera comarcal se sitúa en Potes y que actualmente tiene un gran atractivo turístico debido a su conservación natural y patrimonial.
- La comarca de Saja-Nansa: se extiende desde la comarca del Besaya hasta el límite con Asturias y desde La Marina hasta las montañas de Peña Sagra y la Cordillera Cantábrica. Tiene un carácter eminentemente rural. Su cabecera comarcal es Cabezón de la Sal
- La comarca de Santander: es de carácter claramente industrial y urbano, está constituida por el propio municipio de Santander (cabecera de la comarca) y el arco de la bahía y al sur hasta el municipio de Penagos y la sierra de la Matanza. Concentra a la mitad de la población de toda la Comunidad.
- La comarca de Trasmiera: abarca desde la bahía de Santander hasta su localidad más importante y cabecera comarcal, que es Santoña. Tradicionalmente rural, en las últimas décadas se ha volcado en el sector turístico y debido a su cercanía a Santander ha incrementado notablemente su población.
- La comarca de los Valles Pasiegos: engloba los cursos altos de los ríos Pas y Miera. Son los valles de Toranzo, Carriedo, Cayón y Pas. Con un carácter eminentemente rural, su población bascula hacia Torrelavega, Santander o Laredo en busca de servicios. Mención especial merece el valle pasiego por sus históricas características intrínsecas. Su cabecera comarcal es Villacarriedo.

Comarcas naturales
En relación con los rasgos físicos del medio natural Cantabria se dividen en diez comarcas que atienden a las diferentes franjas bastante definitorias en que se fracciona el territorio de la comunidad.

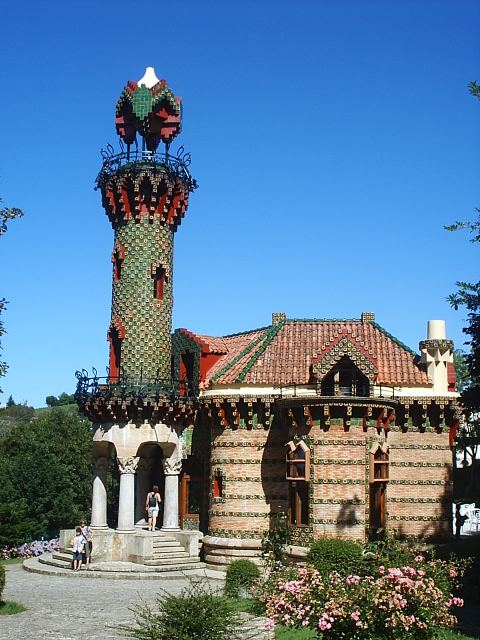
El Capricho de Gaudí, en Comillas

Franja costera
- La Marina

Franja intermedia (valles cantábricos perpendiculares a la costa)
- Liébana
- Valle del Nansa
- Valle del Saja
- Valle del Besaya
- Valle del Pas-Pisueña
- Valle del Miera
- Valle del Asón-Gándara
- Valle de Soba

Franja meridional (cuencas del río Ebro y del Duero, lo que formaría Campoo-Los Valles)
- Campoo
- Los Valles del sur (Valderredible, Valdeolea y Valdeprado)

Comarcas históricas
A partir del siglo XIII la organización de Cantabria en valles, típica de todo el norte de España, fue sustituida por las ciudades, villas o comarcas históricas que agrupaban valles.
- Liébana
- Asturias de Santillana
- Trasmiera
- Campoo-Los Valles
- Valderredible

### Municipios

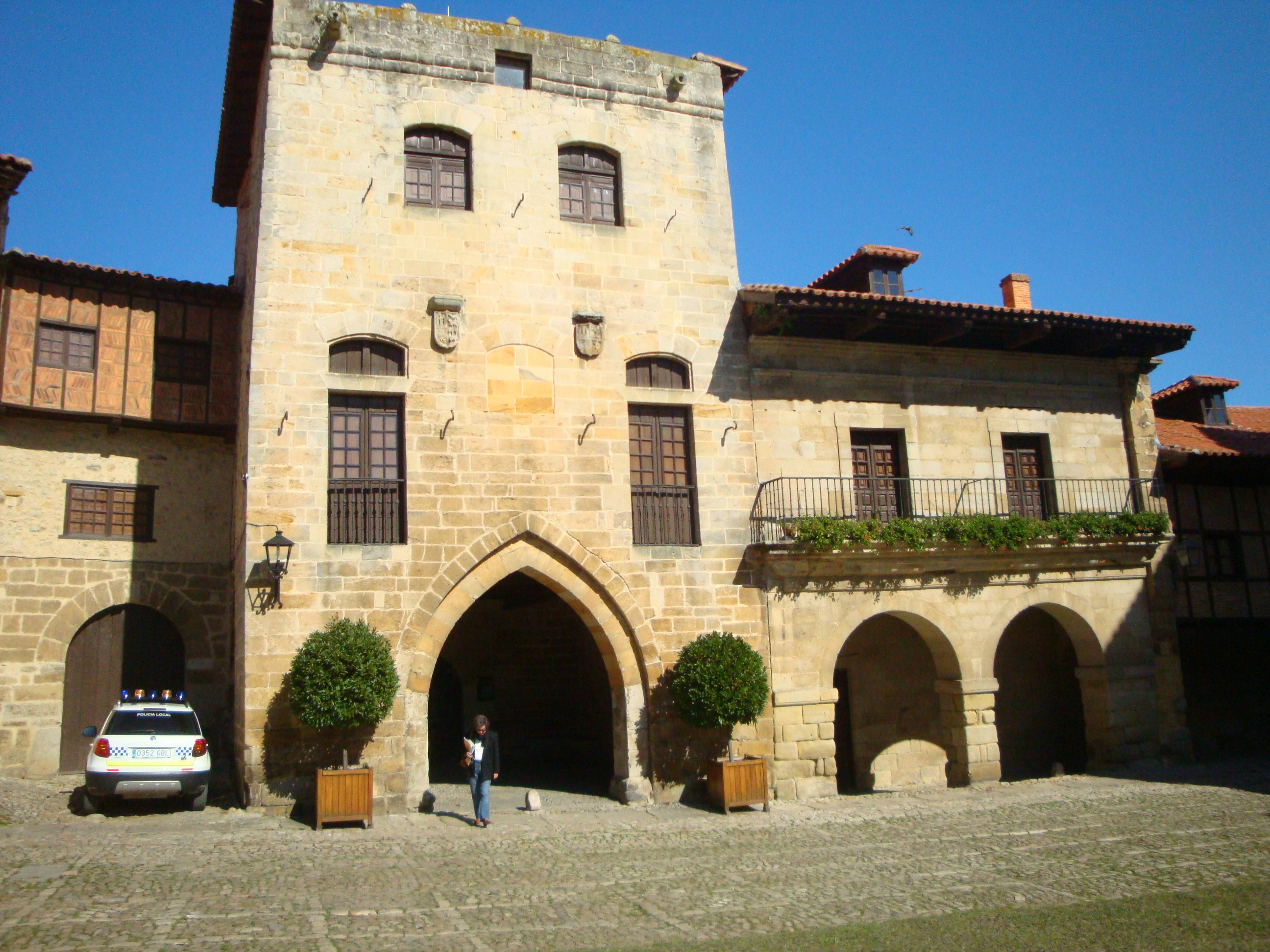
Torre de Don Borja, en la localidad de Santillana del Mar

En la actualidad el número de municipios en Cantabria asciende a 102. Por lo general estos poseen varias localidades y estas varios barrios. Algunos municipios tienen el nombre de una de sus localidades (sea su capital o no) y otros no comparten nombre con ninguna de sus localidades. Cada municipio está regido por su propio ayuntamiento.
Uno de los municipios de Cantabria, llamado Valle de Villaverde, es un enclave cántabro rodeado completamente por la provincia de Vizcaya (País Vasco).
La Mancomunidad Campoo-Cabuérniga no constituye per se un municipio, aún a pesar de la extensión de su territorio. Se trata de una gran propiedad comunal singular por su tamaño y características, de gestión compartida entre los municipios de la Hermandad de Campoo de Suso, Cabuérniga, Los Tojos y Ruente. En esta finca de montaña, destinada al pasto en sus brañas de ganado vacuno de raza tudanca fundamentalmente y caballar en menor medida, perviven tradiciones ganaderas transterminantes.
| Puesto | Municipio              | Habitantes |
| ------ | ---------------------- | ---------- |
| 1.ª    | Santander              | 171 693    |
| 2.ª    | Torrelavega            | 51 142     |
| 3.ª    | Castro-Urdiales        | 33 109     |
| 4.ª    | Camargo                | 30 374     |
| 5.ª    | Piélagos               | 26 279     |
| 6.ª    | El Astillero           | 18 153     |
| 7.ª    | Santa Cruz de Bezana   | 13 482     |
| 8.ª    | Laredo                 | 10 967     |
| 9.ª    | Santoña                | 10 857     |
| 10.ª   | Los Corrales de Buelna | 10 752     |
| 11.ª   | Santa María de Cayón   | 9192       |
| 12.ª   | Suances                | 9115       |
| 13.ª   | Reinosa                | 8660       |
| 14.ª   | Colindres              | 8512       |
| 15.ª   | Reocín                 | 8455       |
| 16.ª   | Cabezón de la Sal      | 8208       |
| 17.ª   | Medio Cudeyo           | 7663       |
| 18.ª   | Polanco                | 6126       |
| 19.ª   | Cartes                 | 5781       |
| 20.ª   | Entrambasaguas         | 5418       |

Los 20 municipios más poblados de Cantabria son los indicados en la tabla. Datos obtenidos del Instituto Nacional de Estadística en 2017, con denominación oficial del municipio indicada por el INE.

## Economía

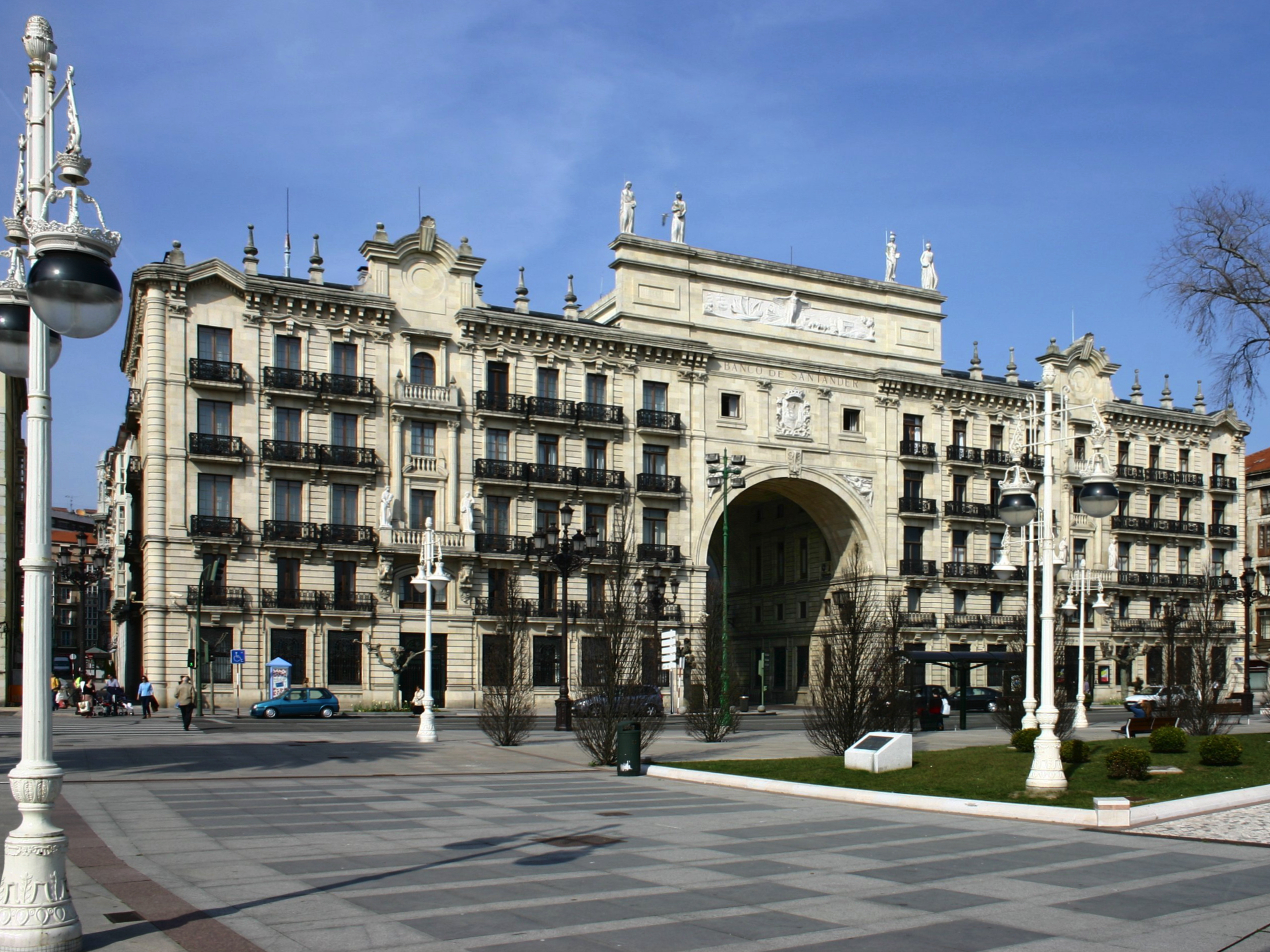
Sede del Banco Santander, en el Paseo de Pereda de Santander

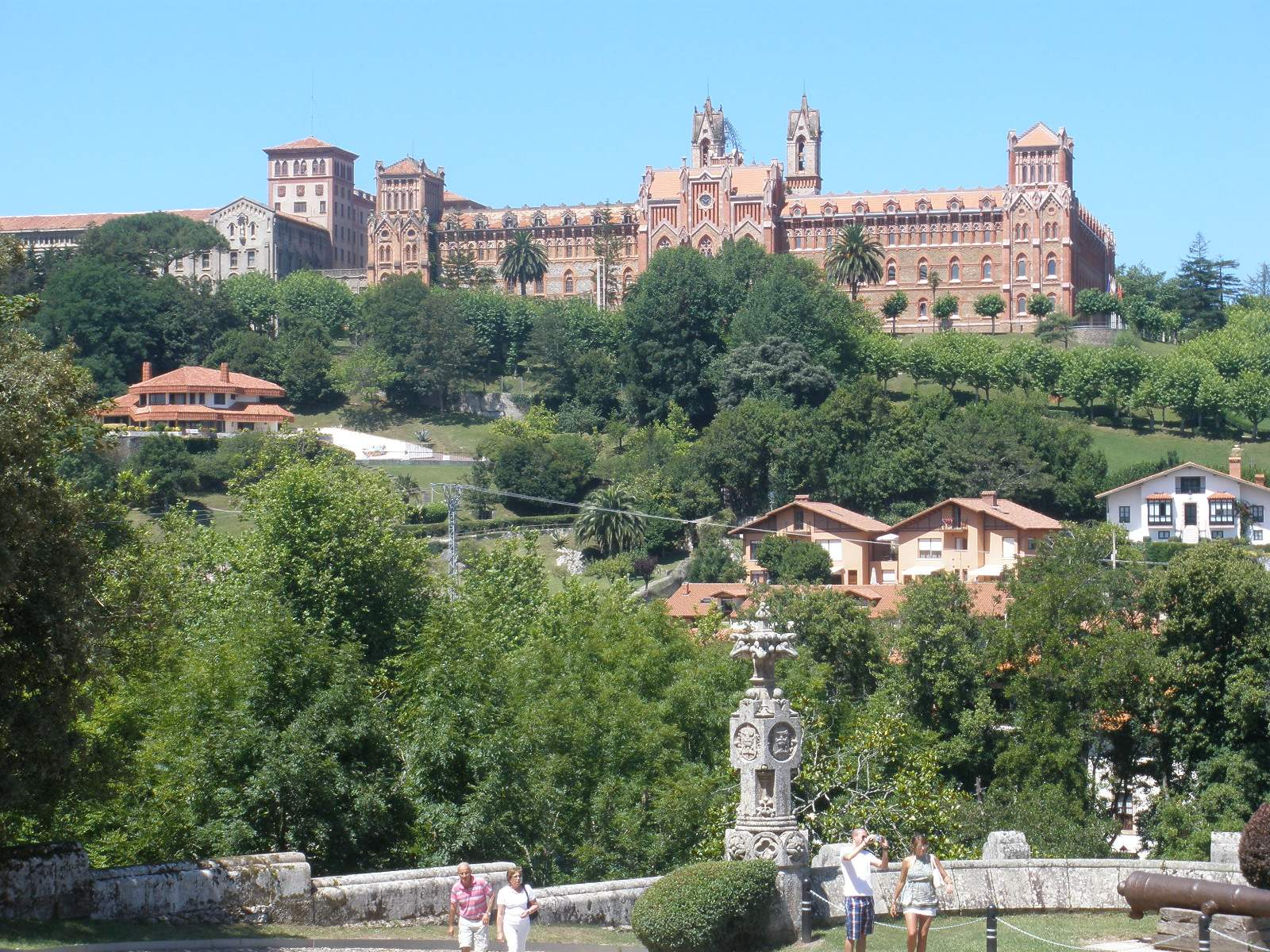
Universidad de Comillas

De acuerdo con la Contabilidad Regional que realiza el Instituto Nacional de Estadística, en el año 2007 el PIB per cápita de Cantabria era de 23 377 euros por habitante, similar a la media española que se sitúa en 23 396 euros y por debajo de los 29 455 € de la UE de los 25. El PIB en términos reales es de un 4,1 %, dos décimas por encima de la media nacional (3,9 %) en el mismo periodo. En el segundo trimestre de 2011 la tasa de paro en Cantabria se situaba en el 14,8 % de la población activa, frente al 20,89 % de la media de España.
Cantabria ha llevado a cabo desde 1994 una paulatina convergencia con las regiones europeas más desarrolladas, la cual fue posible gracias a su inclusión durante seis años en la lista de regiones Objetivo 1 y por la que percibió subvenciones a fondo perdido para su desarrollo. El éxito económico llevó parejo la pérdida progresiva de estos fondos de cohesión que venía percibiendo desde 1994-1999. En 1999 finaliza el programa marco financiero de la UE y al hacer los cálculos para el nuevo periodo 2006-2007 Cantabria es excluida del Objetivo 1. Dado que su salida fue muy cuestionada debido a que superaba mínimamente el límite establecido del 75 % de PIB per cápita, fue considerada región Objetivo 1 «en situación transitoria». En el año 2007 los Fondos Europeos de Desarrollo Regional (FEDER) disminuyeron un 46,2 % como consecuencia de la conclusión del periodo transitorio de salida del Objetivo 1 y la entrada en el Objetivo 2.
Cantabria cuenta con un sector primario en retroceso que ocupa al 5,8 % de la población activa con ganadería vacuna, lechera tradicionalmente y cárnica en los últimos tiempos; agricultura, destacando el maíz, patatas, hortalizas y plantas forrajeras; pesca marítima; y minería del zinc y canteras.
En el sector secundario asienta el 30,4 % de la población activa. En la industria destacan la siderúrgica, la alimentaria, la química, la papelera, la textil, la farmacéutica, equipos industriales y de transporte, etc. En la construcción se empiezan a notar síntomas de estancamiento, si bien sigue siendo el mayor activo de este sector.

Exportaciones de Cantabria, 2020

El sector terciario emplea al 63,8 % de la población activa y va en aumento, siendo este hecho sintomático de la concentración de la población en los centros urbanos y de la importancia que el turismo (especialmente el rural) ha adquirido en los últimos años. Como entidades bancarias principales de la comunidad autónoma, destaca el liderazgo en banca minorista de Unicaja Banco, gracias a la integración de la antigua Caja Cantabria, con un volumen de negocio cercano a los 10 800 millones de euros en la región, y el Banco Santander que dio lugar al Grupo Santander, con 129 000 empleados, 66 millones de clientes, 10 200 sucursales y 2,4 millones de accionistas en todo el mundo. El grupo se encuentra entre las diez primeras entidades financieras del mundo y es el mayor banco de la eurozona. En lo relativo a la venta de vehículos, en 2013 bajó un 2,6 % con respecto al mismo mes del año anterior. En cambio en el resto de España la venta de coches ha crecido un 10 %. Al parecer, el objetivo del plan PIVE-2 de renovar el parque automovilístico no está causando el efecto esperado en Cantabria, a pesar de ser una de las comunidades autónomas con mayor número de concesionarios por habitante.

## Infraestructuras y servicios

### Transporte

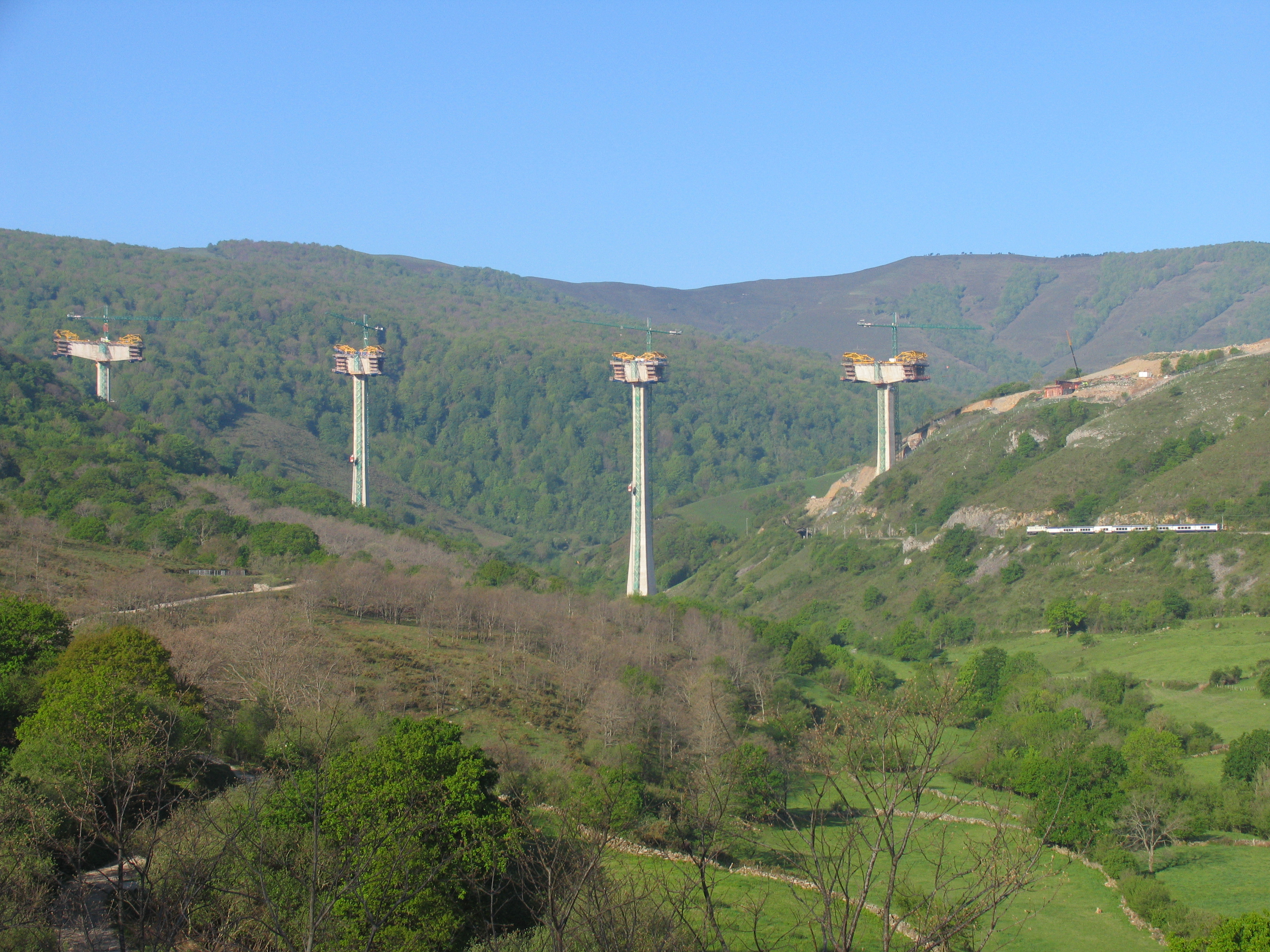
Las grandes infraestructuras de comunicación presentan en Cantabria una gran complejidad técnica y medioambiental debido al complicado relieve. Con 145 metros de altura, el viaducto de Montabliz de la autovía A-67 está considerado el puente más alto de España a fecha de su inauguración en enero de 2008

La consecuencia más significativa que se deriva de la fuerte energía del relieve del territorio cántabro es la existencia de barreras topográficas que condicionan decisivamente el trazado de las infraestructuras de conexión, tanto perpendicular, en sus accesos a la meseta castellana, como trasversal, en la comunicación entre valles, así como su elevado coste de construcción y mantenimiento.
Las insuficiencias en la dotación de infraestructuras de transporte de competencia estatal, fundamentalmente en lo que se refiere a comunicación con la meseta por carretera y por ferrocarril, y el importante coste por kilómetro lineal de construcción debido a su difícil orografía, ha supuesto un significativo déficit en las comunicaciones de Cantabria con el exterior.
Según el Ministerio de Fomento, en el año 2019 Cantabria contaba con 2305 km de carreteras convencionales y 258 km de autovías o autopistas.

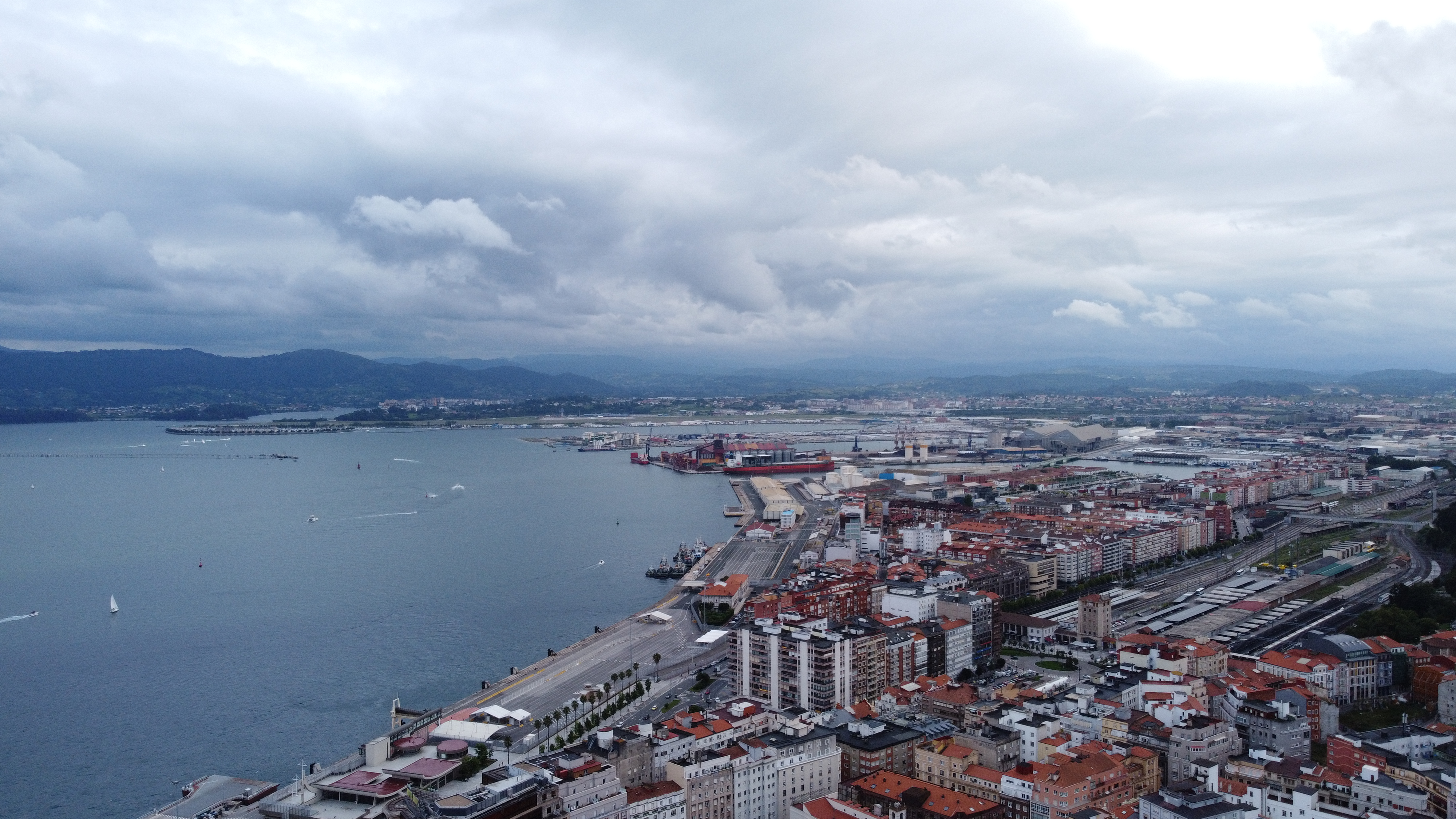
Puerto de Santander

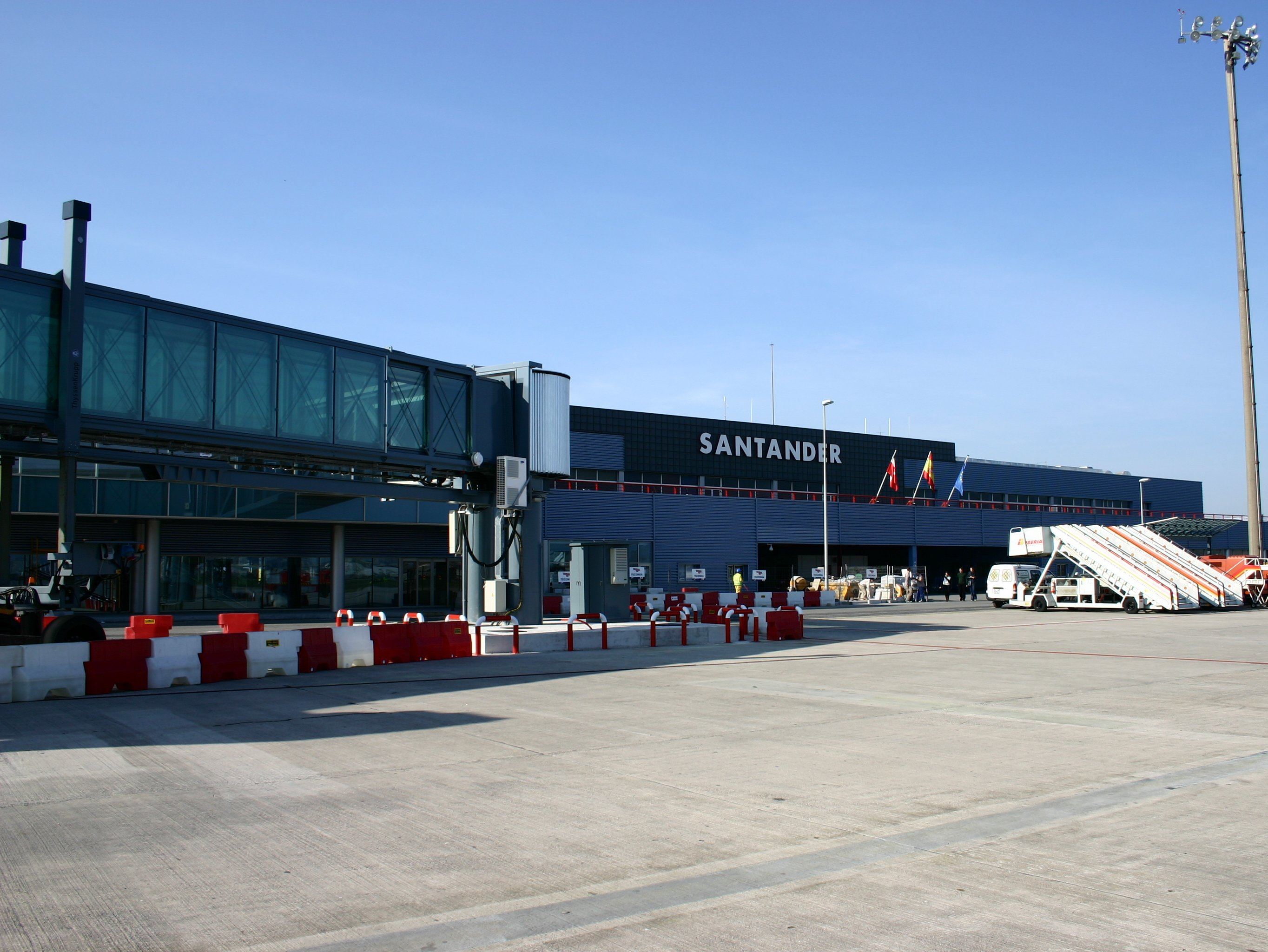
Aeropuerto Seve Ballesteros, ubicado a 5 km de Santander, en el municipio de Camargo

El aeropuerto de Santander, único aeródromo de Cantabria destinado al tráfico regular de viajeros, ha visto crecer mucho el tráfico de viajeros desde que en 2003 empezase a operar en él la aerolínea de bajo coste Ryanair. En la actualidad desde el aeropuerto se puede volar a diferentes destinos nacionales e internacionales.
En conjunto las principales infraestructuras de comunicación de la comunidad son:
- Aeropuerto Seve Ballesteros (Parayas)
- Autovía del Cantábrico (A-8, ruta europea E-70)
- Autovía de la Meseta (A-67)
- Ferrocarril de vía estrecha Santander-Oviedo (Renfe Cercanías AM)
- Ferrocarril de vía estrecha Santander-Bilbao (Renfe Cercanías AM)
- Línea de ferrocarril Palencia-Santander (Renfe Operadora)
- Línea de Brittany Ferries Santander-Plymouth
- Línea de LD Lines Santander-Poole
- Puerto de Santander

| Identificador | Denominación                   | km   | Trayecto                                           | Localidades destacadas a su paso por Cantabria                            |
| ------------- | ------------------------------ | ---- | -------------------------------------------------- | ------------------------------------------------------------------------- |
|               | Autovía del Cantábrico         | 602  | Irún-Santiago de Baamonde                          | Castro-Urdiales, Laredo, Solares, Torrelavega, Cabezón de la Sal, Unquera |
|               | Autovía Cantabria-Meseta       | 203  | Santander (Raos)-Venta de Baños                    | Santander, Torrelavega, Los Corrales de Buelna, Reinosa                   |
|               | Autovía S-10                   | 16   | Solares-Santander                                  | Solares, El Astillero, Maliaño, Santander                                 |
|               | Autovía S-20                   | 5    | Bezana-Santander (La Albericia)                    | Santander, Santa Cruz de Bezana                                           |
|               | Autovía S-21                   | 0,3  | Santander (S-10)- Avenida de los Castros Santander | Santander, Avenida de Los Castros                                         |
|               | Ronda de la Bahía de Santander | 12,2 | Peñacastillo-San Salvador                          | Santander, Peñacastillo, Parbayón, Revilla de Camargo                     |

## Cultura

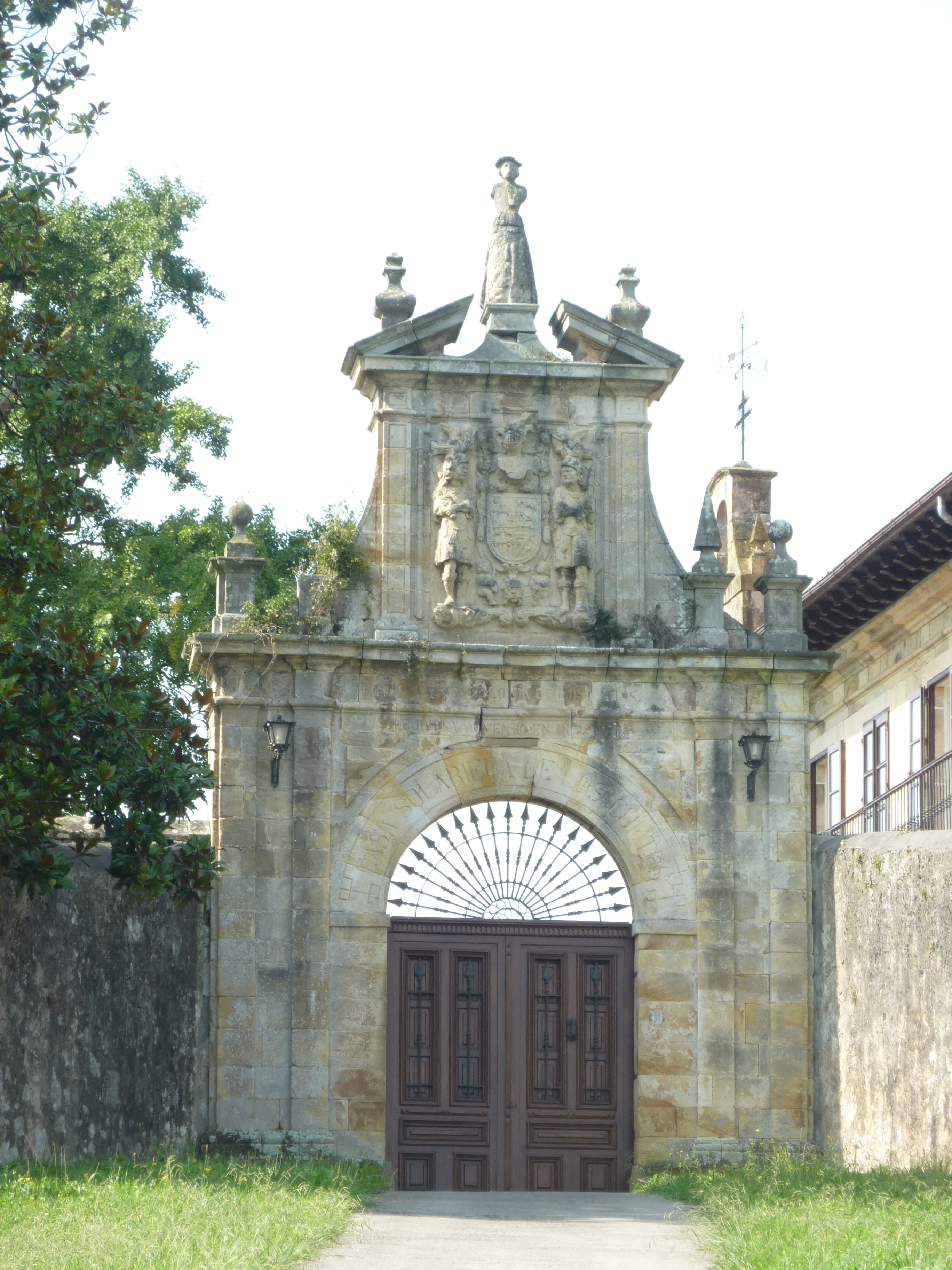
Portalada timbrada con las armas del solar de los Cuetos, en Sobremazas (Medio Cudeyo)

Cantabria pertenece a una unidad cultural común que comparte, pese a las diferencias regionales, con las comunidades del norte de España bañadas por el mar Cantábrico. Esta unidad cultural, que hunde sus raíces en la época prerromana, ya fue reconocida en el siglo I por el geógrafo griego Estrabón:

Tal es la vida de los montañeses, es decir, de las tribus que habitan en el lado septentrional de Iberia: los callaicos, astures y cántabros hasta los vascones y el Pirineo. Porque es idéntica la vida de todos ellos.
Geographica III, 4, 7

No obstante esta unidad cultural de la fachada atlántica no significa una homogeneización cultural de las sociedades de este ámbito geográfico. Dentro de todo este conjunto, Cantabria posee una indudable personalidad etnográfica, que la distingue por el este y el oeste de vascos y asturianos, así como naturalmente de los habitantes de la Tierra de Campos por el sur. Para conocer a fondo la estructura cultural regional hay que entender la naturaleza de su territorio, dividido en valles, más o menos aislados entre sí. La fuerte compartimentación del territorio, como consecuencia de una robusta orografía, ha generado una marcada división interna de Cantabria, con unas difíciles comunicaciones trasversales entre valles, siendo esta una cuestión imprescindible para poder entender el conjunto de las tradiciones y costumbres de la región.
Es este relieve abrupto, y el consecuente tipo de explotación que los cántabros ha venido ejerciendo desde tiempo inmemorial del territorio, otro de los factores distintivos a la hora de definir la realidad cultural de Cantabria: poblamientos tendentes a la concentración en las comarcas centrales y occidentales, y dispersos o ultradispersos en la zona oriental y de manera especial en la comarca pasiega, es decir, en las cabeceras del río Pas y del Miera.

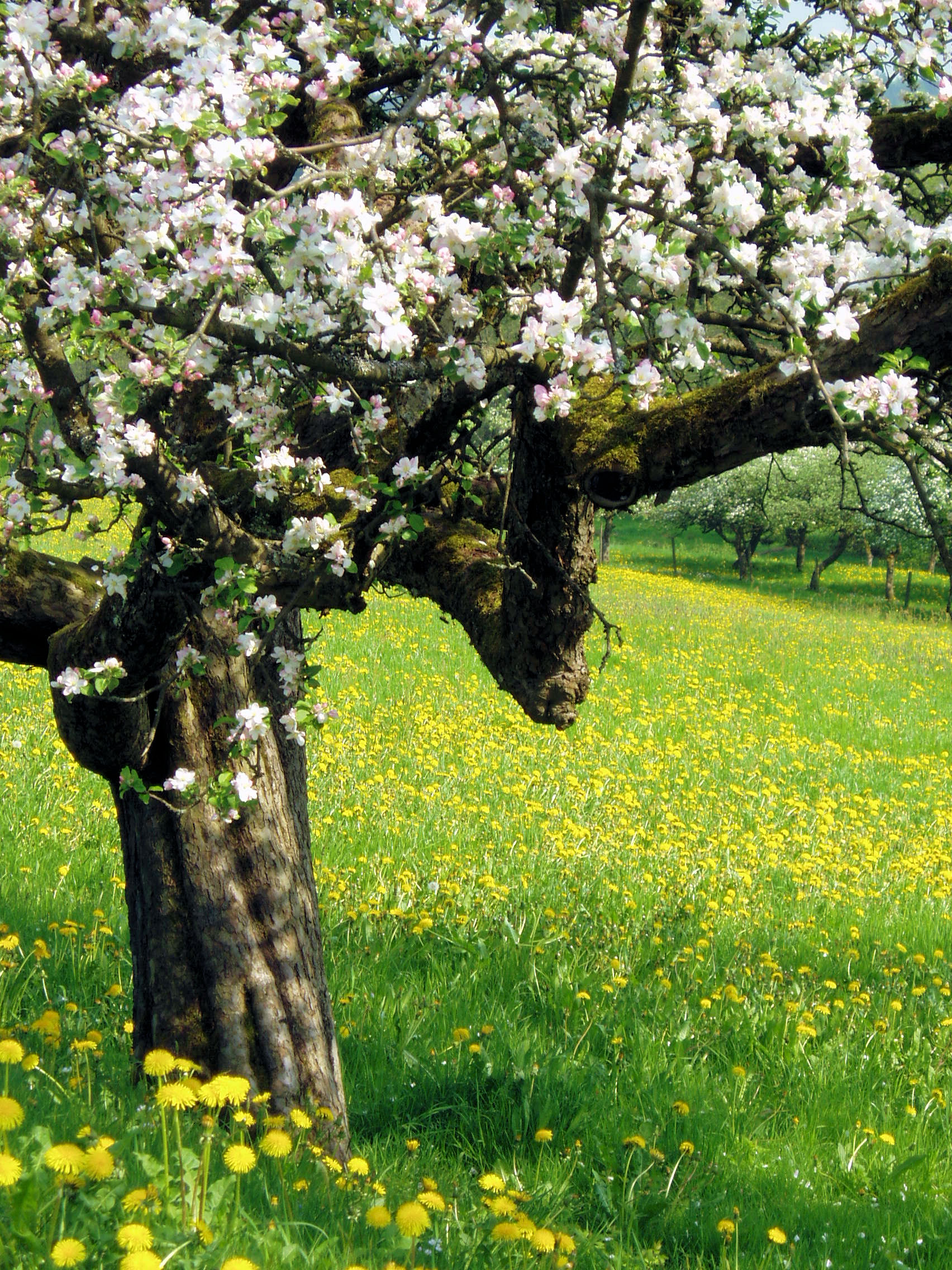
La sustitución de las antiguas pomaradas por praderías para pastos condujo a la práctica desaparición de la producción de sidra en la región

Una de las peculiaridades más características de Cantabria es el modelo, muy definido, de vivienda tradicional montañesa, con tejado a dos aguas y fachada principal en una de las caídas. En ella es muy frecuente la solana o balcón corrido de madera, protegido bajo el alero. Este modelo, que tiene variantes según las comarcas, ha dado origen a la típica casona montañesa. Uno de los elementos de esta es la portalada, por lo general timbrada con escudo de armas, la cual da acceso a la corralada. Pero existen también otros modelos de casas, siendo característica y singular la llamada cabaña pasiega, con la fachada principal en el hastial.
En cuanto al modelo productivo tradicional sus formas no difieren en exceso de lo que es común a las otras regiones del cuadrante noroccidental de la península ibérica. Fue a mediados del siglo XX cuando se inició un profundo cambio en la economía agraria de La Marina y los valles prelitorales de Cantabria, cuando las gentes del medio rural empezaron a abandonar la dedicación predominantemente agrícola hasta entonces para entregarse a una actividad ganadera extensiva de parcos rendimientos, sustentada en un territorio con un terrazgo extremadamente fragmentado, que no se ha ido corrigiendo hasta hace unos lustros.
Dentro de este complejo cabe señalar, como muy característico, el uso de un modelo peculiar de carro chillón, con su yugo cornal típico, así como el empleo de la basna. Del mismo modo, y relacionado con las labores del campo destaca la artesanía en aperos y herramientas de labranza realizado frecuentemente con un verdadero gusto artístico, como es el caso de las albarcas y de las colodras.

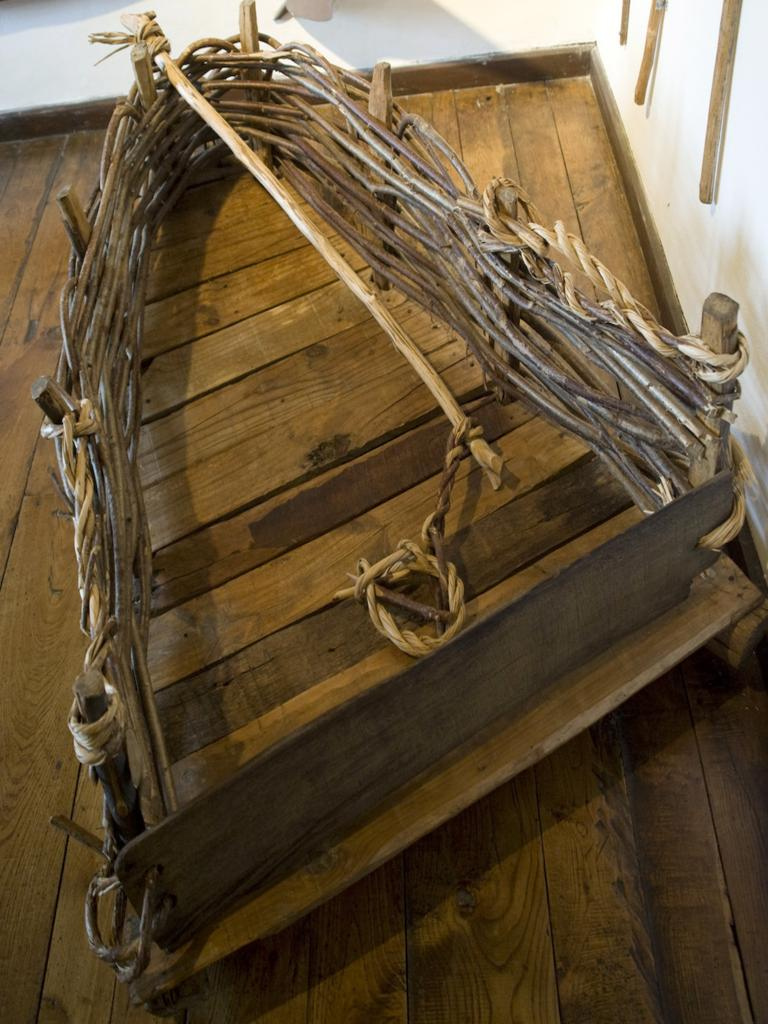
Basna o corzón
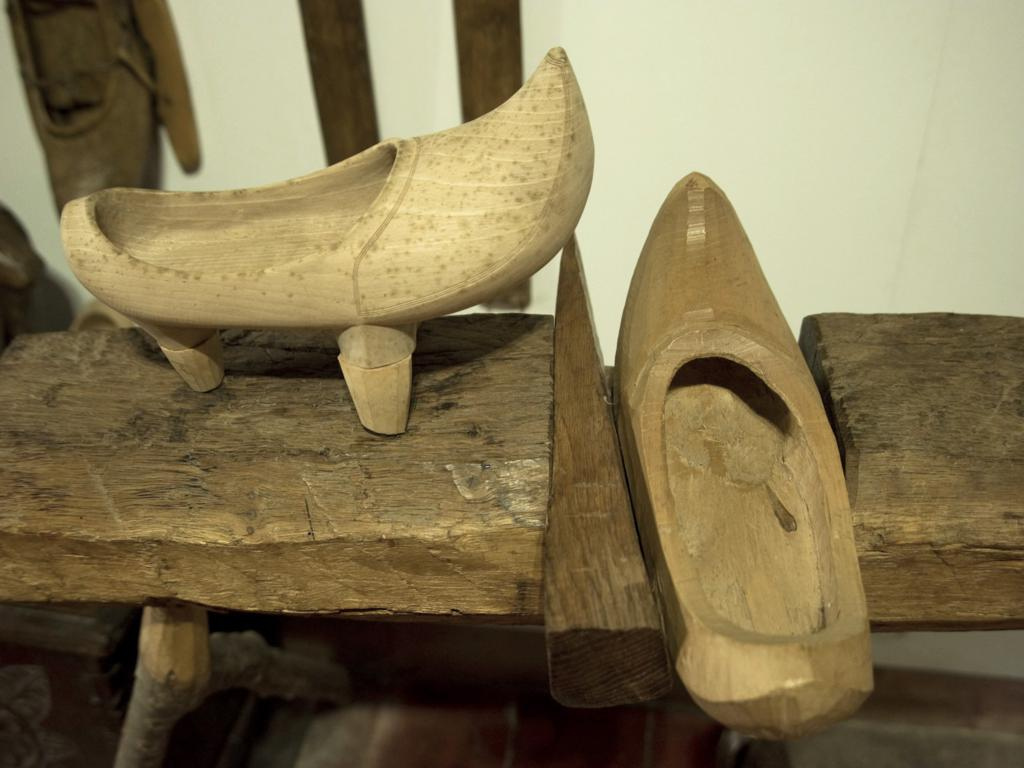
Albarcas
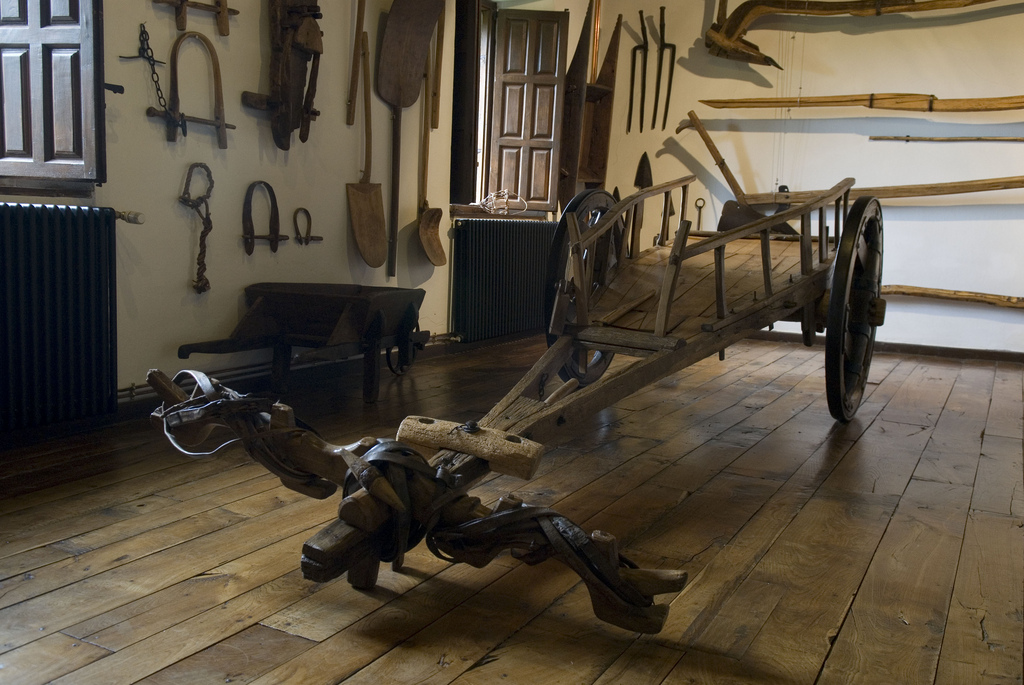
Carro chillón con yugo cornal
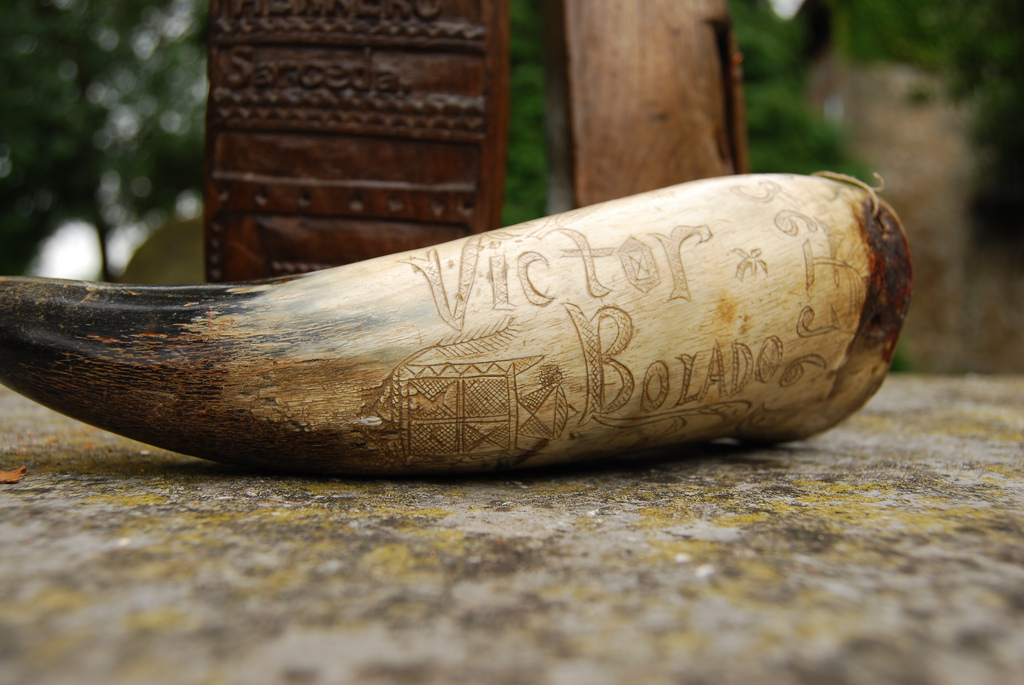
Colodra de asta de buey

Es en la cultura inmaterial donde quizá destaca especialmente la particularidad de Cantabria. Además de creencias, mitos y supersticiones propias, hay que señalar la amplia diversidad de su rica literatura oral, compuesta de cuentos, leyendas, romances, trovas, refranes, adivinanzas y oraciones. Pero es aquí donde cabe señalar sobre todo la riqueza de su patrimonio y cultura musical en todas sus variadas formas: desde cantos de cuna, hasta cantares de ronda, pasando por canciones infantiles, tonadas, jotas, picayos, marzas, etc. Muchas de estas melodías van acompañadas de danzas, destacando las modalidades de baile a lu altu y a lu baju, y entre éstas la Baila de Ibio.

### Pintura

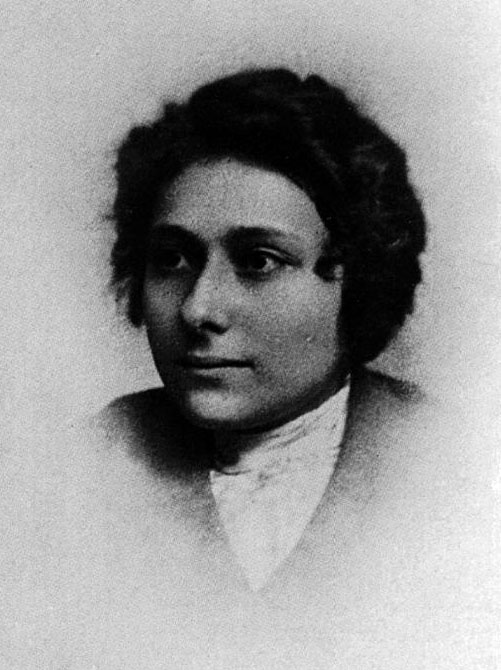
María Blanchard.

De entre los pintores originarios de Cantabria, quizá quien más reconocimiento ha obtenido ha sido María Blanchard, considerada la mejor exponente entre las pintoras del cubismo.

### Literatura

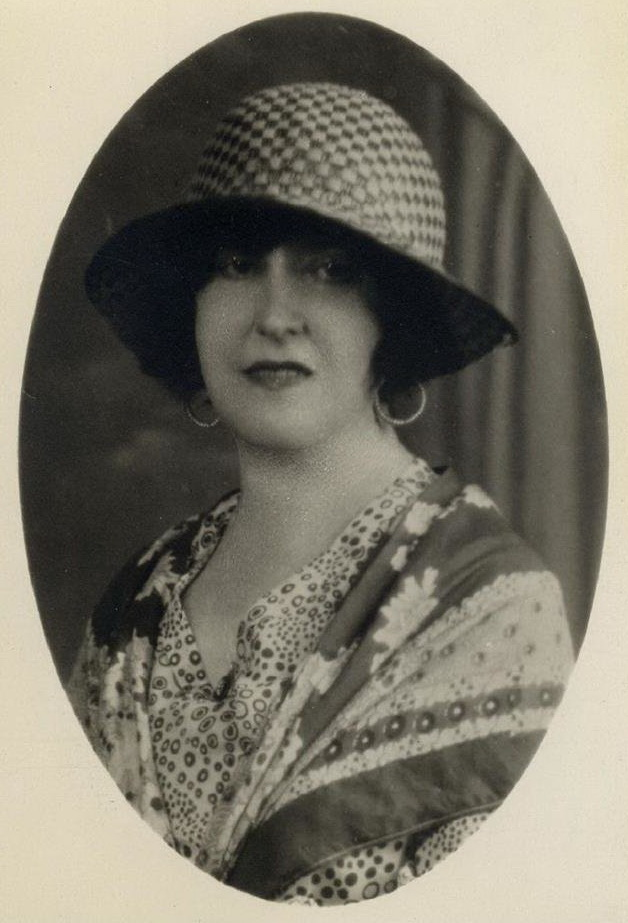
Concha Espina en 1929

Entre los muchos escritores cántabros o de ascendencia cántabra de prestigio, hay que destacar a los que por su obra han alcanzado renombre nacional y aún universal en el transcurso de la historia:
- Beato de Liébana
- Lope de Vega, ascendencia de Villacarriedo
- Francisco de Quevedo, ascendencia de Vejoris
- Pedro Calderón de la Barca, ascendencia de Viveda
- José María de Pereda
- Concha Espina
- José María de Cossío, ascendencia cántabra
- Víctor de la Serna
- Manuel Pombo Angulo
- Amós de Escalante
- Ángel Fernández de los Ríos

El español o castellano es la lengua oficial de Cantabria. En la actualidad, el novelista Álvaro Pombo es uno de los escritores con más reconocimiento a escala nacional.
Destaca Marcelino Menéndez Pelayo, polígrafo, político y erudito consagrado fundamentalmente a la historia de las ideas, la crítica e historia de la literatura española e hispanoamericana y la filología hispánica en general, aunque también cultivó la poesía, la traducción y la filosofía, hermano del escritor Enrique Menéndez Pelayo.
Otro ilustre es Gerardo Diego, poeta y escritor de la generación del 27.
El dialecto cántabro o montañés, considerada dentro del sistema lingüístico del asturleonés, no está regulado ni tiene reconocimiento oficial. Quedan restos del montañés con más fuerza en la mitad occidental y en los valles de Pas y de Soba, en la montaña oriental.

### Monumentos y museos

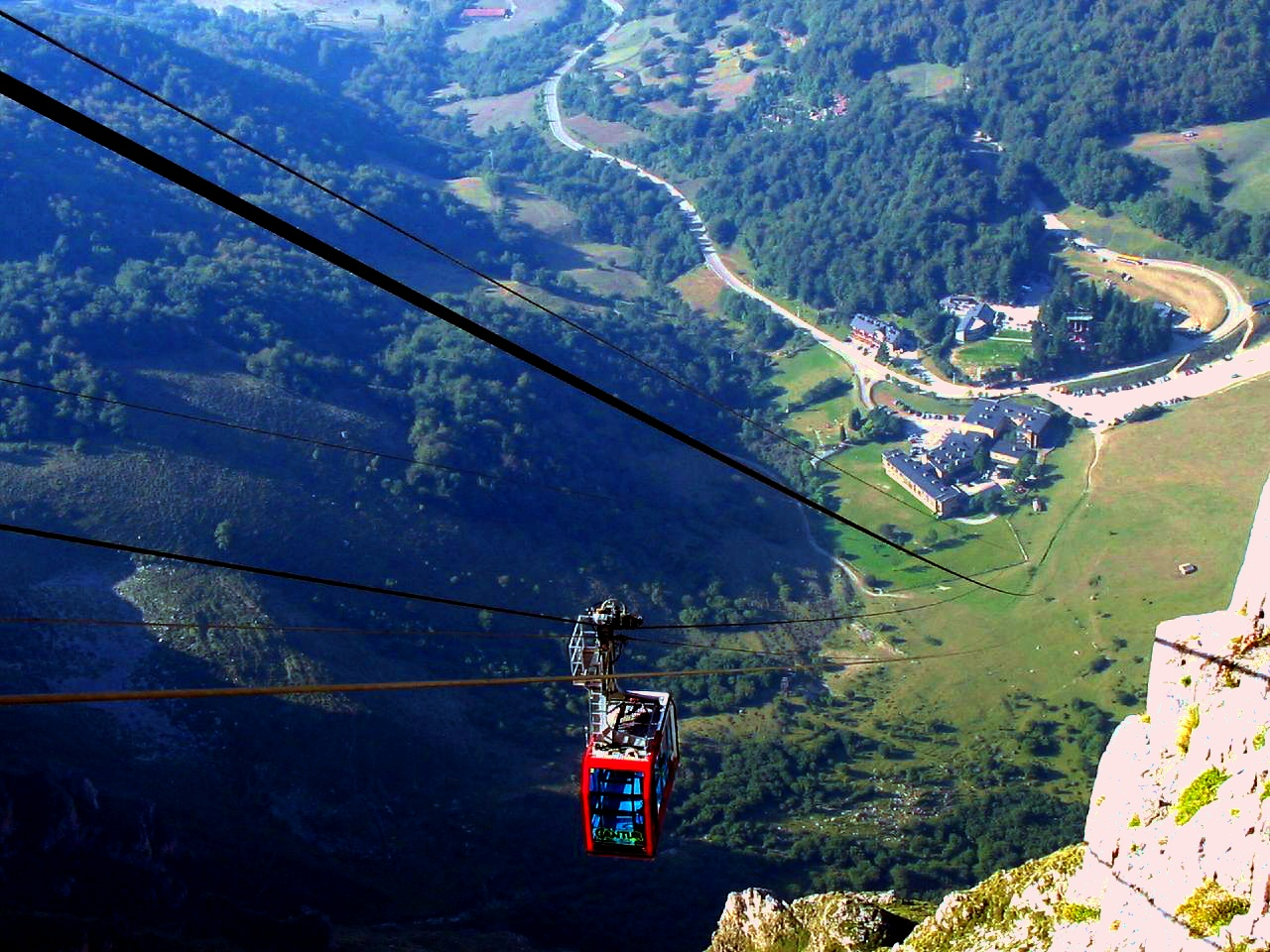
Teleférico de Fuente De

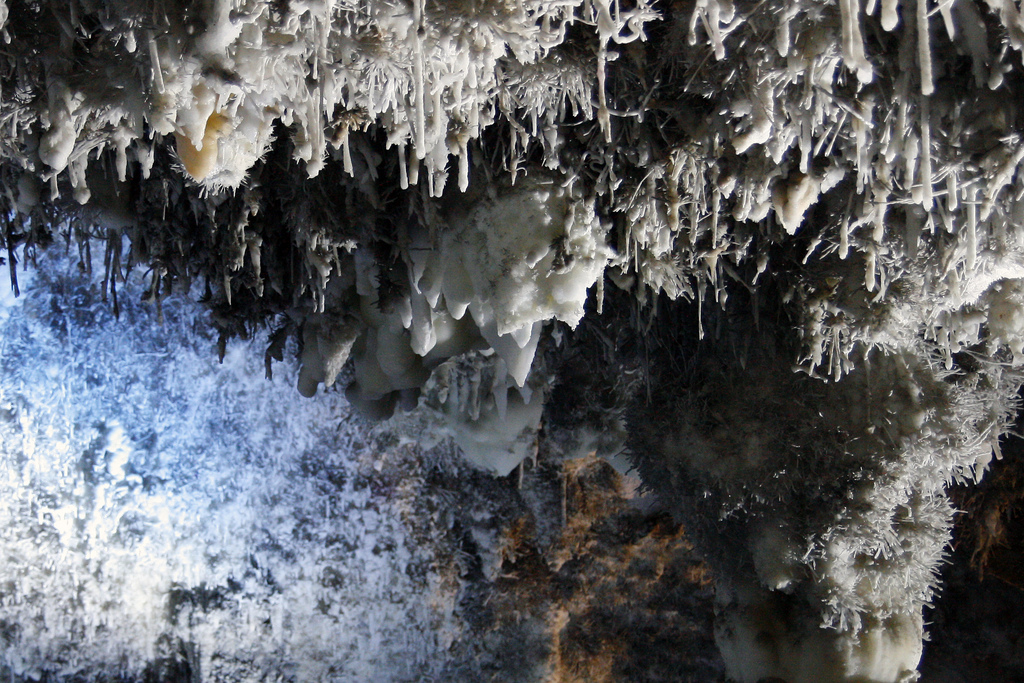
Estalactitas excéntricas en la cueva de El Soplao

- Cuevas: Cueva de Altamira, Cueva de El Soplao, Cueva del Valle, Cueva de El Pendo, Cueva de La Pasiega, Cueva de Las Monedas, Cueva de El Castillo, Cueva Morín, más.
- Arquitectura civil: Palacio de la Magdalena, Capricho de Gaudí, Universidad Pontificia Comillas, Palacio de Sobrellano, Palacio de la Bárcena, Castillo de Argüeso, Castillo de Agüero, Palacio de Soñanes, Palacio de los Hornillos, Palacio de Elsedo, Palacio de Rugama, más.
- Arquitectura religiosa: colegiatas de Santillana del Mar, Santa Cruz de Castañeda, Monasterio de Santo Toribio de Liébana, iglesias como la de Iglesia de San Cristóbal de Comillas, Santa María de Lebeña, Santa María de Piasca, Santa María del Puerto de Santoña, la Catedral de Santander, Colegiata de San Martín de Elines, Iglesia rupestre de Cadalso en Valderredible, más.
- Museos: Museo Marítimo del Cantábrico, Museo etnográfico de Cantabria, Museo de Bellas Artes de Santander, Centro Botín, Museo Regional de Prehistoria y Arqueología de Cantabria, Museo de la Naturaleza de Cantabria, Museo Nacional y Centro de Investigación de Altamira, Museo de Artillería de la Cavada, Museo Centro de Arte Faro de Cabo Mayor, Santander, Museo Torre Pero Niño, más.

### Universidades
- Universidad de Cantabria

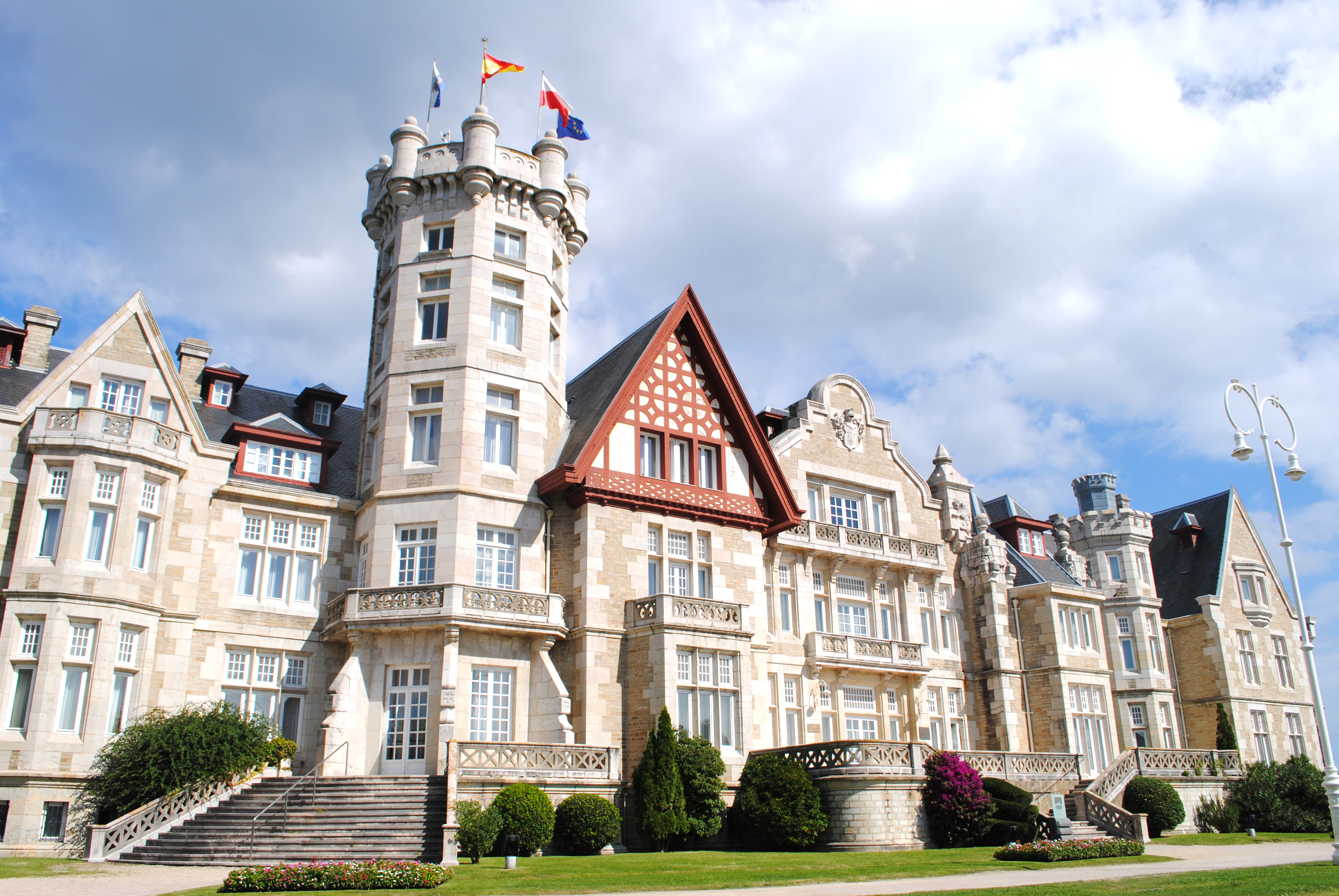
Universidad Internacional Menéndez Pelayo. Palacio de la Magdalena. Sede de los cursos de verano de la UIMP, Santander

- Universidad Internacional Menéndez Pelayo
- Universidad Europea del Atlántico
- Universidad Nacional de Educación a Distancia
- Fundación Comillas
- Centro Universitario Cesine

### Ferias y fiestas

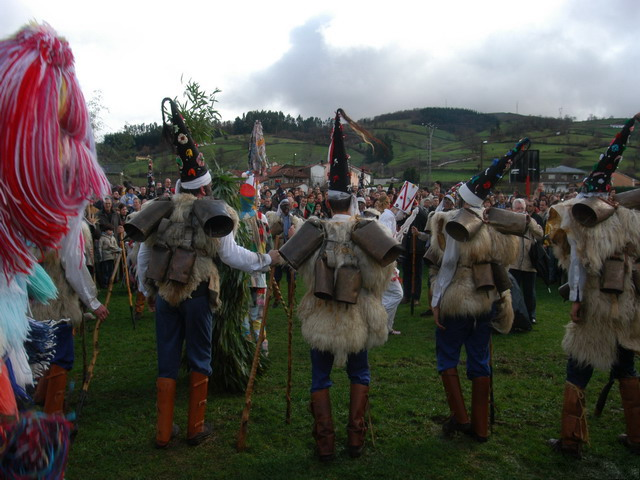
Fiesta de La Vijanera en Silió

En Cantabria se celebran multitud de fiestas patronales, ferias de origen comercial y festividades de origen pagano con mayor o menor pervivencia del folclore tradicional. Las más frecuentes celebran festejos en torno a San Juan y San Miguel.
El segundo domingo de agosto se celebra en Cabezón de la Sal el Día de La Montaña, con motivo del cual se practican multitud de actividades tradicionales como el juego de los bolos, arrastre de bueyes, mercados de artesanía y representación de danzas y música cántabras. Está además considerado de interés turístico nacional.
Además, el día 28 de julio se celebra el Día de las Instituciones de Cantabria en Puente San Miguel (Reocín).
En cuanto a ferias, entendidas como grandes mercados de productos celebrados periódicamente, destaca la Feria de Ganado de Torrelavega celebrada en el Mercado Nacional de Ganados Jesús Collado Soto, el tercero más grande de España, que aglutina la compraventa de todo tipo de ganado de la región y parte de las regiones colindantes, siendo el principal producto el vacuno. Por toda la región se celebran ferias ganaderas y de productos típicos semanal, mensual o anualmente que congregan a los vecinos de la comarca.
Fiestas de Interés Turístico Nacional
- La Vijanera (primer carnaval de invierno de Europa) (primer domingo de enero) en Silió.
- Carnaval marinero, 24 de febrero en Santoña.
- La Folía, domingo siguiente a la Semana Santa en San Vicente de la Barquera.
- Fiestas del Coso Blanco, primer viernes de julio en Castro-Urdiales.
- La Pasión viviente, Viernes Santo en Castro-Urdiales.
- Día de La Montaña, segundo domingo de agosto en Cabezón de la Sal.
- Gala Floral, 20 de agosto en Torrelavega.
- Batalla de Flores, último viernes de agosto en Laredo.
- Día de Campoo, último domingo de septiembre en Reinosa.
- Guerras cántabras, último fin de semana de agosto y primer fin de semana de septiembre en Los Corrales de Buelna.
- Fiesta del Orujo, segundo fin de semana de noviembre en Potes.

Fiestas de Interés Turístico Regional
- Cabalgata de Reyes, 5 de enero en Santillana del Mar.
- Verbena del Mantón, primer sábado de julio en Ramales de la Victoria.
- La Bien Aparecida, 15 de septiembre en Hoz de Marrón, Ampuero.
- San Juan, 23 de junio en Soto de la Marina (Santa Cruz de Bezana).
- Virgen del Carmen, 16 de julio en Revilla de Camargo.
- San Andrés, 30 de noviembre en Castro-Urdiales.
- Virgen de la Salud, 2 de julio en Áliva, Camaleño.
- San Benito, 11 de julio en Barcenaciones, Reocín.
- San Pantaleón, 27 de julio en El Churi, Camargo.
- San Carlos, cada 5 años en Bejes, Cillorigo de Liébana. Última edición en 2005.
- Virgen de Valvanuz, 15 de agosto en Selaya.
- La Virgen Grande, en Torrelavega.
- Pasión Viviente, Viernes Santo en Castro-Urdiales.
- Descenso del Deva, último domingo de agosto en Unquera, Val de San Vicente.
- La Virgen Niña, 8, 9 y 10 de septiembre, en Ampuero.
- Exaltación de la Cruz, 14 de septiembre en Potes.
- San Cipriano, 16 de septiembre en Cohicillos.
- El Último Desembarco, últimos de septiembre en Laredo.
- La Virgen de Valencia, 8 de septiembre en Vioño de Piélagos
- La Perola, 20 de enero en Vargas, Puente Viesgo.
- Día Infantil de Cantabria, primer domingo de junio en Santander.
- Feria Taurina Santiago, julio en Santander.
- Baños de Ola, mediados de julio en Santander.
- Feria de la Hoyala Luz, último domingo de julio en Valle de Villaverde.
- La Gata Negra, 16 de agosto en Carasa.
- La Semanuca, última semana de agosto en Santander.
- Virgen de la Luz, 8 de septiembre en Aniezo.
- Fiesta del Cocido, primer domingo de septiembre en Ucieda.

### Festivales
- Festival Internacional de Santander
- Festival de Cine de Santander
- Festival Internacional de Cortometrajes de Torrelavega
- Festival Internacional de Cine Piélagos en Corto
- Festival Intercéltico de Orejo
- Festival del Mar
- Concurso Internacional de Piano Paloma O'Shea
- Festival Sauga Folk en Colindres
- Magdalena en Vivo
- Santander Music
- Hoky Music
- Magdalena Winter
- Música en Grande
- Torrelavega Sound City
- Vive la Feria Torrelavega
- Festival Sonórica
- Festival Rebujas Rock San Mateo
- Caprichos Musicales de Comillas
- Festival de Verano en Camargo
- Picknic Film Festival
- Festival Internacional del Jazz
- Festival Santander de Boleros
- Encuentro Internacional de Bolero del Cantábrico (EnBoCa)
- Reggaeton Beach Festival (RBF)
- La Plaza Santander
- Negrita Music Festival
- Alabordaje Fest
- Torrelafest
- Escenario Porticada
- Festival Intercultural de las Naciones
- Festival Internacional de Villacarriedo
- Summer Music Festival
- Picu Llen Fest
- Verduleras Fest
- Teresuca Fest
- Festival Nueve Valles
- Gamoneo

### Lenguas
El idioma oficial de Cantabria es el español, hablado en todo el territorio de la comunidad autónoma. En Cantabria también existe el cántabro o montañés, una variante del asturleonés que ha sufrido un gran retroceso y hoy en día está restringida a algunas zonas rurales del interior y a personas de avanzada edad; recientemente se han llevado a cabo algunas iniciativas para proteger el cántabro, pero a día de hoy no cuenta con ningún tipo de reconocimiento oficial ni protección institucional.

### Religión
En los años 2010, 2011 y 2012 el Centro de Investigaciones Sociológicas (CIS) de España llevó a cabo un estudio en Cantabria entrevistando a 1398 personas. del cual se desprendieron los siguientes datos:
- El 75,1 % son cristianos católicos (un 37,1 % afirma no ser practicante).
- El 1,8 % pertenece a otra religión.
- El 15 % no están afiliados a ninguna religión.
- El 8,1 % se declaran ateos.

### Mitología
El norte de España es una zona rica en mitología. En toda la cornisa Cantábrica, desde Galicia hasta el País Vasco, pasando por Asturias y Cantabria, existen ritos, historias y seres imaginarios e imposibles.

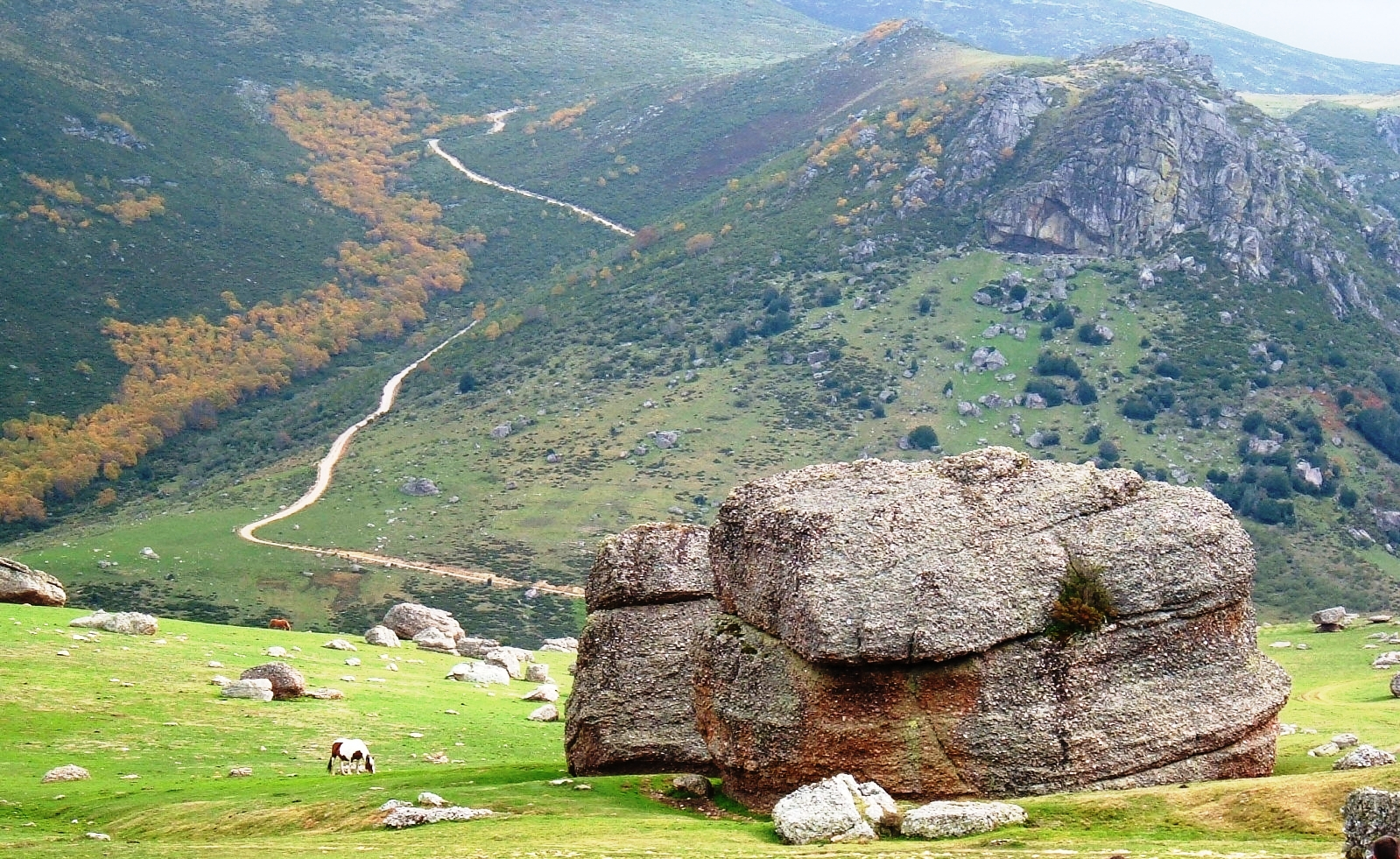
Desde antiguo las formaciones geológicas inusuales han incitado la imaginación humana. Bloques erráticos de origen glaciar en el puerto de Sejos.

En el caso de la mitología de Cantabria ésta hace de los bosques y montañas cántabros lugares mágicos que propician la aparición de leyendas, bien mantenidas en el acervo popular mediante la tradición oral trasmitida de padre a hijos, o bien porque fueron recuperadas o idealizadas por folcloristas como Manuel Llano, entre otros.
En su mitología y supersticiones, como en las de toda Europa, podrían subsistir elementos de religiones y creencias precristianas (romanas o prerromanas) que habrían sido más o menos cristianizadas, alcanzándose en muchos casos un sincretismo religioso. Cabe destacar, al igual que en otros pueblos, la presencia de seres fabulosos de proporciones gigantes y facciones ciclópeas (los ojáncanus y las ojáncanas), animales fantásticos (el culebre, los Caballucos del Diablu, los ramidrejus, etc.), seres feéricos (las anjanas, las Ijanas del Valle de Aras), duendes (Nuberus, Trentis, Ventolines, Trasgus, Trastolillus), personajes antropomórficos (la Sirenuca, el Hombre pez, la Osa de Ándara), etc.

### Gastronomía

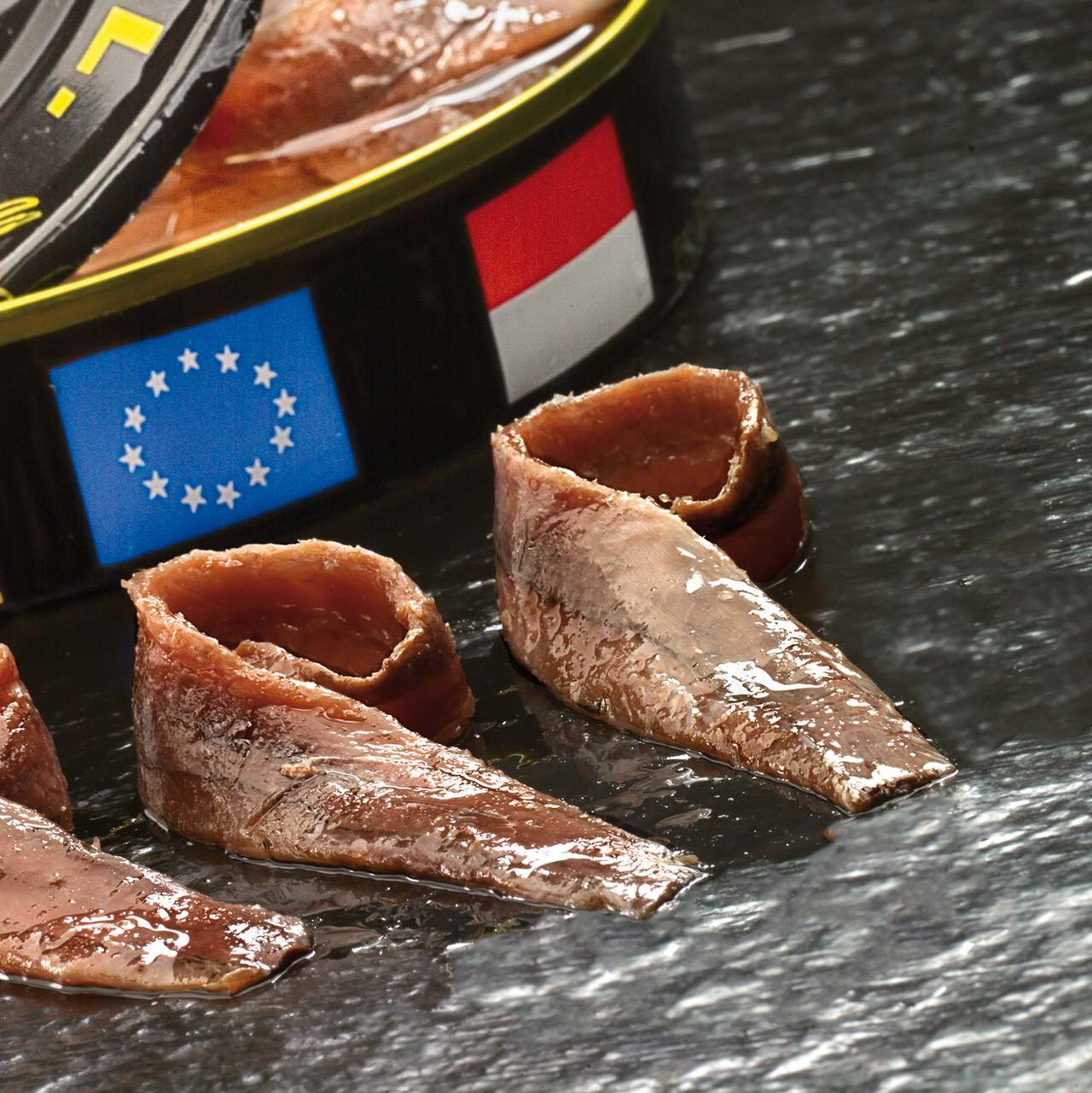
Filetes de anchoa en aceite. Cantabria destaca por su importancia la elaboración de conservas de pescado, que debido a las características y calidad del producto sigue siendo fundamentalmente manual

- Platos típicos: cocido montañés (a base de alubia y berza), cocido lebaniego (de garbanzos), marmita, sorropotún y olla ferroviaria, como platos fuertes. Son además habituales las empanadas, los panes preñaos y los pinchos.
- Carnes: de vaca, buey, ciervo, corzo o jabalí. Preparadas a la parrilla, estofadas o con legumbres.

La reputación ganadera de la región y sus favorables condiciones climatológicas y orográficas para la cría de bóvidos hizo que la Unión Europea aprobase la denominación «carne de Cantabria» como indicación geográfica protegida para las carnes de vacuno de determinadas razas autóctonas (Tudanca, Monchina y Asturiana de los valles y Asturiana de la montaña) y otras ya adaptadas al medio (Limusina) o integradas por absorción (Parda alpina). Es típico el compango y el chorizo de Potes.
- Pescados y mariscos: anchoas de Santoña, Colindres, Laredo y Castro-Urdiales, rape, merluza, lubina o lenguado, chicharro, sardina, boquerón, bonito del norte, dorada, besugo, cabracho, salmonete además de los peces de río como trucha y salmón. Rabas (calamares a la romana) y cachón en su tinta (sepia). En cuanto a marisco se pueden destacar: almejas, mejillones, muergos (navajas), berberechos, pastel de cabracho, nécoras, centollos, percebes, cigalas, langostas, caracolillos y bogavantes.
- Postres: quesadas y sobaos pasiegos; canónigos, y frisuelos (similares a las crépes) en la comarca lebaniega; corbatas de Unquera y polkas en Torrelavega (ambos consisten básicamente en hojaldre), sacristanes en Liérganes, Picatostes en Limpias, miel de Campoo-Los Valles (especialmente de Mazandrero), Cascadas del Alto Asón (pastas de mantequilla con Dulce de Leche), palucos de Cabezón de la Sal y pantortillas de Reinosa, donde también son típicas las rosquillas; al igual que en Santillana del Mar.
- Quesos: queso picón de Bejes-Tresviso, quesucos de Liébana, queso de nata, etc. (muchos de ellos con denominación de origen).
- Bebidas: sidra de manzana, orujo de Liébana (con sus variedades crema de orujo, orujo con miel, orujo de hierbas, etc.), chacolí y tostadillo de Potes. Hay dos denominaciones vinos de la tierra: Costa de Cantabria y Liébana.

### Alfarería y cerámica
Además del legado arqueológico, como los restos del yacimiento de Julióbriga, la autonomía tuvo focos importantes de actividad alfarera en Cos y los valles pasiegos.
Más relevantes fueron las industrias de loza fina que se instalaron cerca de la costa cantábrica, próximas a las vías de comercio naviero.
Así ocurrió con las de Isla, Posadoiros, las menores de Noja y Las Llamas, y la más importante y duradera, la de Galizano, citada por Madoz. Todas ellas intentaron competir con las lozas finas importadas del extranjero, sin poder superar el inconveniente económico del alto precio del plomo y el estaño, indispensables para el baño esmaltador.

### Deportes

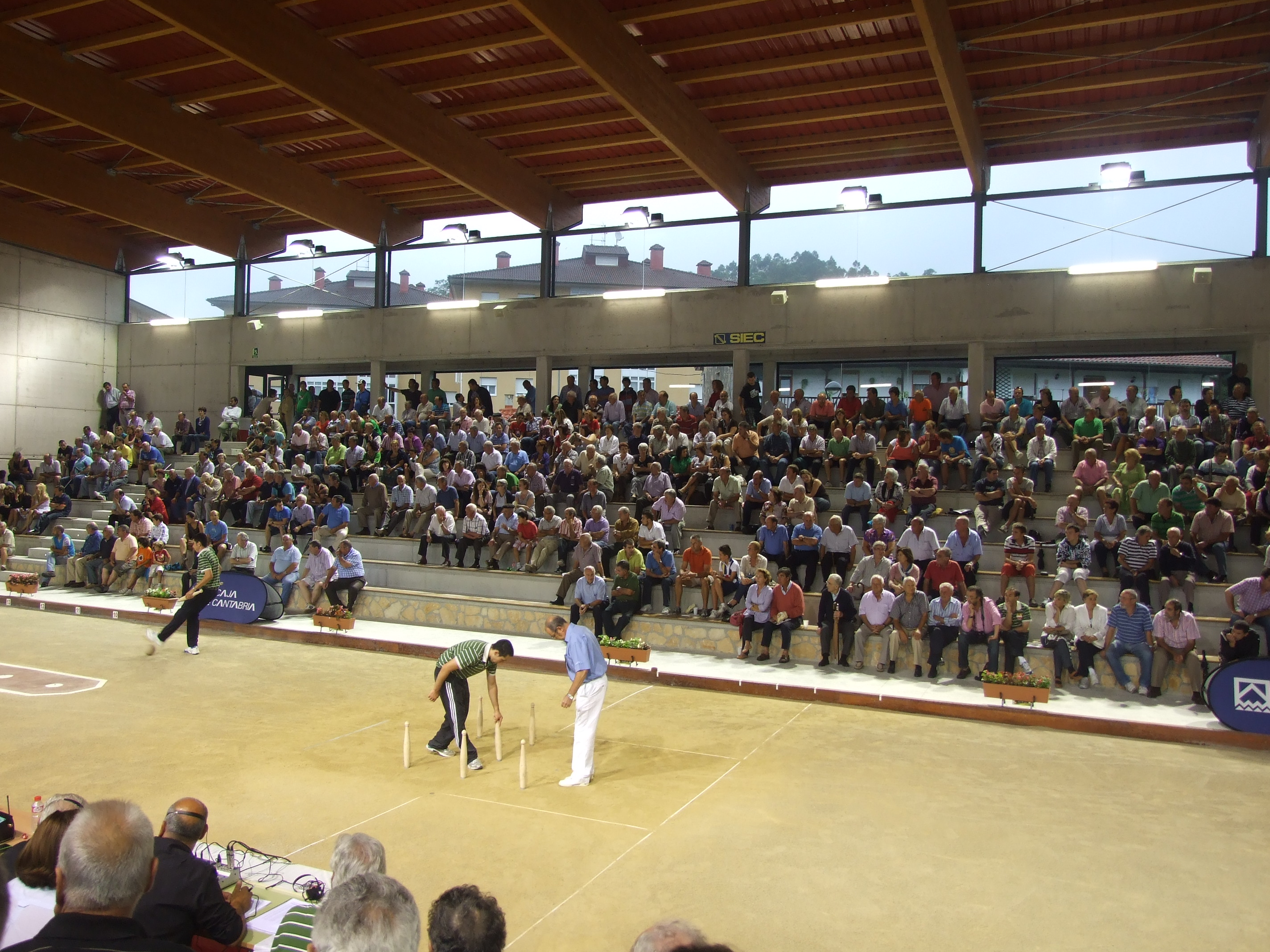
Campeonato de Cantabria de Bolo Palma en la bolera cubierta de La Encina de La Cavada

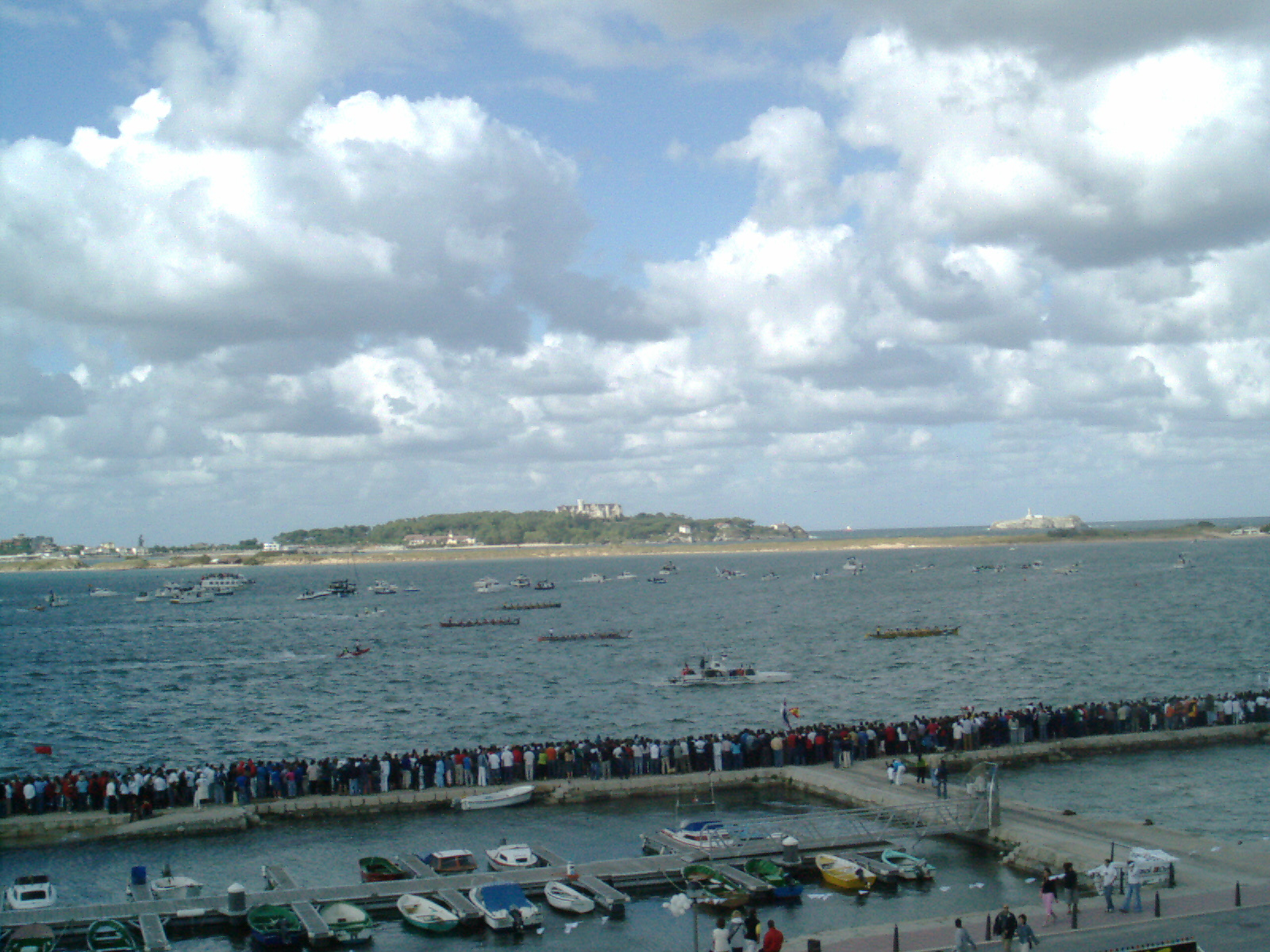
Regata de traineras en la bahía de Santander

El deporte tradicional por antonomasia en Cantabria es el juego de los bolos en sus cuatro modalidades: bolo palma, pasabolo tablón, pasabolo losa y bolo pasiego. El primero es el más extendido, rebasando el propio ámbito regional a la zona oriental de Asturias, y siendo el que mayor complejidad presenta a la hora de jugar. La existencia de boleras o corros destinados al juego de los bolos es importante en todos los núcleos de población de Cantabria, localizándose generalmente próximos a la iglesia o bar del pueblo.
Desde finales de los años 1980, los bolos viven una época de consolidación con la potenciación de las escuelas de bolos, impulsadas por los diferentes ayuntamientos e instituciones cántabras; las competiciones de Liga, Copa y Circuitos Regionales o Nacionales o su expansión mediática motivado por el interés social.

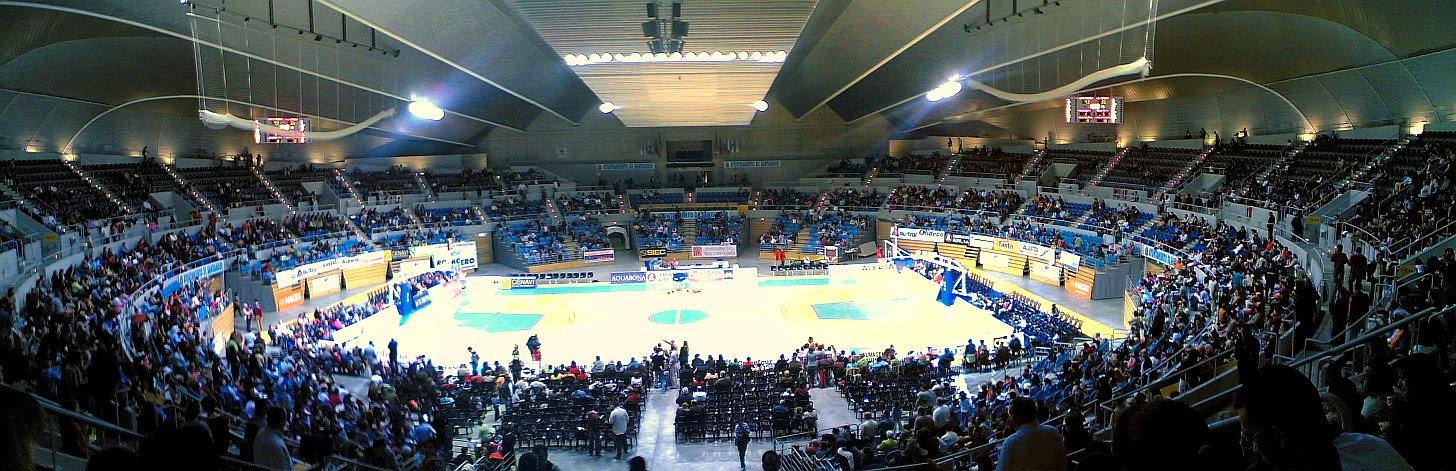
Palacio de Deportes de Santander. Partido de baloncesto del Cantabria Lobos

Como en toda la costa norte de España, especialmente en Cantabria y el País Vasco, el remo es un deporte muy tradicional en las localidades costeras. Los orígenes del remo se remontan varios siglos atrás, cuando varias traineras de cada pueblo se disputaban la venta del pescado, que se reservaba a la embarcación que antes llegase a la lonja. Fue a finales del siglo XIX cuando el trabajo se convirtió en deporte y se comenzaron a organizar regatas entre localidades del Cantábrico. Los clubes de Cantabria, especialmente Castro, Astillero, y Pedreña son tres de los más laureados en la historia de este deporte y actualmente atraviesan unos de sus mejores momentos deportivos tras décadas de sequía de trofeos.
El salto pasiego es otro de los deportes rurales destacados de la región y un claro ejemplo de como el uso de una habilidad o técnica de trabajo va desapareciendo con el paso del tiempo, dando lugar a la competición y al juego. Similar en concepción a otro tipo de modalidades como el salto del pastor canario, en un principio esta técnica se utilizaba en los Valles Pasiegos para salvar las paredes de piedra que limitaban los prados, los bardales, arroyos, barrancos, etc. que obstaculizaban el paso en la abrupta topografía de las zonas altas de Cantabria.
Dentro de los deportes de masas, Cantabria está presente en competiciones nacionales e internacionales a través de equipos como el Racing de Santander o la Gimnástica de Torrelavega, en fútbol; el desaparecido Balonmano Cantabria que ha ganado varias Ligas y Copas del Rey y títulos internacionales así como actualmente el Balonmano Sinfín y el Balonmano Torrelavega en balonmano; y el extinto Cantabria Lobos, que ha militado en la ACB, y el Estela de Cantabria, que milita en LEB Plata, en baloncesto.
El Rally de Cantabria tuvo cuarenta años de historia y formó parte del Campeonato de España de Rallyes desde 1989 hasta 2019.
Cabe mencionar en el aspecto individual a deportistas de la talla de José Manuel Abascal, Severiano Ballesteros, Óscar Freire, María Pardo, Paco Gento, Ruth Beitia, Santillana o Dani Sordo.
A lo largo de la historia de los Juegos Olímpicos, veinte deportistas cántabros han logrado un total de veintitrés medallas para el equipo español en distintos deportes como balonmano, baloncesto, fútbol, hípica, hockey hierba, vela y waterpolo. La relación de medallistas está compuesta hasta el momento por Julio García (oro), Toño Gorostegui (plata), Jan Abascal (oro), Juan Pellón (plata), José Manuel Abascal (bronce), José Emilio Amavisca (oro), Salva Gómez (plata y oro), Óscar Barrena (plata), Antonio González (plata), Chechu Fernández (bronce), Alberto Urdiales (dos bronces), Ismael Ruiz Salmón (plata), Fernando Echávarri (oro), Fernando San Emeterio (plata), Verónica Cuadrado (bronce), Beatriz Fernández (bronce), Ruth Beitia (bronce y oro), Laura Nicholls (plata), Alex Dujshebaev (bronce) y Ángel Fernández (bronce). También puede citarse a Talant Dujshebaev (dos bronces), kirguís nacionalizado español especialmente vinculado a Cantabria, así como a los técnicos Chani Galán y Vicente Miera, ganadores de sendas medallas se oro como jefe de equipo de hockey hierba femenino y seleccionador de fútbol masculino, respectivamente.

### Medios de comunicación

#### Prensa
El número de lectores de prensa en Cantabria se sitúa por encima de la media española, con más de 100 ejemplares por cada 1000 habitantes. Los principales periódicos son El Diario Montañés, fundado en 1902, y Alerta, fundado en 1937, con una tirada en el primero de los casos de 45 000 ejemplares.
En la comunidad autónoma existe un predominio claramente superior de la prensa cántabra frente a la de cobertura estatal, siendo una de las regiones donde este dato es más abrumador. Así, existen casos como el del citado periódico decano de la prensa cántabra y uno de los más importantes a nivel regional en España, El Diario Montañés, que acapara más del 60 % del mercado cántabro.
La guerra civil española dio al traste con un panorama de prensa diaria mucho más extenso que el actual y que había abarcado el último tercio del siglo XIX y los primeros treinta años del XX. Desaparecerían tres de las cabeceras históricas que habían marcado una época hasta entonces: El Cantábrico, La Región y La Voz de Cantabria.
En los últimos años, aprovechando las facilidades para la difusión que ofrecen las nuevas tecnologías, han surgido en la comunidad nuevas alternativas de periodismo digital mediante ediciones electrónicas de periódicos impresos o el nacimiento de otros nuevos que tienen en Internet su único canal de difusión. Junto a estos nuevos modelos aparecen iniciativas de prensa de distribución gratuita siguiendo el ejemplo de otros muchos proyectos semejantes en España y el resto de Europa.
En febrero de 2008 el diario El Mundo lanzó una separata con una edición para Cantabria, El Mundo Hoy en Cantabria. En junio de ese mismo año, el Grupo Digital 2006 publicó en Cantabria el nuevo periódico Aquí Diario, intentando cubrir la demanda de medios de izquierda en la región. Desde octubre del mismo año, Aquí Diario se vendió exclusivamente junto con el diario Público hasta que este dejó de editarse.
Actualmente hay diversos periódicos de difusión gratuita en la región, tales como Pueblos (semanal, distribuido en toda la región), Qué! (diario), Gente en Santander (distribuido semanalmente, solamente en Santander), Rakeros (distribuido semanalmente, solamente en Santander), En Titulares (distribuido semanalmente, solamente en Santander), Diagonal Cantabria (separata bimensual del periódico quincenal Diagonal). En el año 2008 se lanzó el periódico quincenal Ciudad del Besaya, que se reparte en la comarca del Besaya.

#### Radio
A diferencia de la prensa escrita, la radio en Cantabria ha experimentado en las últimas décadas un constante crecimiento. Radio Santander fue la pionera, casi simultáneamente con Radio Torrelavega (EFJ 44), que fue la primera en pasar de la OM a la FM y posteriormente también la que dotó a sus emisiones de la estereofonía. Años más tarde llegaron en los años sesenta y setenta, la COPE (la antigua Radio Popular) y más tarde Radio Nacional de España.
En los años noventa hicieron su aparición las emisoras de frecuencia modulada, destacando Onda Cero, viendo la luz una gran cantidad de radios de ámbito regional y local, algunas de legalidad incierta. Esto dio lugar incluso a denuncias por parte de la Dirección General de Aviación Civil por interferencias en el espectro de radiofrecuencias destinadas a la navegación aérea por la potencia con que emitían ciertas de ellas desde Peña Cabarga y, en algunos casos, desde emplazamientos no autorizados. Gran parte de estos problemas se fundamentaban en la permisividad de los estamentos públicos competentes ante la ocupación fraudulenta del espacio radioeléctrico. Se intentó resolver esta cuestión mediante concursos públicos para asignar nuevas frecuencias a emisoras que en aquel momento se encontraban en un limbo jurídico y que en muchos casos resultaron polémicos. Ante el anuncio del Gobierno regional de abrir expedientes sancionadores han surgido plataformas que agrupan a radios independientes que siguen careciendo de licencias.
Según diversos autores, es de esperar que estos problemas de gestión del espectro radioeléctrico se superen con la implantación de la radio digital terrestre y con ello la arbitraria política de atribución de frecuencias radiofónicas que ha sido una constante en España desde los años setenta. No obstante en Cantabria aún no se ha convocado concurso alguno para asignación de licencias para emisiones DAB.

#### Televisión
Cantabria carece de canal de televisión autonómico público. En 1989 el gobierno de Cantabria, bajo la presidencia de Juan Hormaechea, adquirió equipamiento destinado a un centro emisor de producción de televisión pero el cambio de gobierno y el gran coste que suponía hizo que finalmente el proyecto se desechara y el material vendido. Actualmente no existen planes de retomarlo y la presidencia de gobierno ya ha señalado que la creación de una televisión autonómica no es una prioridad.
En 1984 se crea el Centro Regional de TVE en Cantabria y en 1996 inician sus emisiones las primeras televisiones locales. Con el apagón analógico y el paso a la Televisión Digital Terrestre el Gobierno de Cantabria contempló inicialmente la difusión de la señal mediante transmisión vía satélite a los hogares, dado que se consideraba que esta era la única tecnológica que garantizaba una completo desplìegue de la señal en Cantabria debido al fuerte perfil montañoso de la región. Pero en noviembre de 2008 el gobierno regional decidió rescindir el contrato con la empresa ganadora del concurso público al considerar inviable la implantación del servicio concertado y dado que desde el Gobierno de España se concedió ayudas a las comunidades autónomas para la instalación de repetidores digitales terrestres que permitiese el despliegue de la TDT, a las que se acogió Cantabria. Este hecho provocó que la empresa adjudicataria SES Astra demandase al Gobierno de Cantabria ante los tribunales por incumplimiento de contrato, siendo condenado este último en 2013 al pago de 1,4 millones de euros.

El 30 de enero de 2009, el Gobierno de Cantabria convocó un nuevo concurso para el reparto de las licencias locales de radio y televisión digital terrestre a la que no se presentó buena parte de las emisoras candidatas debido a las fuertes garantías provisionales que se exigían y ante las incertidumbres sobre la rentabilidad.